# Bahnstrecke München–Simbach
| |                                                                                     |                                                                       |                                                                       |
| Streckennummer (DB): | 5600 (München Ost–Simbach Grenze) 5553 (München Ost–München-Riem West)              |                                                                       |                                                                       |
| Kursbuchstrecke (DB): | 940 (München–Mühldorf) 941 (Mühldorf–Simbach) 999.2 (S-Bahn München–Markt Schwaben) |                                                                       |                                                                       |
| Streckenlänge: | 115,087 km                                                                          |                                                                       |                                                                       |
| Spurweite: | 1435 mm (Normalspur)                                                                |                                                                       |                                                                       |
| Streckenklasse: | D4 (München Ost–Simbach) D2 (Simbach–Simbach Grenze)                                |                                                                       |                                                                       |
| Stromsystem: | München Ost–Markt Schwaben: 15 kV 16,7 Hz ~                                         |                                                                       |                                                                       |
| Minimaler Radius: | München Ost–Simbach: 500 m Simbach–Simbach Grenze: 300 m                            |                                                                       |                                                                       |
| Streckengeschwindigkeit: | 140 km/h                                                                            |                                                                       |                                                                       |
| Zugbeeinflussung: | PZB                                                                                 |                                                                       |                                                                       |
| Zweigleisigkeit: | München Ost–Markt Schwaben Ampfing–Mühldorf (Oberbay)                               |                                                                       |                                                                       |
| |                                                                                     |                                                                       |                                                                       |
| \| \| \| von München Hbf (Südring) \| \| \| \| \| von Deisenhofen \| \| \| \| \| von München-Pasing (S-Bahn-Stammstrecke) \| \| \| \| 0,000 \| München Ost Pbf \| 531 m \| \| \| \| (Neutrassierung 2003) \| \| \| \| \| von München-Laim (Zweite Stammstrecke, im Bau) \| \| \| \| 1,140 \| München Leuchtenbergring (Bft) \| München Leuchtenbergring (Bft) \| \| \| \| nach München Flughafen, zum Bw Steinhausen \| \| \| \| \| nach Rosenheim \| \| \| \| \| (Neutrassierung 1909) \| \| \| \| 1,789 \| zur Strecke München Ost–München Flughafen \| zur Strecke München Ost–München Flughafen \| \| \| 2,397 \| München Ost Rbf \| München Ost Rbf \| \| \| 2,443 \| München-Berg am Laim \| München-Berg am Laim \| \| \| 2,816 \| München-Berg am Laim Abzw \| München-Berg am Laim Abzw \| \| \| \| nach Grafing Bahnhof \| \| \| \| \| nach München-Trudering \| \| \| \| (3,5) \| Zamdorf (bis 1909) \| Zamdorf (bis 1909) \| \| \| 3,985 \| München-Trudering–Steinwerk (Nordring) \| München-Trudering–Steinwerk (Nordring) \| \| \| \| von der Strecke München Ost–Ismaning \| \| \| \| \| Trabrennbahn (1902–1932) \| \| \| \| 4,495 \| München-Riem West (Bft) \| München-Riem West (Bft) \| \| \| \| \| \| \| \| (6,0)6,220 \| München-Riem Pbf \| 521 m \| \| \| \| nach München-Riem Ubf \| \| \| \| \| von Abzw Nordost (1942–1949) \| \| \| \| 10,182 \| Feldkirchen (b München) \| 523 m \| \| \| 11,075 \| Heimstetten Hausladen/Barth (Awanst) \| Heimstetten Hausladen/Barth (Awanst) \| \| \| 11,704 \| Bundesautobahn 99 (89 m) \| Bundesautobahn 99 (89 m) \| \| \| 12,440 \| Heimstetten (Hp Awanst) \| Heimstetten (Hp Awanst) \| \| \| 14,274 \| Grub (Oberbay) \| Grub (Oberbay) \| \| \| 16,319 \| Poing (ehem. Bf) \| 515 m \| \| \| 21,091 \| Markt Schwaben \| 508 m \| \| \| \| nach Erding \| \| \| \| 25,817 \| Schwillach (63 m) \| Schwillach (63 m) \| \| \| 29,245 \| Hörlkofen \| 505 m \| \| \| 32,212 \| Walpertskirchen (ehem. Bf) \| 495 m \| \| \| \| von Erding (Walpertskirchener Spange, geplant) \| \| \| \| 35,539 \| Obergeislbach (Abzw, geplant) \| 489 m \| \| \| 38,472 \| Thann-Matzbach \| 475 m \| \| \| \| nach Haag (bis 1991) \| \| \| \| 42,708 \| Isen (21 m) \| Isen (21 m) \| \| \| 47,080 \| Dorfen Bahnhof \| 448 m \| \| \| \| nach Velden (bis 1993) \| \| \| \| 51,225 \| Wasentegernbach (bis 1988) \| Wasentegernbach (bis 1988) \| \| \| 53,955 \| Schwindegg \| 433 m \| \| \| 54,691 \| Goldach (34 m) \| Goldach (34 m) \| \| \| 61,722 \| Weidenbach \| 425 m \| \| \| 66,700 \| Ampfing \| 419 m \| \| \| 69,033 \| Bundesautobahn 94 (79 m) \| Bundesautobahn 94 (79 m) \| \| \| 72,043 \| Infrastrukturgrenze DB InfraGO / RNI \| Infrastrukturgrenze DB InfraGO / RNI \| \| \| \| von Rosenheim \| \| \| \| 72,411 \| Innkanal (55 m) \| Innkanal (55 m) \| \| \| 74,808 \| Mühldorf (Oberbay) \| 411 m \| \| \| \| nach Pilsting \| \| \| \| \| nach Freilassing \| \| \| \| 76,060 \| Innkanal (50 m) \| Innkanal (50 m) \| \| \| 80,566 \| Töging (Inn) \| 398 m \| \| \| \| Werkbahn Töging (bis 2021) \| \| \| \| 82,101 \| Bundesautobahn 94 (61 m) \| Bundesautobahn 94 (61 m) \| \| \| 86,585 \| Isen (49 m) \| Isen (49 m) \| \| \| 87,780 \| Neuötting (ehem. Bf) \| 370 m \| \| \| \| Übergang zur Dampfstraßenbahn (bis 1930) \| \| \| \| 93,381 \| Perach (bis 1986) \| 363 m \| \| \| 100,794 \| Marktl \| 369 m \| \| \| 104,564 \| Türkenbach (54 m) \| Türkenbach (54 m) \| \| \| 105,598 \| Buch (Inn) (bis 1986) \| 375 m \| \| \| 108,650 \| Julbach \| Julbach \| \| \| 113,804 \| Simbach (Inn) \| 348 m \| \| \| \| nach Pocking \| \| \| \| \| \| \| \| \| 115,087 \| Simbach (Inn) Grenze Innbrücke, Staatsgrenze Deutschland / Österreich \| Simbach (Inn) Grenze Innbrücke, Staatsgrenze Deutschland / Österreich \| \| \| \| \| \| \| \| \| nach Neumarkt-Kallham \| \| \| \| \| \| \| \| Quellen: [1][2][3][4][5] \| \| \| \| |                                                                                     |                                                                       |                                                                       |
| Strecke |                                                                                     | von München Hbf (Südring)                                             | von München Hbf (Südring)                                             |
| Abzweig geradeaus und von rechts |                                                                                     | von Deisenhofen                                                       | von Deisenhofen                                                       |
| Abzweig geradeaus und von links |                                                                                     | von München-Pasing (S-Bahn-Stammstrecke)                              | von München-Pasing (S-Bahn-Stammstrecke)                              |
| Bahnhof | 0,000                                                                               | München Ost Pbf                                                       | 531 m                                                                 |
| Abzweig geradeaus und nach links · Strecke von rechts |                                                                                     | (Neutrassierung 2003)                                                 | (Neutrassierung 2003)                                                 |
| Strecke · Abzweig geradeaus und ehemals von links |                                                                                     | von München-Laim (Zweite Stammstrecke, im Bau)                        | von München-Laim (Zweite Stammstrecke, im Bau)                        |
| Strecke · Bahnhof | 1,140                                                                               | München Leuchtenbergring (Bft)                                        | München Leuchtenbergring (Bft)                                        |
| Strecke · Abzweig geradeaus und nach links |                                                                                     | nach München Flughafen, zum Bw Steinhausen                            | nach München Flughafen, zum Bw Steinhausen                            |
| Abzweig geradeaus und nach rechts · Strecke |                                                                                     | nach Rosenheim                                                        | nach Rosenheim                                                        |
| Strecke von links · Kreuzung geradeaus unten · Abzweig ehemals geradeaus und nach rechts |                                                                                     | (Neutrassierung 1909)                                                 | (Neutrassierung 1909)                                                 |
| Strecke · Abzweig geradeaus und nach links · Strecke (außer Betrieb) | 1,789                                                                               | zur Strecke München Ost–München Flughafen                             | zur Strecke München Ost–München Flughafen                             |
| Strecke · Dienststation / Betriebs- oder Güterbahnhof · Strecke (außer Betrieb) | 2,397                                                                               | München Ost Rbf                                                       | München Ost Rbf                                                       |
| Haltepunkt / Haltestelle · Strecke · Strecke (außer Betrieb) | 2,443                                                                               | München-Berg am Laim                                                  | München-Berg am Laim                                                  |
| Blockstelle · Strecke · Strecke (außer Betrieb) | 2,816                                                                               | München-Berg am Laim Abzw                                             | München-Berg am Laim Abzw                                             |
| Abzweig geradeaus und nach rechts · Strecke · Strecke (außer Betrieb) |                                                                                     | nach Grafing Bahnhof                                                  | nach Grafing Bahnhof                                                  |
| Kreuzung geradeaus unten · Abzweig geradeaus und nach rechts · Strecke (außer Betrieb) |                                                                                     | nach München-Trudering                                                | nach München-Trudering                                                |
| Strecke · Strecke · Haltepunkt / Haltestelle (Strecke außer Betrieb) | (3,5)                                                                               | Zamdorf (bis 1909)                                                    | Zamdorf (bis 1909)                                                    |
| Kreuzung geradeaus oben · Kreuzung geradeaus oben · Strecke (außer Betrieb) | 3,985                                                                               | München-Trudering–Steinwerk (Nordring)                                | München-Trudering–Steinwerk (Nordring)                                |
| Strecke · Strecke · Abzweig geradeaus und von rechts (Strecke außer Betrieb) |                                                                                     | von der Strecke München Ost–Ismaning                                  | von der Strecke München Ost–Ismaning                                  |
| Strecke nach links · Abzweig geradeaus und von rechts · Haltepunkt / Haltestelle (Strecke außer Betrieb) |                                                                                     | Trabrennbahn (1902–1932)                                              | Trabrennbahn (1902–1932)                                              |
| Blockstelle · Strecke (außer Betrieb) | 4,495                                                                               | München-Riem West (Bft)                                               | München-Riem West (Bft)                                               |
| Abzweig geradeaus und ehemals von links · Strecke nach rechts (außer Betrieb) |                                                                                     |                                                                       |                                                                       |
| Bahnhof | (6,0)6,220                                                                          | München-Riem Pbf                                                      | 521 m                                                                 |
| Abzweig geradeaus und nach rechts |                                                                                     | nach München-Riem Ubf                                                 | nach München-Riem Ubf                                                 |
| Abzweig geradeaus und ehemals von links |                                                                                     | von Abzw Nordost (1942–1949)                                          | von Abzw Nordost (1942–1949)                                          |
| Bahnhof | 10,182                                                                              | Feldkirchen (b München)                                               | 523 m                                                                 |
| Blockstelle | 11,075                                                                              | Heimstetten Hausladen/Barth (Awanst)                                  | Heimstetten Hausladen/Barth (Awanst)                                  |
| Brücke | 11,704                                                                              | Bundesautobahn 99 (89 m)                                              | Bundesautobahn 99 (89 m)                                              |
| Haltepunkt / Haltestelle | 12,440                                                                              | Heimstetten (Hp Awanst)                                               | Heimstetten (Hp Awanst)                                               |
| Haltepunkt / Haltestelle | 14,274                                                                              | Grub (Oberbay)                                                        | Grub (Oberbay)                                                        |
| Haltepunkt / Haltestelle | 16,319                                                                              | Poing (ehem. Bf)                                                      | 515 m                                                                 |
| Bahnhof | 21,091                                                                              | Markt Schwaben                                                        | 508 m                                                                 |
| Abzweig geradeaus und nach links |                                                                                     | nach Erding                                                           | nach Erding                                                           |
| Brücke über Wasserlauf | 25,817                                                                              | Schwillach (63 m)                                                     | Schwillach (63 m)                                                     |
| Bahnhof | 29,245                                                                              | Hörlkofen                                                             | 505 m                                                                 |
| Haltepunkt / Haltestelle | 32,212                                                                              | Walpertskirchen (ehem. Bf)                                            | 495 m                                                                 |
| Abzweig geradeaus und ehemals von links |                                                                                     | von Erding (Walpertskirchener Spange, geplant)                        | von Erding (Walpertskirchener Spange, geplant)                        |
| ehemalige Blockstelle | 35,539                                                                              | Obergeislbach (Abzw, geplant)                                         | 489 m                                                                 |
| Bahnhof | 38,472                                                                              | Thann-Matzbach                                                        | 475 m                                                                 |
| Abzweig geradeaus und ehemals nach rechts |                                                                                     | nach Haag (bis 1991)                                                  | nach Haag (bis 1991)                                                  |
| Brücke über Wasserlauf | 42,708                                                                              | Isen (21 m)                                                           | Isen (21 m)                                                           |
| Bahnhof | 47,080                                                                              | Dorfen Bahnhof                                                        | 448 m                                                                 |
| Abzweig geradeaus und ehemals nach links |                                                                                     | nach Velden (bis 1993)                                                | nach Velden (bis 1993)                                                |
| ehemaliger Bahnhof | 51,225                                                                              | Wasentegernbach (bis 1988)                                            | Wasentegernbach (bis 1988)                                            |
| Bahnhof | 53,955                                                                              | Schwindegg                                                            | 433 m                                                                 |
| Brücke über Wasserlauf | 54,691                                                                              | Goldach (34 m)                                                        | Goldach (34 m)                                                        |
| Bahnhof | 61,722                                                                              | Weidenbach                                                            | 425 m                                                                 |
| Bahnhof | 66,700                                                                              | Ampfing                                                               | 419 m                                                                 |
| Brücke | 69,033                                                                              | Bundesautobahn 94 (79 m)                                              | Bundesautobahn 94 (79 m)                                              |
| Wechsel des Eisenbahninfrastrukturunternehmens | 72,043                                                                              | Infrastrukturgrenze DB InfraGO / RNI                                  | Infrastrukturgrenze DB InfraGO / RNI                                  |
| Abzweig geradeaus und von rechts |                                                                                     | von Rosenheim                                                         | von Rosenheim                                                         |
| Brücke über Wasserlauf | 72,411                                                                              | Innkanal (55 m)                                                       | Innkanal (55 m)                                                       |
| Bahnhof | 74,808                                                                              | Mühldorf (Oberbay)                                                    | 411 m                                                                 |
| Abzweig geradeaus und nach links |                                                                                     | nach Pilsting                                                         | nach Pilsting                                                         |
| Abzweig geradeaus und nach rechts |                                                                                     | nach Freilassing                                                      | nach Freilassing                                                      |
| Brücke über Wasserlauf | 76,060                                                                              | Innkanal (50 m)                                                       | Innkanal (50 m)                                                       |
| Bahnhof | 80,566                                                                              | Töging (Inn)                                                          | 398 m                                                                 |
| Abzweig geradeaus und ehemals nach rechts |                                                                                     | Werkbahn Töging (bis 2021)                                            | Werkbahn Töging (bis 2021)                                            |
| Brücke | 82,101                                                                              | Bundesautobahn 94 (61 m)                                              | Bundesautobahn 94 (61 m)                                              |
| Brücke über Wasserlauf | 86,585                                                                              | Isen (49 m)                                                           | Isen (49 m)                                                           |
| Haltepunkt / Haltestelle | 87,780                                                                              | Neuötting (ehem. Bf)                                                  | 370 m                                                                 |
| Strecke |                                                                                     | Übergang zur Dampfstraßenbahn (bis 1930)                              | Übergang zur Dampfstraßenbahn (bis 1930)                              |
| ehemaliger Bahnhof | 93,381                                                                              | Perach (bis 1986)                                                     | 363 m                                                                 |
| Bahnhof | 100,794                                                                             | Marktl                                                                | 369 m                                                                 |
| Brücke über Wasserlauf | 104,564                                                                             | Türkenbach (54 m)                                                     | Türkenbach (54 m)                                                     |
| ehemaliger Bahnhof | 105,598                                                                             | Buch (Inn) (bis 1986)                                                 | 375 m                                                                 |
| Haltepunkt / Haltestelle | 108,650                                                                             | Julbach                                                               | Julbach                                                               |
| Bahnhof | 113,804                                                                             | Simbach (Inn)                                                         | 348 m                                                                 |
| Abzweig geradeaus und ehemals nach links |                                                                                     | nach Pocking                                                          | nach Pocking                                                          |
| |                                                                                     |                                                                       |                                                                       |
| Grenze auf Brücke über Wasserlauf | 115,087                                                                             | Simbach (Inn) Grenze Innbrücke, Staatsgrenze Deutschland / Österreich | Simbach (Inn) Grenze Innbrücke, Staatsgrenze Deutschland / Österreich |
| |                                                                                     |                                                                       |                                                                       |
| Strecke |                                                                                     | nach Neumarkt-Kallham                                                 | nach Neumarkt-Kallham                                                 |
| |                                                                                     |                                                                       |                                                                       |
| Quellen: |                                                                                     |                                                                       |                                                                       |

Die Bahnstrecke München–Simbach ist eine 115 Kilometer lange, teils zweigleisige Hauptbahn in Bayern. Sie führt von München über Markt Schwaben, Dorfen und Mühldorf am Inn bis zur deutsch-österreichischen Grenze zwischen Simbach und Braunau am Inn.
Die Königlich Bayerischen Staatseisenbahnen nahmen die Hauptbahn von München zur Staatsgrenze 1871 in Betrieb. Als Teil der kürzesten Verbindung zwischen München und Wien wurde sie bis in die 1890er Jahre von internationalen Fernzügen wie dem Orient-Express befahren; danach ging ihre Bedeutung im Personenfernverkehr zurück. Der Abschnitt München Ost–Markt Schwaben wurde für den Vorortverkehr von 1909 bis 1911 zweigleisig ausgebaut, 1970 elektrifiziert und wird seit 1972 durch die S-Bahn München bedient. Die übrige Strecke ist weiterhin nicht elektrifiziert und überwiegend eingleisig. Durch den Pendlerverkehr nach München und den Güterverkehr des Bayerischen Chemiedreiecks hat sie ein erhebliches Verkehrsaufkommen.
Betreiber der Infrastruktur ist zwischen München und Mühldorf die DB InfraGO, zwischen Mühldorf und Simbach Grenze die DB RegioNetz Infrastruktur GmbH im Zuge des Regio-Netzes Südostbayernbahn. Der als Teil der Strecke München–Simbach errichtete Abschnitt zwischen München Hbf und München Ost zählt heute zur Bahnstrecke München–Rosenheim.

## Geschichte

### Erste Ideen und Streckenvorschläge

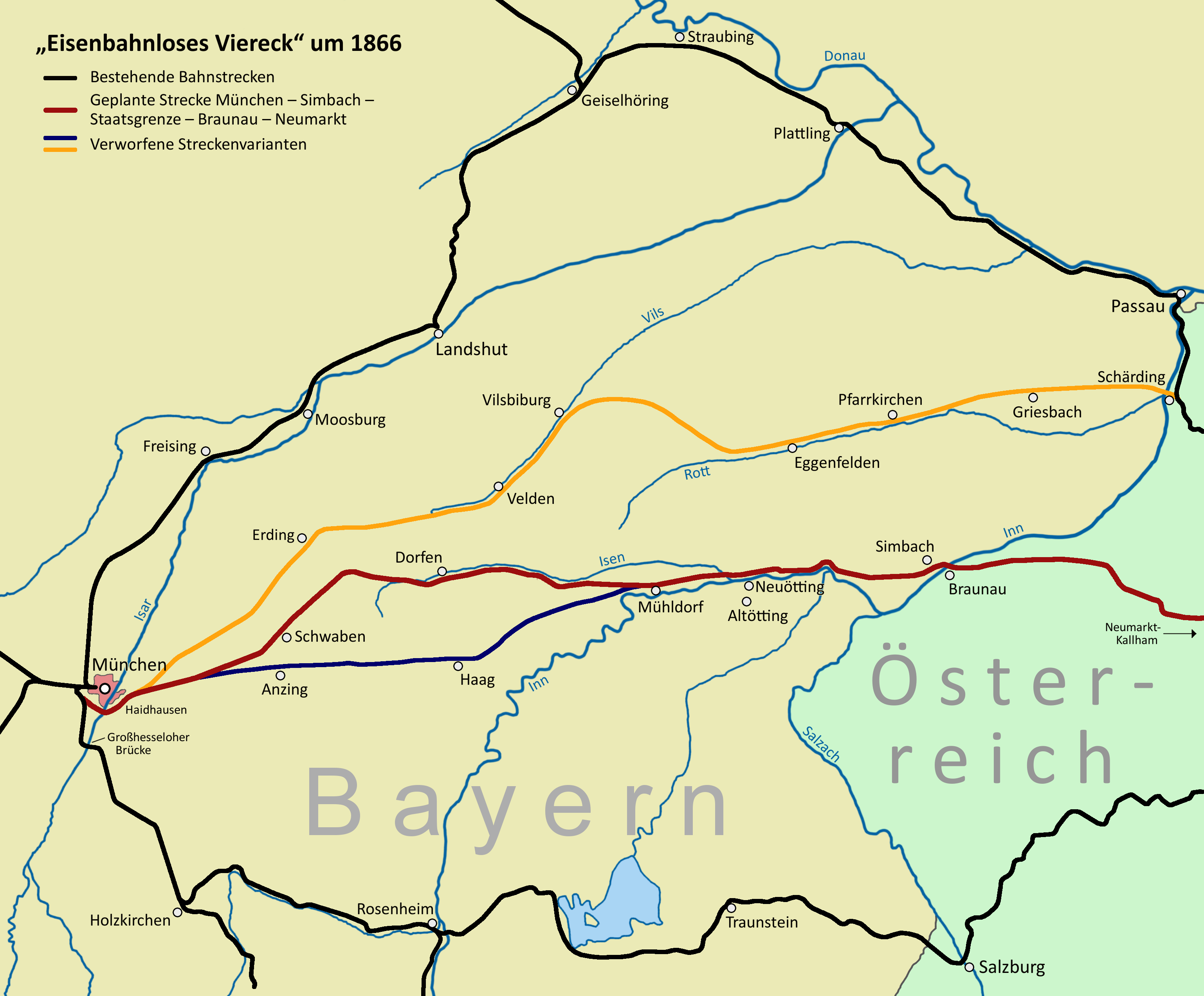
Das eisenbahnlose Viereck mit den Streckenvarianten durch das Rottal (gelb), über Haag (blau) und der verwirklichten Trasse über Dorfen (rot), Planungsstand 1866

Zwischen 1857 und 1860 nahmen die Königlich Bayerischen Staatseisenbahnen auf der Bayerischen Maximiliansbahn von München über Holzkirchen und Rosenheim nach Salzburg den Betrieb auf. Zur selben Zeit nahmen die Bayerischen Ostbahnen von 1858 bis 1860 die Strecken München–Geiselhöring–Regensburg und Geiselhöring–Straubing–Passau in Betrieb. Das von diesen Bahnstrecken umschlossene Gebiet zwischen München, Salzburg, Passau und Straubing blieb hingegen ohne Eisenbahnanschluss und wurde daher bald als das eisenbahnlose Viereck bezeichnet.
Zu Beginn der 1860er Jahre stellten Bürgerkomitees, Abgeordnete und Grundbesitzer zahlreiche Anträge zu einer eisenbahntechnischen Erschließung des Gebietes. Dabei wurden einerseits Nord-Süd-Verbindungen von Rosenheim oder Traunstein nach Regensburg, Straubing oder Passau, andererseits eine West-Ost-Strecke von München in Richtung der österreichischen Grenze vorgeschlagen.
Zeitgleich war die Strecke von München nach Rosenheim, die den Verkehr in Richtung Salzburg und Kufstein aufnehmen musste, zunehmend überlastet. Ein zweigleisiger Ausbau war jedoch aufgrund der schwierigen Streckenführung im Teufelsgraben östlich von Holzkirchen nicht möglich. Daher entstand der Vorschlag zu einer Entlastungsstrecke von der Großhesseloher Brücke der Maximiliansbahn über Buchbach und durch das Rottal bis nach Schärding, wo Anschluss an die österreichische Strecke Wels–Passau der Kaiserin Elisabeth-Bahn bestehen sollte. Als weiterer Vorteil der Entlastungsstrecke wurde die erhebliche Verkürzung der Verbindung München–Wien gegenüber der bisherigen Streckenführung über Salzburg genannt. Insbesondere die Stadt Erding und die niederbayerischen Gemeinden Velden, Vilsbiburg, Eggenfelden und Pfarrkirchen sprachen sich für die Variante durch das Rottal aus.
Die Gemeinden am Inn setzten sich hingegen für eine weiter südlich verlaufende Streckenführung von der Großhesseloher Brücke über Hohenlinden, Neuötting und Simbach nach Schärding ein. Für den Abschnitt Hohenlinden–Neuötting wurde dabei neben einer Variante durch das Isental eine Alternative über Haag und Mühldorf diskutiert. Die Generaldirektion der Königlichen Verkehrsanstalten erstellte daher 1863 im Auftrag des Königlichen Staatsministeriums des Handels und der öffentlichen Arbeiten ein Gutachten zu den Streckenvarianten. Dabei erwies sich die Strecke über Neuötting in beiden Varianten mit veranschlagten Kosten von etwa 12,2 Millionen Gulden als erheblich günstiger als die Führung durch das Rottal mit 16,3 Millionen Gulden, zudem entspräche die Neuöttinger Variante am besten den Verkehrsverhältnissen. Um die Strecke so direkt wie möglich an die österreichische Grenze zu führen, sprachen sich die Verkehrsanstalten für einen Grenzübergang bei Braunau anstatt bei Schärding aus. Am 24. September 1863 beschloss der Bayerische Landtag daraufhin die Errichtung der Strecke auf „kürzestem Wege“ von München über Neuötting und Simbach nach Braunau. Im Gesetz vom 5. Oktober 1863, „die Vervollständigung und weitere Ausdehnung der bayerischen Staatseisenbahnen betreffend“, genehmigte der Landtag eine Dotation von 15,4 Millionen Gulden für den Streckenbau.

### Streckenplanung
Im November 1865 entschied die Generaldirektion der Königlichen Verkehrsanstalten, die Strecke vom Bahnhof München (heute München Hbf) aus – anstelle der ursprünglich geplanten Mitbenutzung der Bayerischen Maximiliansbahn bis zur Großhesseloher Brücke – auf direkterem Weg über Haidhausen (heute München Ost) zu führen und eine neue Isarquerung mit eigener Brücke weiter nördlich einzurichten. 1866 begannen die Planungen zur genauen Festlegung der Trassenführung. Neben der bereits 1863 erwogenen Variante über Anzing und Haag untersuchten die Verkehrsanstalten eine Streckenführung von München über die Marktgemeinden Schwaben und Dorfen nach Mühldorf. Da aufgrund der günstigen Geländeverhältnisse die Variante über Schwaben und Dorfen mit geringeren Steigungen errichtet werden konnte und zudem mit geringeren Kosten zu rechnen war, entschieden sich die Verkehrsanstalten für diese Variante. Im Abschnitt Mühldorf–Simbach setzte sich der Wallfahrtsort Altötting in einem Gesuch von 1865 für eine Streckenführung zwischen Neu- und Altötting und eine gemeinsame Station für beide Orte ein. Da diese Trasse zwei zusätzliche Brücken über den Inn bei Mühldorf und Marktl erfordert hätte, wurde sie jedoch verworfen und stattdessen eine Station nördlich von Neuötting geplant.
Die Verhandlungen zum Bau der österreichischen Streckenfortsetzung von der Grenze bei Braunau zur Bahnstrecke Wels–Passau stießen zunächst auf politische Hindernisse. Die österreichische Regierung sah die Strecke als unnötig an und hatte aufgrund ihrer angespannten finanziellen Lage kein Interesse an neuen Bahnbauten. Eine Beteiligung an den Baukosten lehnte sie daher 1864 ab. Zudem befürchtete die Kaiserin Elisabeth-Bahn eine Konkurrenz zu ihren bestehenden Strecken nach Passau und Salzburg. 1865 gründete Maximilian von Arco-Valley ein Consortium, das am 22. August 1865 durch die österreichische Regierung die Konzession zum Bau und Betrieb der Verbindungsbahn von der Grenze nach Neumarkt im Hausruckkreis erhielt. Umstritten war die Lage des Grenzbahnhofs, der zunächst auf österreichischer Seite in Braunau errichtet werden sollte. 1866 sprachen sich die Verkehrsanstalten hingegen für die Verlegung des Grenzbahnhofes auf die bayerische Seite nach Simbach aus, um die Problematik einer bayerischen Betriebsführung in Österreich zu vermeiden. Durch den preußisch-österreichischen Krieg 1866 wurde der Abschluss eines Vertrages zwischen Bayern und Österreich weiter verzögert. Am 4. Juni 1867 schlossen die bayerische und die österreichische Regierung schließlich den Staatsvertrag „über den Bau und Betrieb einer Eisenbahn von München über Braunau zum Anschluße an die Kaiserin Elisabeth-Bahn bei Neumarkt“. Darin wurde festgelegt, dass der Grenzbahnhof mit allen Einrichtungen in Simbach errichtet werden solle und die Strecken auf beiden Seiten der Grenze innerhalb von drei Jahren fertigzustellen seien.
Nach Abschluss des Staatsvertrags begannen 1867 die Detailplanungen des Trassenverlaufs. Die Strecke wurde dafür in sechs Bausektionen München, Schwaben, Dorfen, Mühldorf, Neuötting und Simbach eingeteilt. Die Bauoberleitung übernahm Eisenbahnbaudirektor Karl von Dyck. Als ingenieurtechnischer Referent war Karl Schnorr von Carolsfeld, später Generaldirektor der Bayerischen Staatseisenbahnen, an der Bauleitung beteiligt.

### Errichtung und Inbetriebnahme

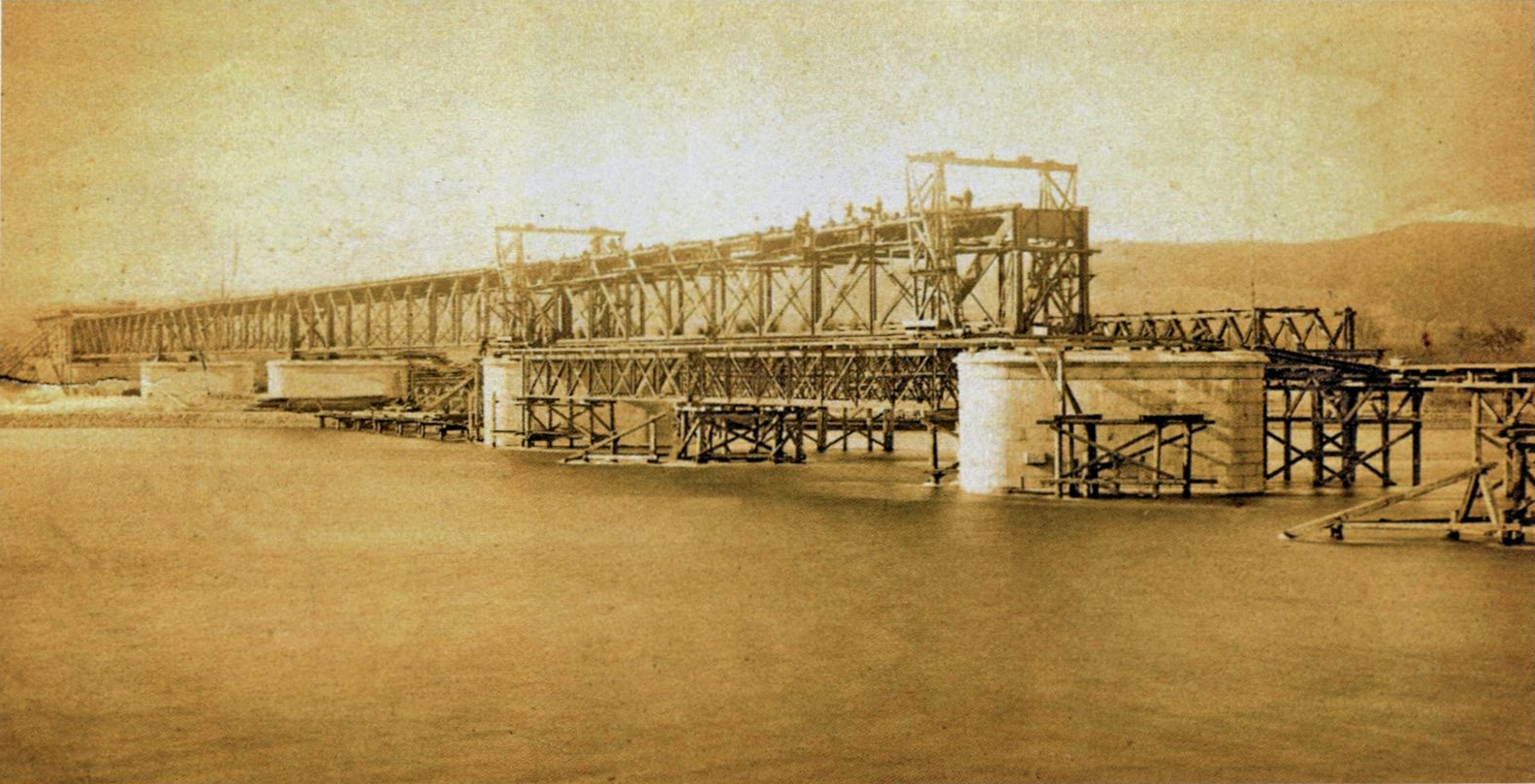
Bau der Innbrücke zwischen Simbach und Braunau (1870)

Im Frühjahr 1868 begannen die Bauarbeiten an der Strecke mit der Vergabe der Baulose an selbstständige Unternehmer. Die Trasse wurde auf ganzer Länge für einen späteren zweigleisigen Ausbau ausgelegt. Größere Erdarbeiten erforderte die Errichtung eines Einschnittes an der Wasserscheide zwischen Isar und Inn bei Obergeislbach. Der dabei gewonnene Aushub wurde zum Teil für den Bahndamm über das Hammerbachtal verwendet. Zwischen Neuötting und Marktl musste das Flussbett des Inns für die Errichtung der Bahntrasse verlegt werden; dabei wurden unter Einsatz einer Feldbahn 250.000 Kubikmeter Bruchsteine verbaut. Die aufwendigsten Arbeiten waren im Bereich der Sektion Simbach erforderlich: Zwischen Simbach und Braunau errichteten die bayerischen Verkehrsanstalten eine knapp 400 Meter lange Brücke über den Inn. Zudem waren zur Herstellung des Planums für den Grenzbahnhof Simbach großflächige Aufschüttungen notwendig.
Während bei den Bauarbeiten in den ersten fünf Sektionen keine größeren Probleme auftraten, kam es bei den Großprojekten in der Sektion Simbach zu Verzögerungen. Am 20. Dezember 1870 nahm die Kaiserin Elisabeth-Bahn die österreichische Strecke von Braunau nach Neumarkt in Betrieb, während die Innbrücke noch immer nicht vollendet war. Aufgrund der nicht termingerechten Fertigstellung mussten die bayerischen Verkehrsanstalten 100.000 Gulden als Konventionalstrafe an die Kaiserin Elisabeth-Bahn entrichten.
Mit einem Vertrag vom 6. März 1871 wurden der österreichische Teil des Grenzbahnhofs Simbach und die weiterführende Strecke bis zur Staatsgrenze an die Kaiserin Elisabeth-Bahn verpachtet, die als Betreiberin der österreichischen Anschlussstrecke den Fahrdienst zwischen Simbach und Braunau übernehmen sollte. Bereits am 15. März 1871 ging der 10 km lange zweigleisige Abschnitt im Münchner Stadtgebiet vom Bahnhof München über die Isar nach Haidhausen (ab 1876: München Ostbahnhof) in Betrieb, der als Gürtelbahn bezeichnet wurde. Am 12. April 1871 verkehrte ein erster Probezug von München nach Neuötting. Wegen der Verzögerungen an der Innbrücke entschied sich die Generaldirektion der Königlichen Verkehrsanstalten, zunächst nur den Abschnitt bis Neuötting zu eröffnen. Am 1. Mai 1871 nahmen die Königlich Bayerischen Staatseisenbahnen mit einer feierlichen Eröffnung den vorläufigen Betrieb auf der Teilstrecke Haidhausen–Neuötting auf. Nachdem die Innbrücke Mitte Mai fertiggestellt werden konnte, ging schließlich am 1. Juni 1871 der verbliebene Abschnitt von Neuötting über Simbach nach Braunau in Betrieb.
Die Baukosten für die 124,51 km lange Strecke von München bis zur Staatsgrenze betrugen insgesamt 30.900.142 Mark und lagen damit um etwa 5,4 Millionen Mark über den 1863 veranschlagten Kosten.

### Erste Betriebsjahre

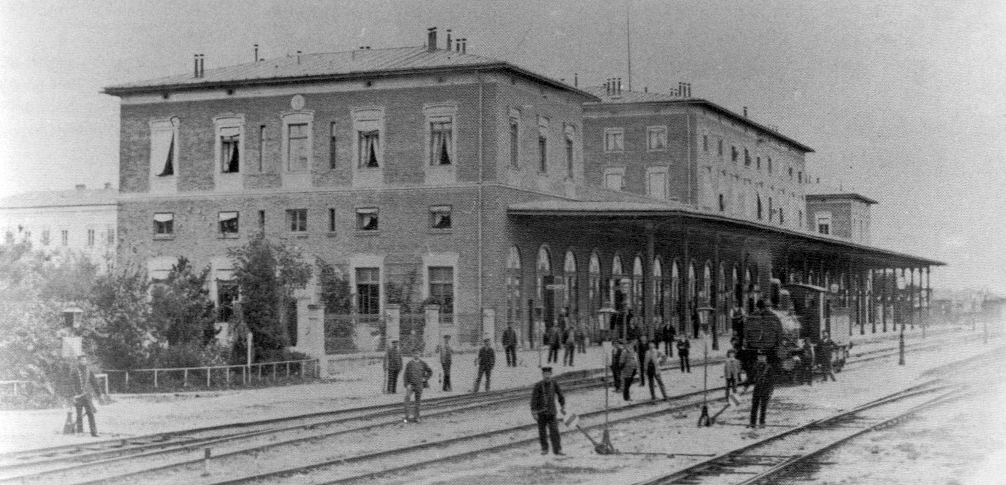
Grenzbahnhof Simbach kurz nach der Eröffnung (um 1871)

Bei ihrer Inbetriebnahme verfügte die Hauptbahn München–Simbach über elf Bahnhöfe und sechs Personenhaltstellen (Haltepunkte), die bis 1907 auf 19 Bahnhöfe und fünf Haltepunkte erweitert wurden.
Bereits am 15. März 1871 hatten die Bayerischen Staatseisenbahnen die Hauptbahn von München über Grafing nach Rosenheim als weitere Abkürzungs- und Entlastungsstrecke für die alte über Holzkirchen führende Maximiliansbahn in Betrieb genommen. Die zweigleisige Gürtelbahn zwischen München (ab 1876: München Centralbahnhof) und Haidhausen (ab 1876: München Ostbahnhof) wurde von den Zügen nach Simbach und Rosenheim gemeinsam genutzt. Während die Gürtelbahn ursprünglich als Teil der Strecke München–Simbach geplant und errichtet worden war, wurde sie später Teil der Strecke München–Rosenheim; die Kilometrierung der Simbacher Strecke begann fortan erst in München Ost.
Die Strecke München–Simbach beschleunigte die Wege aus dem bisherigen eisenbahnlosen Viereck in die Hauptstadt München erheblich und führte damit zu einem Aufschwung der Region östlich von München. Die Fahrgastzahlen und die Menge der transportierten Güter stiegen in den ersten Betriebsjahren stetig an. Dabei wiesen die Zwischenstationen Schwaben (heute Markt Schwaben), Dorfen, Mühldorf, Neuötting und Marktl das größte Verkehrsaufkommen auf. Bereits kurz nach der Eröffnung reichte die Ausstattung einiger Stationen für das gestiegene Verkehrsaufkommen nicht mehr aus. Die Königlich Bayerischen Staatseisenbahnen bauten daher bis 1881 die bisherigen Haltstellen Hörlkofen und Weidenbach zu Bahnhöfen mit Güterabfertigung und einem Ausweichgleis für Zugkreuzungen aus.
Mit der Verstaatlichung der Kaiserin Elisabeth-Bahn ging die Betriebsführung zwischen Simbach und der Staatsgrenze 1884 auf die k.k. Staatsbahnen über.
Bis Ende des 19. Jahrhunderts war die Bahnstrecke München–Simbach Teil der bedeutendsten Bahnverbindung zwischen München und Wien. Mit dem zweigleisigen Ausbau der Strecken München–Rosenheim und Rosenheim–Salzburg bis 1898 verlor die weiterhin eingleisige Strecke über Simbach ihre Bedeutung im grenzüberschreitenden Verkehr zugunsten der Relation über Rosenheim, Salzburg und die Westbahn.

### Ausbau für den Vorortverkehr und Erster Weltkrieg
Zum 1. Mai 1897 nahmen die Bayerischen Staatseisenbahnen zwischen München Ostbahnhof und Schwaben einen Vorortverkehr auf. Dafür richteten sie in diesem Streckenabschnitt die neuen Haltepunkte Zamdorf, Heimstetten und Grub ein. Die Einführung des Vorortverkehrs führte zu einem starken Anstieg des Fahrgastaufkommens: Die Zahl der verkauften Fahrkarten an den Stationen Riem, Feldkirchen, Poing und Schwaben erhöhte sich von 76.582 im Betriebsjahr 1896 auf 169.482 im Betriebsjahr 1899.

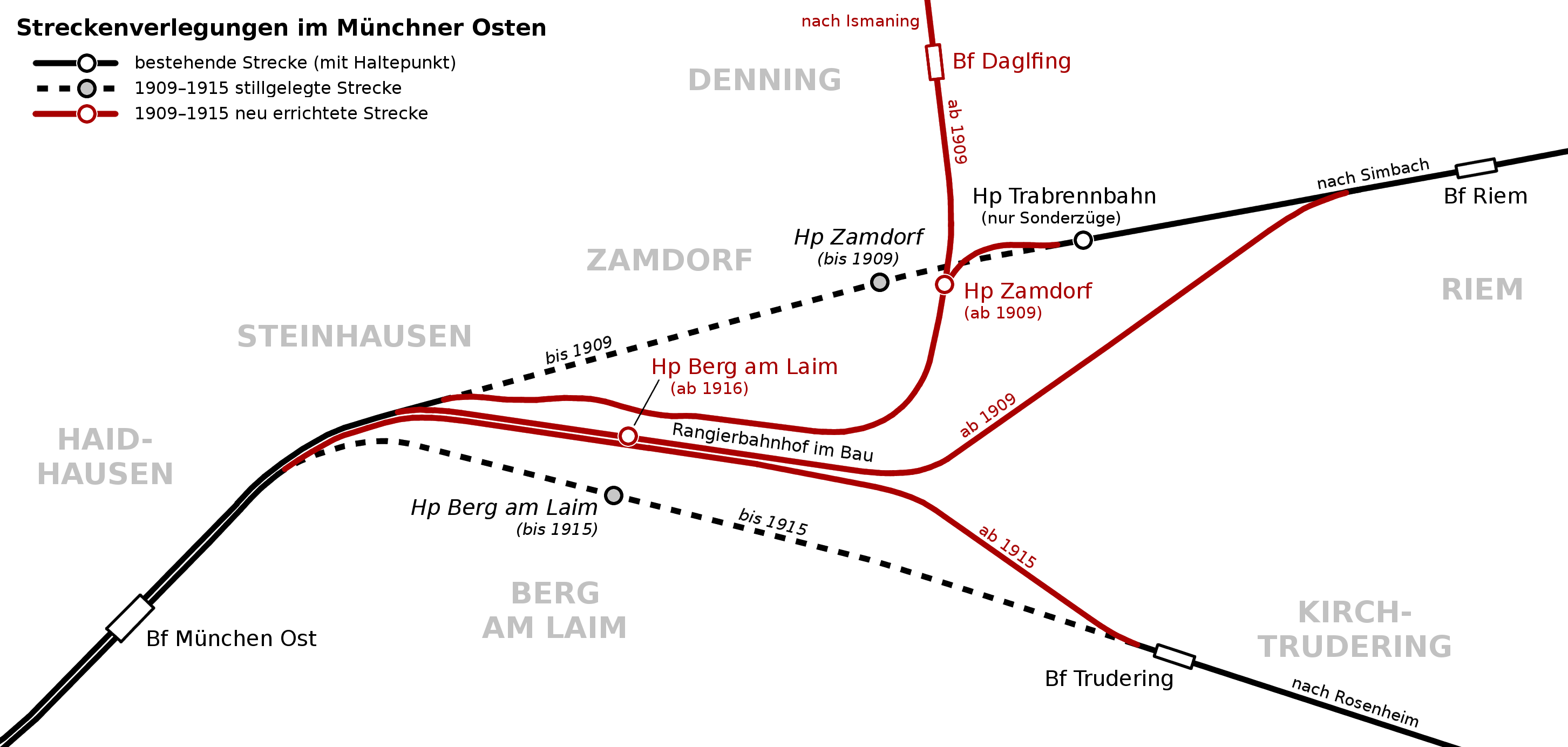
Streckenverlegung zwischen München Ost und Riem 1909

Für das steigende Verkehrsaufkommen reichte die bisherige Streckenkapazität nicht mehr aus. Von 1900 bis 1903 zentralisierten die Königlich Bayerischen Staatseisenbahnen die Weichen- und Signalbedienung in den Zwischenstationen durch die Einrichtung mechanischer Stellwerke. Auf dem durch den Vorortverkehr besonders stark ausgelasteten Abschnitt von München Ostbahnhof nach Schwaben planten die Bayerischen Staatseisenbahnen in den 1900er Jahren die Errichtung eines zweiten Streckengleises. Für den geplanten Bau des neuen Rangierbahnhofs München Ost war zwischen München Ostbahnhof und Riem zudem eine Streckenverschwenkung um etwa einen Kilometer nach Süden notwendig. Am 1. Mai 1909 nahmen die Bayerischen Staatseisenbahnen die neue zweigleisige Trasse von München Ostbahnhof nach Riem in Betrieb, die 260 Meter länger als die bisherige Trasse war. Die alte Trasse wurde durch die 1909 eröffnete Lokalbahn München Ost–Ismaning bei Zamdorf unterbrochen, während das Gleis östlich und westlich davon zunächst erhalten blieb. Der östliche Teil des alten Streckengleises wurde mit einer Verbindungskurve an die Ismaninger Strecke angeschlossen und noch bis 1932 als Anschlussbahn durch Sonderzüge zur Trabrennbahn Daglfing genutzt; 1933 wurde das Gleis abgebaut.

Gleisarbeiten für den zweigleisigen Ausbau im Bahnhof Poing (um 1910)

Die Bauarbeiten für den zweigleisigen Ausbau des Abschnittes Riem–Schwaben begannen im Januar 1910. Zwei Bahnübergänge in Poing und Schwaben wurden dafür durch Straßenunterführungen ersetzt. Am 15. März 1911 ging das zweite Gleis von Riem bis Feldkirchen, am 12. April 1911 bis Poing und noch im selben Jahr schließlich bis Schwaben in Betrieb.
Mit dem Beginn des Ersten Weltkriegs kamen die Planungen für weitere Streckenausbauten und die Bauarbeiten am Rangierbahnhof München Ost zum Erliegen. Durch Militärtransporte und den Güterverkehr aus den Rüstungsbetrieben im späteren Bayerischen Chemiedreieck erlangte die Strecke erhebliche Bedeutung. Der Reisezugverkehr wurde hingegen zugunsten des Güterverkehrs eingeschränkt. Wegen Kohlenmangels verringerten die Bayerischen Staatseisenbahnen die Zahl der Reisezüge zum Sommerfahrplan 1918 weiter auf drei tägliche Zugpaare. Gleichzeitig führten sie auf dem Abschnitt Mühldorf–Simbach eine Nachtruhe von 20:00 Uhr bis 4:40 Uhr ein, in der die Stationen nicht besetzt waren und kein Zugverkehr stattfand.
Nach Ende des Krieges blieb der Verkehr durch den Brennstoffmangel und einen hohen Schadbestand der Fahrzeuge zunächst weiterhin eingeschränkt. Die Nachtruhe zwischen Mühldorf und Simbach blieb bis Ende der 1930er Jahre bestehen.

### Deutsche Reichsbahn und Zweiter Weltkrieg
Für die Errichtung des Innkanals und des Wasserkraftwerks Töging erstellte die Innwerk, Bayerische Aluminium AG um 1920 eine Versorgungsbahn zum Transport von Baumaterial. Die provisorische Strecke zweigte zwischen Mühldorf und Töging bei Kilometer 79,5 von der Hauptbahn München–Simbach ab und wurde nach dem Ende der Bauarbeiten wieder zurückgebaut. Als Gleisanschluss zu ihrer am Kraftwerk gelegenen Aluminiumhütte errichtete die Innwerk AG von 1922 bis 1923 eine Werksbahn, die im Bahnhof Töging von der Hauptbahn abzweigte.
1924 nahm der Rangierbahnhof München Ost den vollständigen Betrieb auf. Für den Güterverkehr in Richtung Mühldorf und Simbach erbaute die Deutsche Reichsbahn ab 1925 eine eingleisige Verbindungsbahn vom Rangierbahnhof zum Bahnhof Riem. Am 1. März 1926 ging die 3,32 Kilometer lange Verbindungsstrecke, die nördlich der beiden Streckengleise der Hauptbahn München–Simbach verlief, in Betrieb.
Mit dem „Anschluss“ Österreichs fielen im März 1938 die Pass- und Zollkontrollen im bisherigen Grenzbahnhof Simbach weg. Auf dem Streckenabschnitt von Simbach zur Innbrücke und der weiterführenden Strecke nach Neumarkt-Kallham übernahm die Deutsche Reichsbahn den Betrieb von den Österreichischen Bundesbahnen. Mit Ausnahme eines touristischen Eilzugpaares gab es jedoch weiterhin keine durchgehenden Reisezüge.
Nach Beginn des Zweiten Weltkriegs war die Strecke München–Simbach erneut von großer Bedeutung für Rüstungstransporte von den Chemiewerken rund um Mühldorf. Für den stark ansteigenden Güterverkehr errichtete die Deutsche Reichsbahn von 1939 bis 1942 in Mühldorf einen neuen Rangierbahnhof westlich der bisherigen Bahnhofsanlagen. Um längere Güter- und Wehrmachtszüge einsetzen zu können, verlängerte sie 1941 unter Einsatz von Kriegsgefangenen die Ausweichgleise der Zwischenstationen. Am 1. Januar 1942 nahm die Deutsche Reichsbahn eine eingleisige Verbindungsstrecke vom Bahnhof Feldkirchen zum Münchner Nordring, die Feldkirchner Tangente, in Betrieb, die den Güterzügen auf der Simbacher Strecke eine Umfahrung Münchens ermöglichte. Kriegsbedingt baute die Deutsche Reichsbahn ab 1941 auf dem Abschnitt Feldkirchen–Markt Schwaben das zweite Gleis in Richtung Simbach zurück; bis zum 10. September 1942 war es vollständig demontiert und wurde vermutlich an die Ostfront abgefahren. Lediglich der Abschnitt von München Ost nach Feldkirchen blieb zweigleisig befahrbar.
Aufgrund ihrer strategischen Bedeutung war die Strecke gegen Ende des Krieges zunehmend Ziel von Luftangriffen, von denen insbesondere die Stationen München Ost, Dorfen Bahnhof und Mühldorf betroffen waren. Bei Bombenvorwarnungen für München mussten die Züge oftmals bereits in den Stationen Feldkirchen und Riem enden oder über die Feldkirchner Tangente und den Münchner Nordring umgeleitet werden. 1944 richtete die SS entlang der Simbacher Strecke die KZ-Außenlager Mettenheim und Thalham ein, die zum KZ-Außenlagerkomplex Mühldorf gehörten. Am 19. März 1945 führten die United States Army Air Forces einen schweren Luftangriff auf den Bahnhof Mühldorf aus, bei dem weite Teile des Bahnhofs zerstört und 129 Menschen getötet wurden. Drei bis vier Wochen lang war über Mühldorf kein durchgehender Verkehr mehr möglich. Für die Bergungs- und Aufräumarbeiten setzte die Deutsche Reichsbahn Arbeitstrupps aus KZ-Häftlingen ein. Mit dem Herannahen der amerikanischen Truppen transportierte die SS die Häftlinge der Außenlager im April 1945 in Güterwagen über die Strecke München–Simbach in Richtung München ab. Nachdem ein Güterzug mit etwa 3600 Häftlingen bei Poing zum Stehen gekommen war, wurden am 27. April durch die SS und einen zeitgleich stattfindenden Tieffliegerangriff fünfzig Häftlinge getötet.
Am 17., 24. und 29. April 1945 war der Bahnhof Dorfen Ziel von Tieffliegerangriffen, die einen Lazarettzug und ein benachbartes Tanklager schwer beschädigten. Vor dem Eintreffen der amerikanischen Soldaten sprengte eine Wehrmachtseinheit am 1. Mai 1945 die Innbrücke zwischen Simbach und Braunau. Noch am selben Tag wurde die Strecke durch die amerikanischen Truppen eingenommen.

### S-Bahn-Ausbau und Verkehrsrückgang im Ostabschnitt
Nach dem Kriegsende war die Strecke aufgrund der Zerstörungen zunächst nur eingeschränkt befahrbar. Für ein halbes Jahr fuhren lediglich Güterzüge bei Bedarf. Erst im Herbst 1945 konnte die Deutsche Reichsbahn zwischen München und Simbach den regulären Reisezugverkehr wiederaufnehmen. Die wenigen Züge waren zu Beginn aufgrund von Hamsterfahrten überfüllt. 1946 wurde die Innbrücke durch Einbau einer Kriegsbrücke wiederhergestellt, sodass ab dem 18. Dezember 1946 wieder Zugverkehr der amerikanischen Besatzer über die deutsch-österreichische Grenze stattfand. Bis 1949 erreichte der Reisezugverkehr wieder in etwa den Stand der Vorkriegszeit. Die seit dem Kriegsende nicht mehr befahrene Feldkirchner Tangente wurde 1949 stillgelegt und abgebaut.
1956 baute die Deutsche Bundesbahn das 1942 abgebaute zweite Streckengleis zwischen Feldkirchen und Markt Schwaben wieder auf. Bis 1968 ertüchtigte sie den Streckenabschnitt München–Mühldorf für eine Höchstgeschwindigkeit von 120 km/h; seit den 1980er Jahren sind auf einzelnen Abschnitten 140 km/h zulässig.
1959 nahmen die Stadt München und die Deutsche Bundesbahn Planungen auf, den bisher vom Vorortverkehr bedienten Streckenabschnitt München Ost–Markt Schwaben und die Zweigstrecke Markt Schwaben–Erding in ein Münchner S-Bahn-System zu integrieren. Die Bauarbeiten zur Anpassung der Strecke für den S-Bahn-Betrieb begannen 1968. Die Stationen zwischen München Ost und Markt Schwaben erhielten neue 76 cm hohe und 210 m lange Bahnsteige mit höhenfreien Bahnsteigzugängen. Um S-Bahn-Züge aus Richtung Trudering über die Simbacher Strecke zum Bahnhof München Ost weiterführen zu können, richtete die Deutsche Bundesbahn östlich des Haltepunkts Berg am Laim zum 1. April 1970 die Abzweigstelle Baumkirchen mit anschließendem Überwerfungsbauwerk ein. Zwischen dem Bahnhof München Ost und dem neu eingerichteten S-Bahn-Haltepunkt Leuchtenbergring entstanden für den S-Bahn-Verkehr zwei eigene Gleise, während für die Züge von und nach Mühldorf auf dem ersten Streckenkilometer fortan nur noch ein Gleis zur Verfügung stand.
Zudem elektrifizierte die Deutsche Bundesbahn den Abschnitt München Ost–Markt Schwaben mit 15 kV, 16 2⁄3 Hz Wechselspannung und stattete ihn dafür mit einer Regeloberleitung der Bauart Re 160 aus. Die Oberleitung ging am 7. September 1970 in Betrieb; am 27. September 1970 begann der planmäßige elektrische Zugbetrieb bis Markt Schwaben und weiter nach Erding. Am 28. Mai 1972 nahm die S-Bahn München den Betrieb von München über Markt Schwaben nach Erding auf. Gleichzeitig wurde der durch die S-Bahn befahrene Streckenabschnitt in den neuen Münchner Verkehrs- und Tarifverbund (MVV) integriert.
Auf dem Streckenabschnitt Mühldorf–Simbach ging das Verkehrsaufkommen hingegen ab den 1950er Jahren kontinuierlich zurück. Durch schlechte Anschlüsse an die Züge der Österreichischen Bundesbahnen im Bahnhof Simbach verlor die grenzüberschreitende Verbindung zunehmend an Bedeutung. In den Planungen für ihr Betriebswirtschaftlich optimales Netz sah die Deutsche Bundesbahn in den 1970er Jahren zunächst eine Stilllegung des Abschnittes von Töging nach Simbach vor, die sie jedoch nicht umsetzte. Nachdem der Bestand der Strecke gesichert war, erneuerten die Österreichischen Bundesbahnen von 1977 bis 1978 die Tragwerke der Innbrücke zwischen Simbach und Braunau. Bis 1981 erhöhte die Deutsche Bundesbahn die Streckengeschwindigkeit zwischen Mühldorf und Simbach von 100 km/h auf 120 km/h. Von 1979 bis 1980 baute sie die Bahnhöfe Neuötting, Perach und Buch (Inn) zu Haltestellen zurück, sodass zwischen Mühldorf und Simbach nur die Bahnhöfe Töging und Marktl für Zugkreuzungen verblieben. 1986 stellte sie schließlich den Personenverkehr an den Haltestellen Perach und Buch ein, 1987 folgte die Auflassung des Haltepunkts Julbach.
Zwischen Riem und Feldkirchen errichtete die Deutsche Bundesbahn von 1989 bis 1992 südlich der Streckengleise einen Umschlag- und Containerbahnhof. Der Umschlagbahnhof München-Riem ging am 28. September 1992 in Betrieb und ist nur in Richtung Westen über den Bahnhof Riem an die Strecke München–Simbach angebunden.
2002 integrierte die Deutsche Bahn die Strecke in ihr Regio-Netz Südostbayernbahn. Die Streckeninfrastruktur auf dem Abschnitt Mühldorf–Simbach Grenze einschließlich des Bahnhofs Mühldorf ging von DB Netz auf die DB RegioNetz Infrastruktur GmbH über. Gleichzeitig übernahm die DB RegioNetz Verkehrs GmbH von DB Regio zum 15. Dezember 2002 den Betrieb des Schienenpersonennahverkehrs zwischen München, Mühldorf und Simbach als Teil des Liniensterns Mühldorf.

### Ausbaustrecke München–Mühldorf–Freilassing
Zur Verbesserung des Fernverkehrs von München nach Salzburg war im Bundesverkehrswegeplan 1980 ein Ausbau der Bahnstrecken München–Rosenheim und Rosenheim–Salzburg vorgesehen. Anfang der 1980er Jahre schlug die Bundesbahndirektion München als Alternative einen Ausbau des Streckenabschnittes München–Mühldorf und der anschließenden Strecke Mühldorf–Freilassing vor. Gegenüber dem Ausbau der Strecken über Rosenheim, der erhebliche Neutrassierungen erfordert hätte, sollte eine Ausbaustrecke über Mühldorf aufgrund der günstigen Streckenführung und einer in Teilen bereits für zwei Gleise vorbereiteten Trassierung kostengünstiger sein. In der Folge nahm die Bundesregierung die Ausbaustrecke München–Mühldorf–Freilassing in den Bundesverkehrswegeplan 1985 auf und veranschlagte dafür Baukosten von 630 bis 670 Millionen D-Mark.
1990 begann die BD München mit den konkreten Planungsarbeiten für den Streckenausbau. Im bereits zweigleisigen Abschnitt München Ost–Markt Schwaben sah sie einen viergleisigen Ausbau durch Verlegung separater S-Bahn-Gleise, im Abschnitt Markt Schwaben–Mühldorf einen durchgehend zweigleisigen Ausbau und mehrere Linienverbesserungen für eine Höchstgeschwindigkeit von 200 km/h vor. Die Fertigstellung der Ausbaustrecke war ursprünglich für 2000 vorgesehen. Aufgrund vorübergehender Unterbrechungen der Planung, mehrfacher Planungsänderungen und starker Kostensteigerungen wurde die Umsetzung des Projektes jedoch immer weiter verschoben.
Um den seit 1972 bestehenden eingleisigen Engpass im Osten des Bahnhofs München Ost zu beseitigen, verlegte die Deutsche Bahn in einer Vorabmaßnahme die Simbacher Strecke 2003 zwischen München Ost und dem neu eingerichteten Bahnhofsteil München-Riem West auf eine neue Trasse. Dafür errichtete sie über das Gelände des seit 1991 größtenteils stillgelegten Rangierbahnhofs München Ost die 4,7 km lange zweigleisige Umfahrung Berg am Laim. Am 14. Dezember 2003 nahm die Deutsche Bahn die neue Streckenführung in Betrieb. Der Bau der Umfahrung kostete etwa 30 Millionen Euro, von denen zwei Drittel der Freistaat Bayern trug. Die bisherige Trasse über den Haltepunkt Berg am Laim erhielt die neue Streckennummer 5553 und wird seitdem nur noch durch den S-Bahn-Verkehr genutzt. Der viergleisige Ausbau der weiteren Strecke von München-Riem West bis Markt Schwaben wird seit dem Jahr 2010 nicht mehr verfolgt.

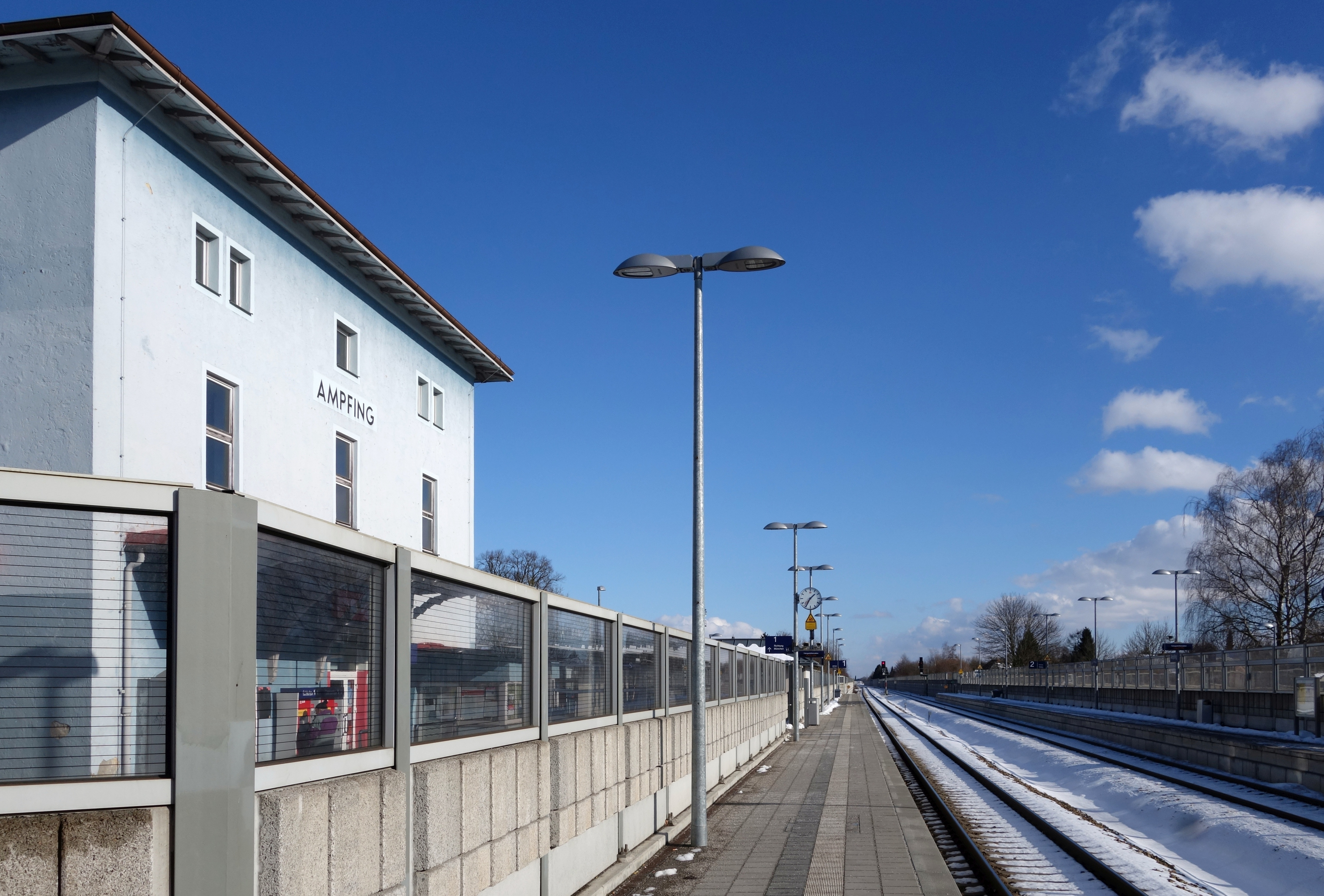
Bahnhof Ampfing nach dem zweigleisigen Ausbau (2015)

Im Juni 2008 begannen die Bauarbeiten für den zweigleisigen Ausbau des 7,8 Kilometer langen Abschnittes von Ampfing bis zur Brücke über den Innkanal bei Altmühldorf. Im Zuge des Ausbaus gestaltete die Deutsche Bahn den Bahnhof Ampfing vollständig um und ersetzte zwei Bahnübergänge in Ampfing durch Eisenbahnüberführungen; die Baukosten betrugen 50 Millionen Euro. Im Dezember 2010 ging das zweite Streckengleis zwischen Ampfing und Altmühldorf in Betrieb. Die Arbeiten für die Fortführung des zweiten Gleises über 3,9 Kilometer von Altmühldorf bis in den Bahnhof Mühldorf begannen im Juli 2013. Die zweigleisige Brücke der Strecken München–Simbach und Rosenheim–Mühldorf über den Innkanal wurde bis Herbst 2015 durch eine neue dreigleisige Brücke ersetzt. Am 22. Mai 2017 nahm die Deutsche Bahn den zweigleisigen Betrieb zwischen Altmühldorf und Mühldorf auf.
Im Bundesverkehrswegeplan 2030 sind der verbleibende zweigleisige Ausbau von Markt Schwaben bis Ampfing und die Elektrifizierung der Strecke Markt Schwaben–Mühldorf–Freilassing als Maßnahmen des „vordringlichen Bedarfs“ vorgesehen. Die Vorplanung für den Abschnitt Markt Schwaben–Ampfing wurde im April 2017 abgeschlossen; 2020 befanden sich alle Planungsabschnitte in der Entwurfsplanung. In der Verkehrspolitik der Europäischen Union ist die Ausbaustrecke im Rahmen der Transeuropäischen Netze Teil des Kernnetzkorridors Rhein – Donau zwischen Straßburg und Budapest. Bis zum 20. Dezember 2024 wurden für sieben von 16 Teilabschnitten des Gesamtprojekts Markt Schwaben–Mühldorf–Freilassing die Planfeststellungsunterlagen beim Eisenbahn-Bundesamt eingereicht und damit das Anhörungsverfahren begonnen.
Vor den Um- und Ausbauten ist bis 2027 ein Ersatz der mechanischen Stellwerke Hörlkofen, Thann-Matzbach, Schwindegg und Weidenbach durch elektronische Stellwerke vorgesehen. Die dazu nötigen Baumaßnahmen beginnen 2025 und umfassen eine fünfwöchige Sperrung des Streckenabschnitts Markt Schwaben–Mühldorf vom 12. August bis 15. September 2025.
Über eine Neubaustrecke von der Bahnstrecke München–Simbach zum Flughafen München, die sogenannte Walpertskirchener Spange, soll die Verkehrsanbindung Südostbayerns sowie Oberösterreichs und des Landes Salzburg an den Flughafen verbessert werden. Die Strecke soll zudem mit der Daglfinger Kurve aus Richtung München-Riem direkt an den Münchner Nordring und mit der Truderinger Kurve an die Bahnstrecke München–Rosenheim angebunden werden. Mit Stand November 2018 ist der Bau dieser Verbindungskurven für den Zeitraum 2026–2029 geplant. Mit Stand Oktober 2022 sind die mittlerweile überarbeiteten Planungen umstritten, weil sie den für den Brennerbasistunnel-Zulauf zu erwartenden Verkehr und die damit verbundene Lärmbelästigung nicht genügend berücksichtigen würden. Aktuell müssen Züge, die auf die genannten Strecken übergehen sollen, im Bahnhof München Ost bzw. München Ost Rangierbahnhof wenden.
Der dritte Gutachterentwurf zum Deutschlandtakt vom 30. Juni 2020 schlägt eine neue Fernverkehrslinie von München über Simbach nach Wien vor. Dazu sind für die Daglfinger Kurve, die Truderinger Kurve, den Umbau des Bahnhofs Riem, sowie die Entflechtung der S-Bahn zwischen Riem und München Ost Umbauten im Umfang von 199 Millionen Euro vorgesehen (zum Preisstand 2015). Weitere 136 Millionen Euro sind für eine Elektrifizierung zwischen Mühldorf und Braunau angesetzt, 16 Millionen Euro ferner für einen neuen Kreuzungsbahnhof in Julbach.
Im Rahmen des Zielnetz 2040 wurden im Januar 2024 von den ÖBB erste schematische Pläne für eine „Neue Innkreisbahn“ genannte neue Hochleistungsstrecke vorgestellt, die südlich von Simbach am Inn die Grenze überqueren soll. Ihr primäres Ziel ist es Wien und Linz über Mühldorf am Inn besser mit München zu verbinden.
In einer gutachterlichen Prüfung im Auftrag des Freistaats Bayern wurde 2024 zudem eine abzweigende Strecke von Riem über Aschheim nach Kirchheim auf ihre verkehrliche Wirkung sowie bautechnische Machbarkeit geprüft und für positiv befunden.

### Unfälle

Eisenbahnunfall im Bahnhof Thann-Matzbach (1909)

Am 13. Oktober 1909 stießen zwei Güterzüge in der westlichen Ausfahrt des Bahnhofs Thann-Matzbach frontal zusammen und entgleisten. Ursache war ein Fahrdienstleiterfehler, nachdem eine Zugkreuzung vom Bahnhof Dorfen in den Bahnhof Thann-Matzbach verlegt worden war. 13 Menschen wurden verletzt. Diese sehr hohe Zahl von Verletzten bei einem Güterzugunfall kam dadurch zustande, dass damals zahlreiche Bremser auch auf Güterzügen mitfuhren.
Am 8. Januar 1941 stießen bei Wasentegernbach ein Zug der Wehrmacht und ein Güterzug zusammen. Ein Mensch starb, vier weitere wurden verletzt. Ursache war auch hier ein Fehler der Fahrdienstleiter von Dorfen und Schwindegg, die – vorschriftswidrig – die Zugfahrten nicht per Telegraf, sondern per Telefon vereinbart hatten, wobei es zu einem Missverständnis kam.
Der schwerste Unfall auf dieser Strecke war der Eisenbahnunfall von Walpertskirchen am 8. November 1951, als – wieder nach einem Fahrdienstleiterfehler – ein Personenzug frontal auf einen Nahgüterzug auffuhr. 16 Menschen starben, 41 wurden darüber hinaus verletzt.

## Streckenbeschreibung
Zwischen München Ost und Markt Schwaben ist die Strecke auf 21,1 km zweigleisig ausgebaut und elektrifiziert. Für die S-Bahn München sind zwischen München Ost und München-Riem West eigene Gleise vorhanden; im weiteren Verlauf bis Markt Schwaben wird die Strecke durch die S-Bahn-Züge mitbenutzt. In Markt Schwaben endet die Elektrifizierung. Zwischen Markt Schwaben und Ampfing ist die Strecke trotz eines erheblichen Personen- und Güterverkehrsaufkommens auf ca. 45 km zudem nur eingleisig. Ab Ampfing schließt sich ein 8 km langer zweigleisiger Ausbauabschnitt bis Mühldorf an. Der 40,3 km lange Abschnitt von Mühldorf bis zur Staatsgrenze bei Simbach ist wiederum nur eingleisig. Die Streckenhöchstgeschwindigkeit liegt bei 140 km/h.

### Verlauf

#### München – Markt Schwaben

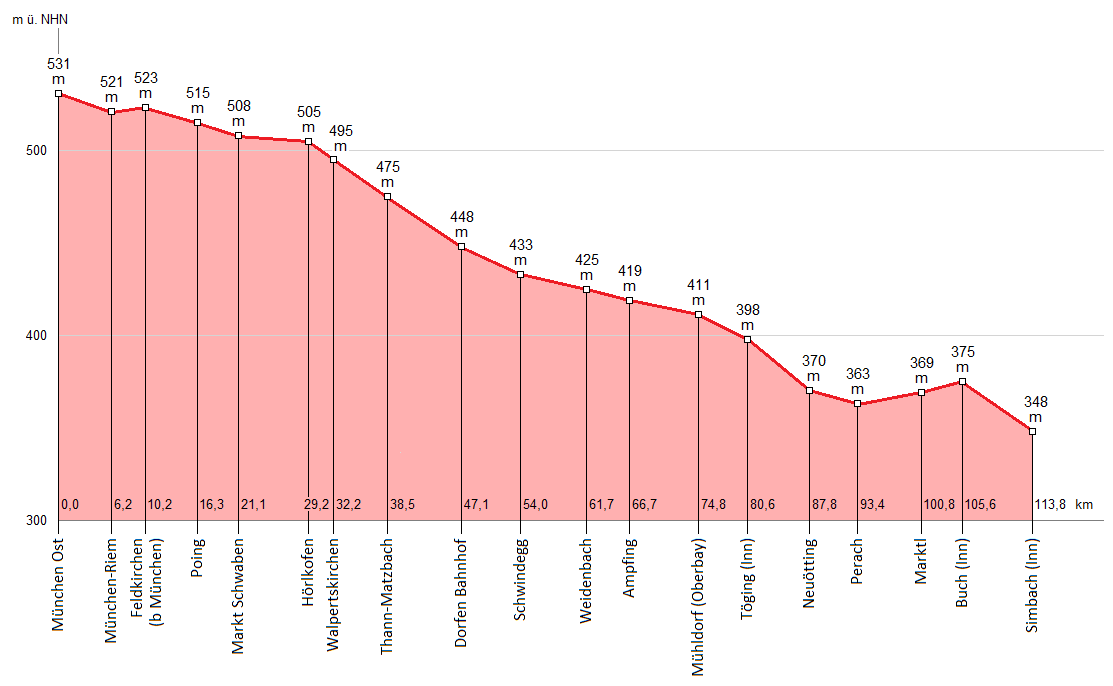
Höhenprofil der Strecke München–Simbach

Die Bahnstrecke München–Simbach beginnt bei Streckenkilometer 0,0 im Bahnhof München Ost. Bis 1909 führte die Strecke ab dem Nordende des Bahnhofs nach einer leichten Rechtskurve geradlinig in nordöstlicher Richtung, südlich an Zamdorf vorbei, bis zum Bahnhof Riem – den Verlauf der alten Trasse kann man heute noch teilweise am Wegenetz in geradliniger Verlängerung der Bahnhofsachse Riem Richtung Westen nahezu bis zur A94 nachvollziehen. Seit der Streckenverlegung biegt sie, parallel zu den Bahnstrecken nach Rosenheim und Ismaning, nach Osten ab und verläuft entlang der Grenze der Stadtteile Steinhausen im Norden und Berg am Laim im Süden. Bis 2003 führte die Strecke in diesem Bereich südlich am Rangierbahnhof München Ost entlang. Seit Eröffnung der Umfahrung Berg am Laim verlaufen die Fernbahngleise nördlich der noch betriebenen Rangierbahnhofsgleise auf dem Gelände der ehemaligen Richtungsgleise, während die bisherigen Streckengleise als S-Bahn-Gleise dienen. Östlich des Haltepunkts Berg am Laim trennt sich die Strecke von der Bahnstrecke München–Rosenheim und biegt nach Nordosten ab. Zwischen den Fern- und S-Bahn-Gleisen verläuft die eingleisige Verbindungsstrecke vom Rangierbahnhof München Ost zum Bahnhof Riem. Westlich des Gewerbegebiets Am Moosfeld kreuzen die Fernbahngleise die Verbindungsstrecke höhengleich und vereinigen sich im Bahnhofsteil München-Riem West mit den S-Bahn-Gleisen. Am Westende des Bahnhofs Riem bei Kilometer 6,2 trifft die Strecke in einer leichten Rechtskurve auf die ursprüngliche Trasse. Zwischen Riem und Dornach hindurch führt sie an der Münchner Stadtgrenze entlang und nördlich am Umschlagbahnhof München-Riem vorbei. Westlich von Feldkirchen trifft aus nordwestlicher Richtung die Trasse der Feldkirchner Tangente auf die Simbacher Strecke. An eine leichte Linkskurve am Westende des Bahnhofs Feldkirchen bei Kilometer 10,2 schließt sich eine neun Kilometer lange Gerade an, die südlich am Heimstettener See vorbeiführt und die Ortsgebiete von Heimstetten und Poing durchquert. Die Trasse verlässt die Münchner Schotterebene und biegt nördlich des Wildparks Poing an einem Endmoränenrest nach Nordosten Richtung Markt Schwaben ab.

#### Markt Schwaben – Mühldorf

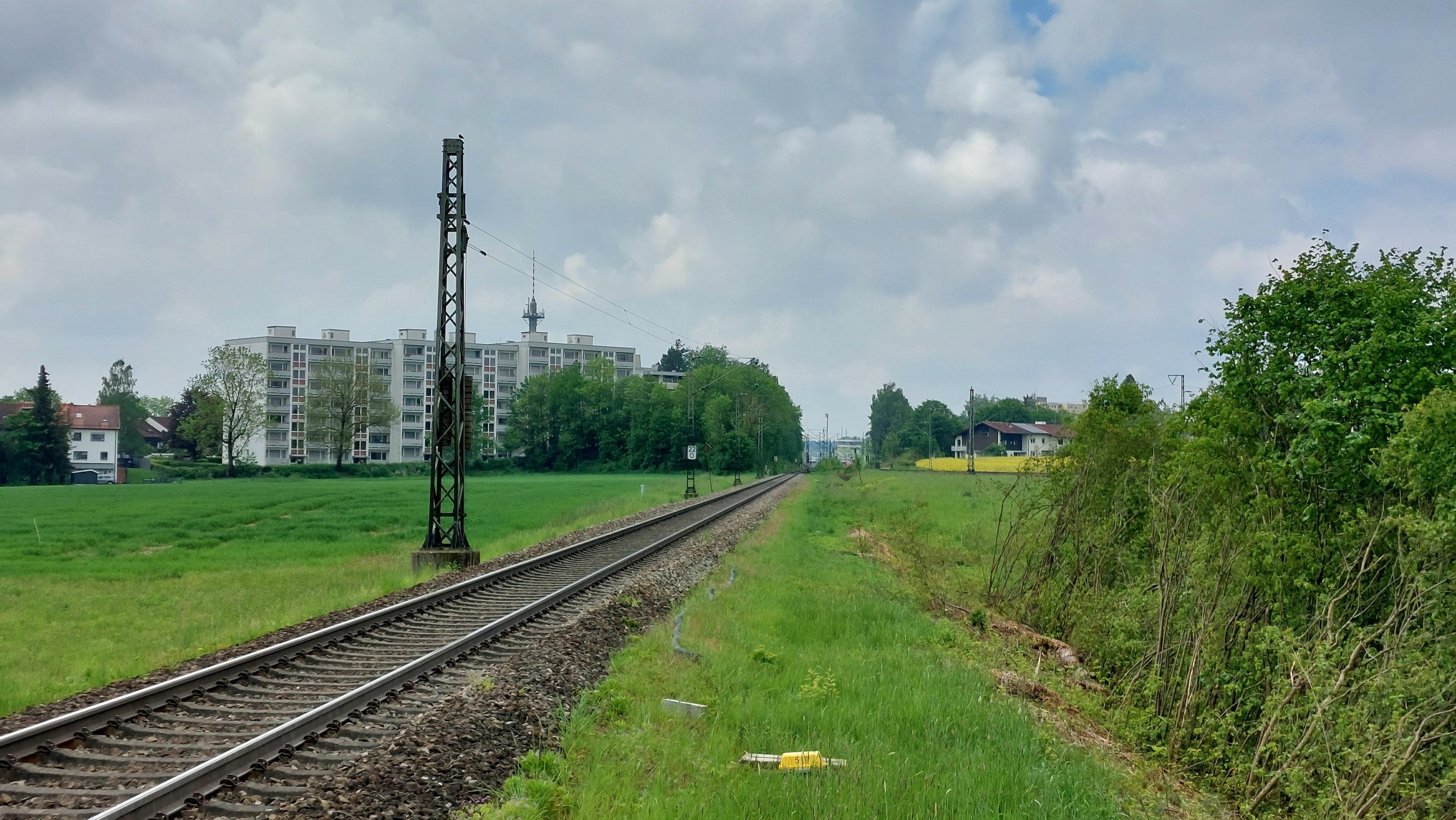
Einfahrt nach Markt Schwaben in Richtung München

Am Bahnhof Markt Schwaben bei Kilometer 21,1 zweigt nach Norden die Bahnstrecke nach Erding ab. Ab hier ist die Strecke nur noch eingleisig und verläuft weitgehend geradlinig mit einem stetigen Gefälle von 5 ‰ in nordöstlicher Richtung. Südlich von Ottenhofen überquert sie die Anzinger und Forstinninger Sempt und bei Unterschwillach die Schwillach, bevor sie am südlichen Ortsrand von Hörlkofen bei Kilometer 29,2 den Bahnhof Hörlkofen erreicht. Auf einem 18 Meter hohen Bahndamm durchquert die Strecke Walpertskirchen und das Tal des Hammerbachs. Etwa zwei Kilometer nordöstlich von Walpertskirchen biegt sie in einer Rechtskurve nach Osten ab und überwindet in einem 19 Meter tiefen Einschnitt die Wasserscheide zwischen Isar und Inn. Bei Obergeislbach überquert sie den Geislbach und erreicht bei Kilometer 38,5 den Bahnhof Thann-Matzbach, an dem die Bahnstrecke Thann-Matzbach–Haag nach Süden abzweigte. Im weiteren Verlauf fällt die Trasse in das Tal der Isen ab, überquert bei Esterndorf ein zweites Mal den Geislbach und dann, nach einer leichten Rechtskurve, die Isen. Nach einer Linkskurve wieder in Richtung Nordosten führend, verläuft die Strecke am südlichen Stadtrand von Dorfen entlang. Am Bahnhof Dorfen bei Kilometer 47,1 zweigte Richtung Norden die Nebenbahn nach Velden ab. Dem Tal der Isen folgend führt die Strecke mit vielen Kurven in Richtung Osten und durchquert Wasentegernbach. Nach dem Bahnhof Schwindegg bei Kilometer 54,0 überquert sie im Ortsgebiet von Schwindegg die Goldach und den Ornaubach. Bei Ziegelsham biegt sie nach Südosten ab, verläuft am Nordrand von Weidenbach entlang und schwenkt nördlich von Heldenstein wieder nach Osten. Kurzzeitig parallel zur Autobahn A 94 verlaufend, erreicht sie das Ortsgebiet von Ampfing. Ab dem Bahnhof Ampfing bei Kilometer 66,7 ist die Strecke bis Mühldorf wieder zweigleisig. Nach Verlassen des Ampfinger Ortsgebietes überquert sie die A 94, führt zwischen dem Waldgebiet Mühldorfer Hart im Süden und dem Ort Mettenheim-Hart im Norden hindurch und trifft auf die von Südwesten kommende Bahnstrecke Rosenheim–Mühldorf. Gemeinsam mit dieser überquert sie den Innkanal und führt nördlich an Altmühldorf vorbei zum Bahnhof Mühldorf (Oberbay) bei Streckenkilometer 74,8.

#### Mühldorf – Staatsgrenze

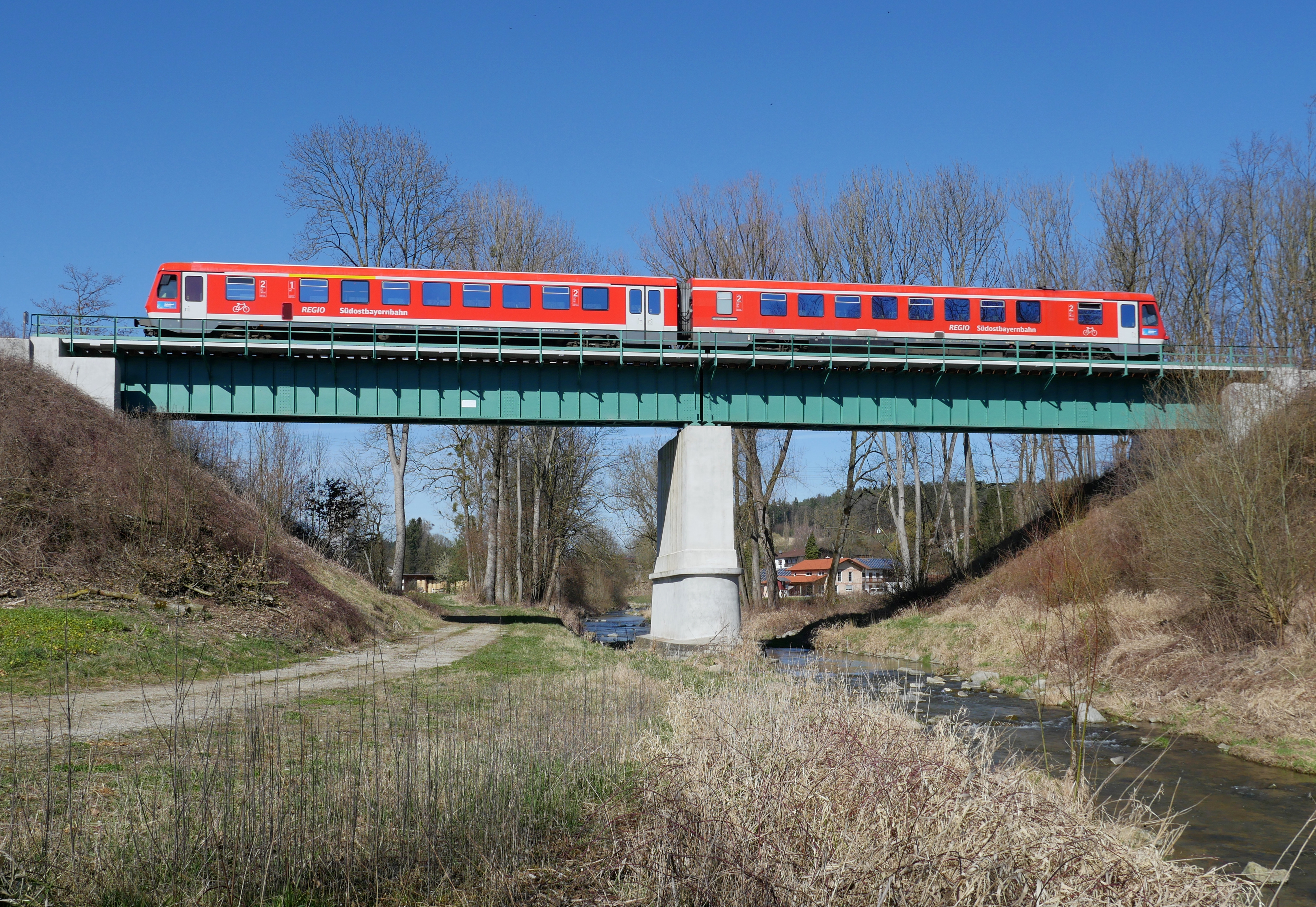
Brücke über den Türkenbach mit Triebwagen der Baureihe 628

Noch im Stadtgebiet von Mühldorf überquert die Bahnstrecke in Kilometer 76,0 zum zweiten Mal den Innkanal, der bis Töging direkt südlich der Strecke verläuft. Dabei fällt sie allmählich zum Inntal hin ab. Die Strecke durchquert das Töginger Ortsgebiet und erreicht bei Kilometer 80,6 den Bahnhof Töging, an dessen Ostende eine Werksbahn zum Töginger Industriegebiet abzweigte. In einer Doppelkurve südlich an Winhöring vorbeiführend wird bei Kilometer 86,6 erneut die Isen überquert. Der ehemalige Bahnhof Neuötting bei Kilometer 87,8 liegt im Winhöringer Ortsteil Eisenfelden, etwa zwei Kilometer nördlich der Stadt Neuötting am anderen Ufer des Inns. Nach einer weiteren Doppelkurve verläuft die Trasse ab Perach am linksseitigen Hang des Inntals an der Innstaustufe des Kraftwerks Perach vorbei. Ab Kilometer 96,4 führt sie auf einem Bahndamm in einem langgezogenen Rechtsbogen zwischen dem Inn auf der rechten und einem See auf der linken Seite hindurch, der durch die Flusskorrektur beim Bahnbau aus einem Altwasserarm des Inns entstand. Nach einer kleinen Linkskurve liegt der Bahnhof Marktl bei Kilometer 100,8. Ab hier verläuft die Strecke auf der ebenen Hochterrasse des Inntals nördlich an Stammham vorbei, mit einer Brücke bei Kilometer 104,6 über den Türkenbach und südlich an den Orten Buch und Julbach vorbei. Bei Machendorf fällt die Trasse auf ein tieferes Plateau ab und erreicht nach drei Kilometern den Grenzbahnhof Simbach (Inn), an dem bis 1969 die Bahnstrecke nach Pocking abzweigte. Nach einem engen Rechtsbogen mit einem Radius von nur 300 Metern südlich des Simbacher Ortskerns wird auf einer stählernen Fachwerkbrücke der Inn zur benachbarten Stadt Braunau am Inn überquert. In der Mitte der Innbrücke befindet sich bei Kilometer 115,1 der Grenzpunkt zwischen Deutschland und Österreich, an dem die Strecke München–Simbach in die Strecke Neumarkt-Kallham–Braunau übergeht.

### Betriebsstellen

#### München Ost
Der Bahnhof München Ost (Lage) ging bereits am 15. März 1871 als Bahnhof Haidhausen mit der Gürtelbahn vom Bahnhof München in Betrieb. Mit Eröffnung der Strecken nach Simbach und Rosenheim wurde er noch 1871 zum Trennungsbahnhof. 1876 erhielt er den Namen München Ostbahnhof, der 1911 zu München Ost verkürzt wurde. 1898 nahmen die Bayerischen Staatseisenbahnen eine Lokalbahn nach Deisenhofen und 1909 eine Lokalbahn nach Ismaning in Betrieb. Seit 1972 endet am Bahnhof die Stammstrecke der S-Bahn München. Bahnhofsteile sind der 1924 fertiggestellte Rangierbahnhof München Ost und die 1972 eröffnete S-Bahn-Station Leuchtenbergring.

#### München-Berg am Laim
Der Haltepunkt München-Berg am Laim (Lage) wurde an der Simbacher Strecke am 1. Mai 1916 unter dem Namen Berg am Laim für den Vorortverkehr eröffnet. Er ersetzte einen 1915 aufgelassenen Haltepunkt gleichen Namens an der Bahnstrecke München–Rosenheim. 1970 errichtete die Deutsche Bundesbahn östlich des Haltepunkts die Abzweigstelle Baumkirchen (heute München-Berg am Laim Abzw), an der eine Verbindungsstrecke zum Bahnhof München-Trudering abzweigt. Seit 1972 halten in Berg am Laim die S-Bahn-Linien in Richtung Erding und Ebersberg.

#### Zamdorf
Der Haltepunkt Zamdorf (Lage) ging am 11. Juli 1897 in Betrieb und wurde nur durch den kurz zuvor aufgenommenen Vorortverkehr München Ostbahnhof–Markt Schwaben bedient. Er befand sich an einem Bahnübergang östlich des Ortes Zamdorf in der Gemeinde Berg am Laim. Als die Strecke für die Errichtung des Rangierbahnhofs München Ost im Bereich von Zamdorf nach Süden verschwenkt wurde, ließen die Bayerischen Staatseisenbahnen den Haltepunkt zum 1. Mai 1909 wieder auf. Ersatzweise richteten sie am 5. Juni 1909 einen neuen Haltepunkt Zamdorf an der neu eröffneten Lokalbahn München Ost–Ismaning ein, der bis 1959 in Betrieb blieb.

#### Trabrennbahn
Der Haltepunkt Trabrennbahn (Lage) befand sich südlich der Tribüne der Trabrennbahn Daglfing. Die Bayerischen Staatseisenbahnen richteten den Haltepunkt 1902 zur Eröffnung der Trabrennbahn ein und bedienten ihn ausschließlich an den Renntagen mit Sonderzügen. Um den Haltepunkt nach der Streckenverlegung 1909 weiterhin bedienen zu können, wurde er über eine Verbindungskurve an die Lokalbahn München Ost–Ismaning angebunden und dabei geringfügig verlegt. 1932 wurden die Sonderzüge zu den Pferderennen durch Busse ersetzt und der Haltepunkt aufgelassen.

#### München-Riem
Der Bahnhof München-Riem (Lage) liegt an der Stadtgrenze zwischen dem Münchner Stadtteil Riem und dem Aschheimer Ortsteil Dornach. Er ging als Personenhaltstelle mit dem Namen Riem in Betrieb und wurde 1893 zum Bahnhof ausgebaut. Seit 1926 endet am Bahnhof Riem eine eingleisige Verbindungsstrecke vom Rangierbahnhof München Ost. Der Bahnhof wird seit 1972 im Personenverkehr regulär nur noch durch die S-Bahn bedient. 1992 nahm östlich des Personenbahnhofs der Umschlagbahnhof München-Riem Ubf den Betrieb auf.

#### Feldkirchen (b München)

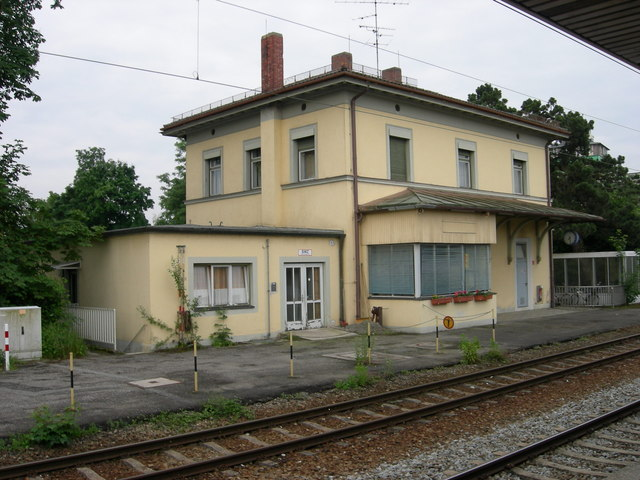
Empfangsgebäude des Bahnhofs Feldkirchen (2010)

Der Bahnhof Feldkirchen (b München) (Lage) im Norden der Gemeinde Feldkirchen ging gemeinsam mit der Strecke als Ausweichstation für den Güter- und Personenverkehr mit zwei Hauptgleisen in Betrieb. Zwischen 1895 und 1910 wurden die Gleisanlagen des Bahnhofs erheblich erweitert. Durch mehrere Gleisanschlüsse erlangte er größere Bedeutung im Güterverkehr. Von 1941 bis 1949 zweigte im Bahnhof Feldkirchen die Feldkirchner Tangente als Verbindungsstrecke zum Münchner Nordring ab. Seit 1972 wird er im Personenverkehr ausschließlich durch die S-Bahn bedient.

#### Heimstetten
Der Haltepunkt Heimstetten (Lage) liegt am südlichen Ortsrand von Heimstetten in der Gemeinde Kirchheim bei München. Die Königlich Bayerischen Staatseisenbahnen nahmen den Haltepunkt am Schrankenposten 4 am 1. Mai 1897 mit Aufnahme des Vorortverkehrs in Betrieb. Er verfügte über ein kleines Betriebsgebäude mit einem Wartesaal und einem Dienstraum für den Haltestellenwärter. Für den S-Bahn-Betrieb erhielt der Haltepunkt um 1970 zwei neue Außenbahnsteige. In den 1970er Jahren richtete die Deutsche Bundesbahn östlich der Bahnsteige eine Ausweichanschlussstelle (Awanst) ein, über die mehrere Industriebetriebe im Gewerbegebiet südlich des Haltepunkts mit Gleisanschlüssen angebunden wurden. Das Gebäude des ehemaligen Schrankenpostens ist erhalten und steht leer.

#### Grub (Oberbay)
Der Haltepunkt Grub (Oberbay) (Lage) befindet sich südlich des Poinger Ortsteils Grub. Er ging am 1. Mai 1897 mit der Aufnahme des Vorortverkehrs am Schrankenposten 5 in Betrieb. Wie am Haltepunkt Poing wurde ein kleines Betriebsgebäude mit Wartesaal und Dienstraum errichtet. Bis etwa 1950 hielten in Grub neben den Personenzügen des Vorortverkehrs einzelne Nah- und Eilgüterzüge, die Milch von der Landwirtschaftlichen Versuchsanstalt in Grub zum Milchhof in München transportierten. Im Zuge des Ausbaus für den geplanten S-Bahn-Betrieb stattete die Deutsche Bundesbahn den Haltepunkt um 1970 mit zwei neuen Außenbahnsteigen aus. Anstelle des bisherigen Bahnübergangs entstand über dem Haltepunkt eine Straßenbrücke, von der Treppen zu den Bahnsteigen führen.

#### Poing

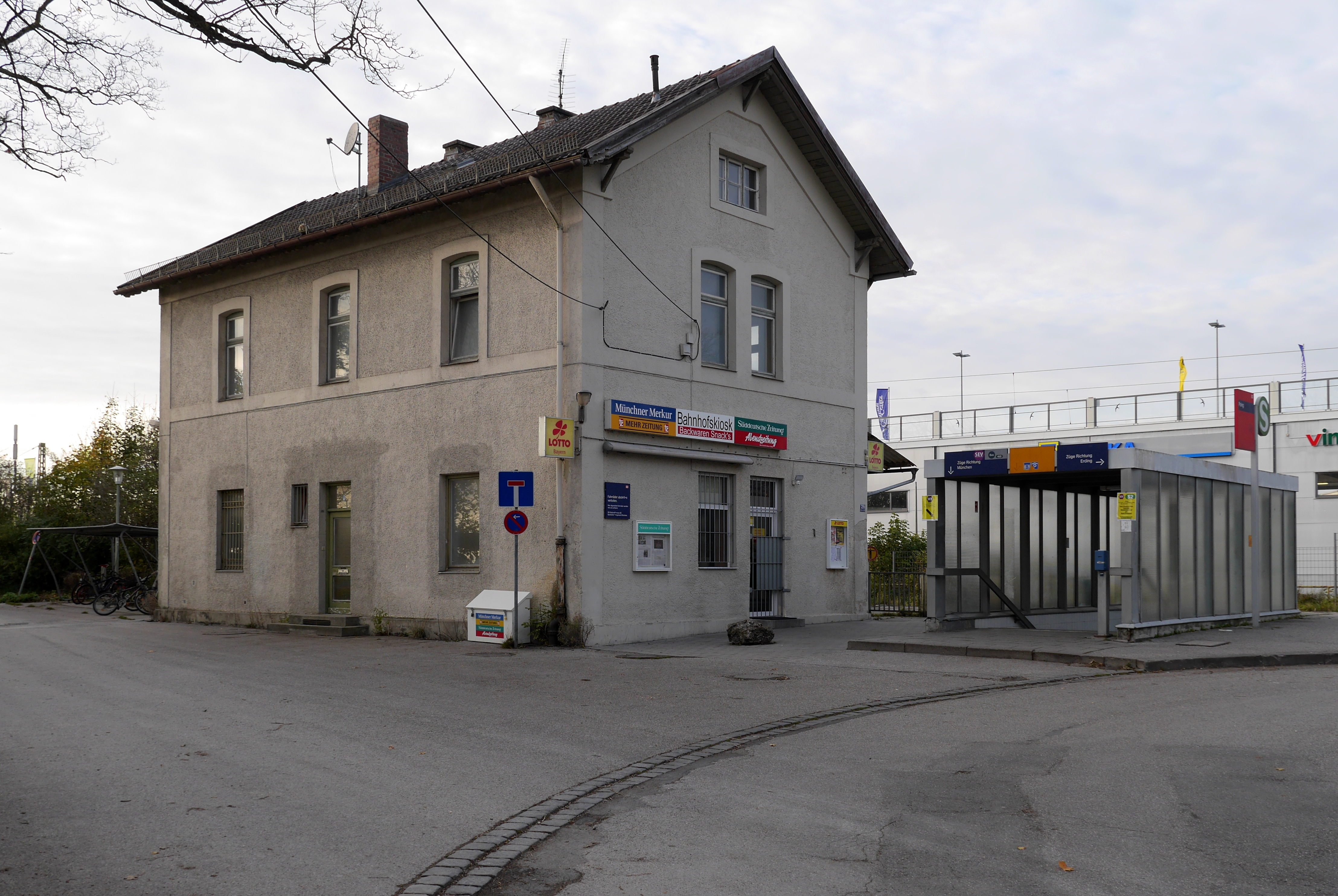
Empfangsgebäude des Bahnhofs Poing (2017)

Der ehemalige Bahnhof und heutige Haltepunkt Poing (Lage) liegt westlich des Ortszentrums von Poing, östlich des Poinger Industriegebietes. Er ging als einfache Personenhaltstelle mit Schrankenposten in Betrieb und war mit einem zweigeschossigen Haltstellgebäude der größeren Ausführung und einem Abortgebäude neben dem Streckengleis ausgestattet. 1893 bauten die Bayerischen Staatseisenbahnen die Haltstelle zu einem Bahnhof mit einem Ausweichgleis und einem Ladegleis aus. Er erhielt westlich des bisherigen Gebäudes ein neues zweigeschossiges Empfangsgebäude, ein Nebengebäude und einen hölzernen Güterschuppen am Ladegleis. Das alte Haltstellgebäude wurde als Schrankenposten und Wärterhaus weitergenutzt und ein weiteres Wechselwärterhaus am Westende der Station eingerichtet. Ab 1900 war am Westende des Bahnhofs ein privater Gleisanschluss vorhanden. Mit dem zweigleisigen Streckenausbau ersetzten die Bayerischen Staatseisenbahnen den Bahnübergang im östlichen Bahnhofsbereich durch eine Straßenunterführung.
Ab 1968 stattete die Deutsche Bundesbahn die Station für den S-Bahn-Verkehr mit zwei neuen Außenbahnsteigen und einer Bahnsteigunterführung aus. Dabei baute sie den Bahnhof zum 1. Juni 1969 zu einer Haltestelle zurück und richtete stattdessen weiter östlich eine Blockstelle ein. In den 1980er Jahren wurde der Güterschuppen abgebrochen. 2004 baute die Deutsche Bahn das Ladegleis und den Gleisanschluss zurück, sodass die Haltestelle Poing zum Haltepunkt wurde. Neben dem nicht mehr für Bahnzwecke genutzten Empfangsgebäude sind noch das Haltstellgebäude und das Abortgebäude aus der Eröffnungszeit erhalten.

#### Markt Schwaben
Der Bahnhof Markt Schwaben (Lage) nahm unter dem Namen Schwaben als Ausweich- und Wasserstation den Betrieb auf. Mit der Eröffnung der Vizinalbahn nach Erding wurde er 1872 zum Trennungsbahnhof mit drei Hauptgleisen. Ab 1897 war der Bahnhof Endpunkt des Münchner Vorortverkehrs. Nach mehreren Erweiterungen verfügte er ab 1919 über fünf Hauptgleise und mehrere Gleisanschlüsse. Bis 1925 benannte die Deutsche Reichsbahn den Bahnhof Schwaben in Markt Schwaben um. Für den S-Bahn-Verkehr wurde er um 1970 umgebaut und mit zwei Mittelbahnsteigen ausgestattet.

#### Hörlkofen

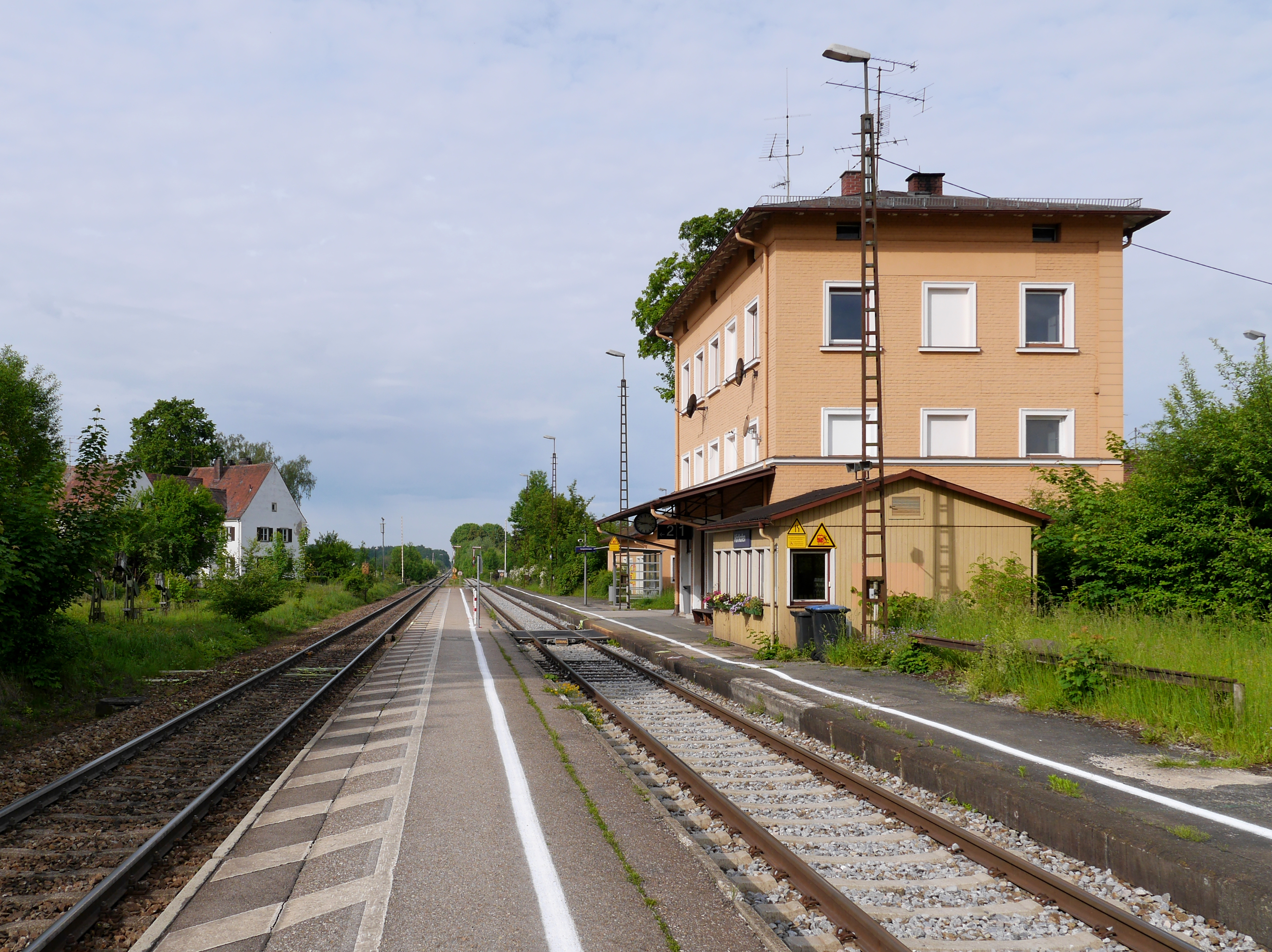
Bahnhof Hörlkofen (2016)

Der Bahnhof Hörlkofen (Lage) befindet sich am südöstlichen Ortsrand von Hörlkofen in der Gemeinde Wörth. Bei seiner Eröffnung verfügte er als einfache Personenhaltstelle über ein zweigeschossiges Haltstellgebäude der größeren Ausführung am Streckengleis. Aufgrund seiner Lage an der Districtstraße Erding–Hohenlinden war er Umsteigestation zu den Pferdepostkursen nach Erding, Hohenlinden und Isen, sodass sich die Betriebsanlagen bald als zu klein erwiesen. 1875 bauten die Bayerischen Staatseisenbahnen die Haltstelle daher zu einem Bahnhof mit beschränktem Güterverkehr aus. Er erhielt ein 358 Meter langes Ausweichgleis, ein Ladegleis mit Laderampe, ein Nebengebäude mit Güterlokal und zwei Wechselwärterhäuser an den Stationsenden. Durch die Verlängerung des Ausweichgleises auf die übliche Länge von 500 Metern wurde der Bahnhof 1881 zur vollwertigen Ausweichstation. Für das steigende Verkehrsaufkommen vergrößerten die Bayerischen Staatseisenbahnen 1893 das Empfangsgebäude durch eine Erweiterung nach Osten und ein drittes Obergeschoss; zudem errichteten sie einen Güterschuppen am Ladegleis. 1906 entstand gegenüber dem Empfangsgebäude ein Eisenbahnerwohnhaus.
Um 1925 richtete die Deutsche Reichsbahn am Ostende des Bahnhofs Gleisanschlüsse zu einer Ziegelei und einem Lagerhaus ein, die vor 1985 wieder zurückgebaut wurden. Der Güterschuppen wurde 1984 abgebrochen. Im Dezember 1993 stellte die Deutsche Bundesbahn den Wagenladungsverkehr in Hörlkofen ein. Seit der Stilllegung des Ladegleises sind nur noch das durchgehende Hauptgleis mit Zwischenbahnsteig und das Ausweichgleis am Hausbahnsteig in Betrieb. Das Empfangsgebäude wird weiterhin für den Bahnbetrieb genutzt; zudem ist noch das Nebengebäude erhalten.

#### Walpertskirchen

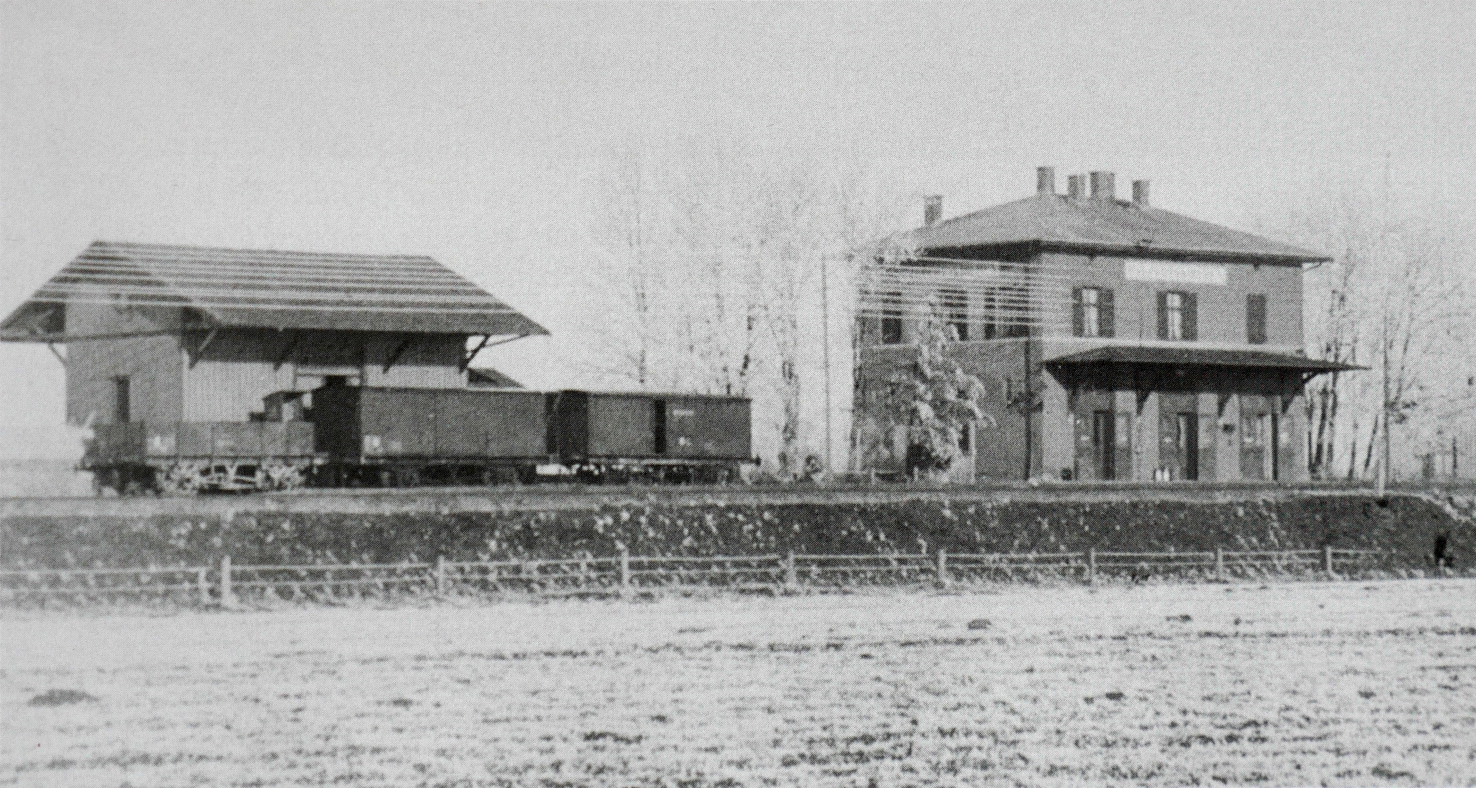
Güterschuppen und Empfangsgebäude des Bahnhofs Walpertskirchen (1898)

Der ehemalige Bahnhof und heutige Haltepunkt Walpertskirchen (Lage) liegt nordwestlich des Walpertskirchener Ortszentrums. Bei seiner Eröffnung verfügte der Bahnhof neben dem durchgehenden Hauptgleis mit Zwischenbahnsteig über ein Ausweichgleis am Hausbahnsteig und ein einseitig nach Westen angebundenes Ladegleis mit Rampe. An Hochbauten waren ein zweigeschossiges Empfangsgebäude, ein Abortgebäude, ein Güterschuppen am Ladegleis und zwei Wechselwärterhäuser an den Einfahrweichen vorhanden. Im Zuge der Zentralisierung verlängerten die Bayerischen Staatseisenbahnen 1900 das Ausweichgleis und banden das Ladegleis mit vier Weichen beidseitig an. Zudem errichteten sie im Osten des Bahnhofs ein beidseitig angebundenes Abstellgleis, das bis 1909 der Übergabe von Güterwagen von der im Nachbarbahnhof Thann-Matzbach abzweigenden Lokalbahn nach Haag auf die Hauptbahn diente.
1963 wurde das nicht mehr genutzte Abstellgleis zurückgebaut. Zum 1. August 1966 legte die Deutsche Bundesbahn das Ausweichgleis still und wandelte den Bahnhof Walpertskirchen in eine unbesetzte Haltestelle um. Das seitdem leerstehende Empfangsgebäude und der Güterschuppen wurden im April 1976 abgebrochen. Im Juni 1983 richtete die Deutsche Bundesbahn in Walpertskirchen eine an das Ladegleis angebundene Entladeanlage ein, die der Anlieferung von Schüttgut für das örtliche Raiffeisen-Lagerhaus diente. Zum 22. Mai 1993 wurde der örtliche Güterverkehr eingestellt. Mitte 1994 legte die Deutsche Bahn das Ladegleis und die Schüttgutanlage still und baute sie im November 1994 zurück, sodass die Haltestelle zum Haltepunkt wurde. Der Haltepunkt ist mit einem Seitenbahnsteig ausgestattet; von den Hochbauten ist noch das westliche Wechselwärterhaus erhalten.

#### Obergeislbach
Die im Rahmen des Projekts Erdinger Ringschluss geplante Abzweigstelle Obergeislbach (Lage) soll südwestlich des Ortes Obergeislbach liegen. Die Planungen sehen eine höhenfreie Abzweigung der hier beginnenden eingleisigen Walpertskirchener Spange aus der zukünftig zweigleisig ausgebauten Strecke vor. Dabei soll das Gleis der Walpertskirchener Spange mittig beginnen und das nördliche Gleis der Strecke München–Simbach in Form eines Überwerfungsbauwerks in einem Einschnitt überqueren, um dann nach Nordwesten Richtung Erding zu führen. Eine Inbetriebnahme der Betriebsstelle zusammen mit der abzweigenden Strecke wird im Jahr 2027 erwartet.

#### Thann-Matzbach
Der Bahnhof Thann-Matzbach (Lage) befindet sich östlich des Ortes Thann, 1,5 Kilometer nördlich des Ortszentrums der Gemeinde Lengdorf. Die Bayerischen Staatseisenbahnen nahmen die Station Thann-Lengdorf am 20. Juni 1887 als Haltstelle mit beschränktem Güterdienst in Betrieb. Mit der Errichtung der abzweigenden Lokalbahn nach Haag wurde er 1900 zum Trennungsbahnhof ausgebaut und in Thann-Matzbach umbenannt. Seit der Stilllegung des letzten Streckenabschnittes der Nebenbahn 1991 ist Thann-Matzbach nur noch Zwischenbahnhof der Hauptbahn.

#### Dorfen Bahnhof
Der Bahnhof Dorfen Bahnhof (Lage) liegt einen Kilometer südwestlich der Altstadt von Dorfen. Er ging als Ausweich- und Wasserstation unter dem Namen Dorfen in Betrieb und war die bedeutendste Station zwischen München und Mühldorf. Mit der Eröffnung der Lokalbahn nach Velden wurde er 1898 zum Trennungsbahnhof und 1903 in Dorfen Bahnhof umbenannt. Der Bahnhof war Sitz von zwei Bahnmeistereien. Mit der Stilllegung der Nebenbahn 1993 wurde er wieder zum Zwischenbahnhof.

#### Wasentegernbach
Der Haltepunkt Wasentegernbach (Lage) im Norden des Ortes Wasentegernbach ging am 15. Oktober 1898 in Betrieb. Er entstand auf Initiative des örtlichen Gastwirtes aus dem Schrankenposten 19; als Stationsgebäude diente das bisherige Postengebäude. Ab 1900 war der Haltepunkt als Station mit beschränktem Güterdienst für die Stückgutverladung zugelassen. 1915 richteten die Bayerischen Staatseisenbahnen einen privaten Gleisanschluss für den Getreidehandel an der Bahnhofsrestauration ein und bauten den Haltepunkt dafür zum Bahnhof mit eigenem Stellwerk aus. Für den stets geringen Güterverkehr wurde am Gleisanschluss ein ausgemusterter Güterwagen als behelfsmäßiger Güterschuppen aufgestellt. Vor 1952 wurde der Bahnhof zu einer Haltestelle zurückgestuft. Aufgrund seiner geringen Benutzung gab die Deutsche Bundesbahn den Gleisanschluss zum 11. Oktober 1982 auf und baute die Haltestelle zum Haltepunkt zurück. Am 29. Mai 1988 wurde der Haltepunkt Wasentegernbach aufgelassen. 2017 hob die Deutsche Bahn den verbliebenen Schrankenposten im Zuge einer Erneuerung der Bahnübergangstechnik auf und brach das Stationsgebäude und den Bahnsteig ab.

#### Schwindegg

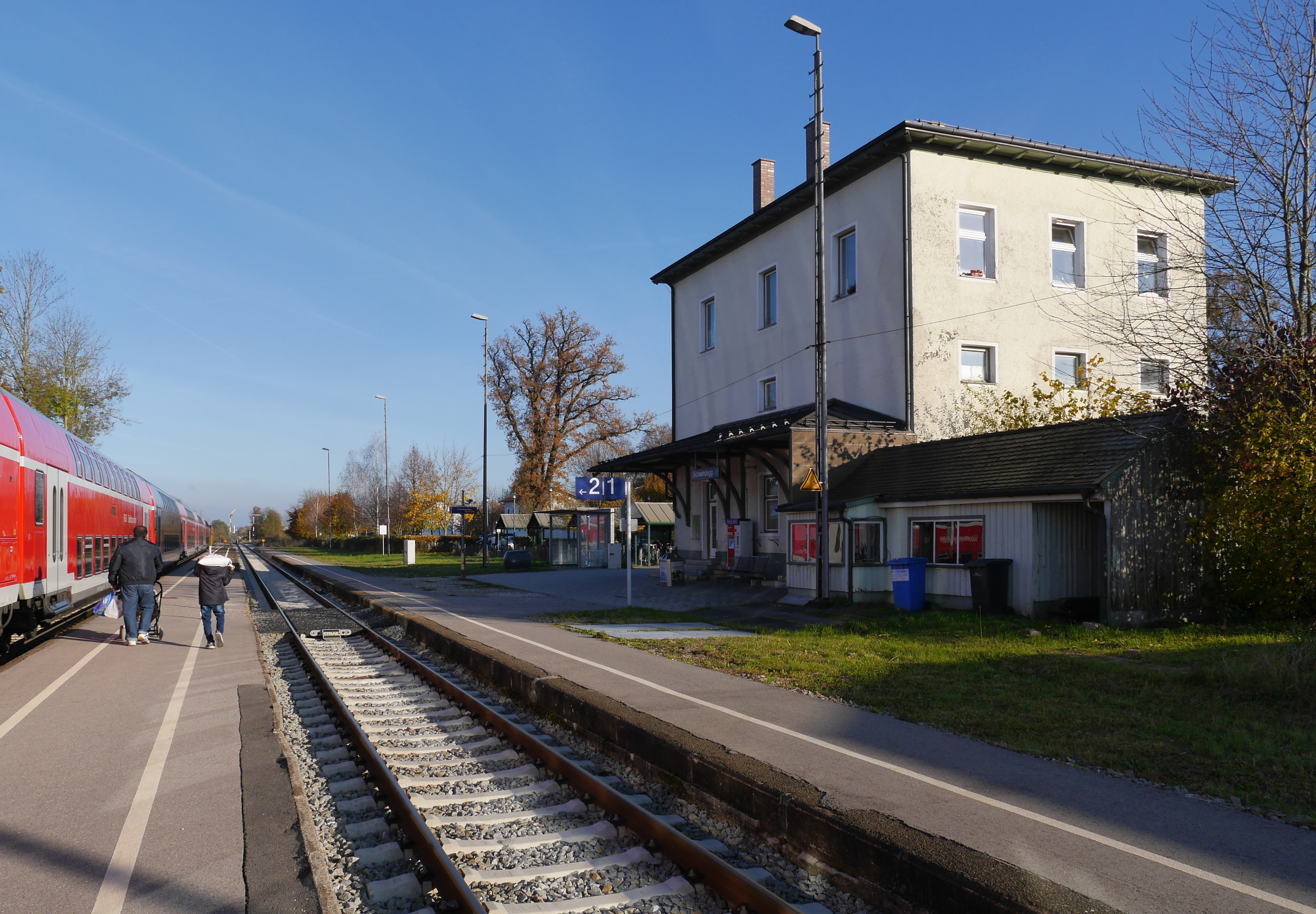
Bahnhof Schwindegg (2016)

Der Bahnhof Schwindegg (Lage) befindet sich am nördlichen Ortsrand von Schwindegg, etwa 500 Meter westlich von Schloss Schwindegg. Bei seiner Inbetriebnahme war der Bahnhof mit einem dreigeschossigen Empfangsgebäude, zwei Abortgebäuden, einem Güterschuppen und zwei Wechselwärterhäusern an den Stationsenden ausgestattet. Die Gleisanlagen bestanden aus dem durchgehenden Hauptgleis am Hausbahnsteig, einem Ausweichgleis mit Zwischenbahnsteig und einem einseitig nach Westen angebundenen Ladegleis am Güterschuppen, von dem ein Stumpfgleis zu Laderampe abzweigte. Später wurde zur Erweiterung der Nutzlängen die Lage von durchgehendem Hauptgleis und Ausweichgleis getauscht, sodass fortan das Ausweichgleis am Hausbahnsteig lag. Um 1900 banden die Bayerischen Staatseisenbahnen die Ortsgüteranlage beidseitig an und verlegten zwischen Ausweich- und Ladegleis ein zusätzliches Abstellgleis, das sie zwischen Bahnsteigen und Empfangsgebäude hindurch bis zu einem Holzladeplatz im Osten der Station verlängerten. Zudem errichteten sie nahe dem Empfangsgebäude ein Wohnhaus für Bahnbedienstete. Für das hohe Güteraufkommen waren an der Ortsgüteranlage vor dem Ersten Weltkrieg sieben private Ladehallen vorhanden.
1970 wurde das bis dahin als Stumpfgleis ausgeführte Gleis zum Holzladeplatz auch auf der Ostseite an das Ausweichgleis angebunden. Von 1984 bis 1985 baute die Deutsche Bundesbahn die meisten Nebengleise zurück: Neben den zwei Hauptgleisen verblieb das nur noch einseitig nach Osten angebundene ehemalige Holzladegleis, das noch als Anschluss für ein Lagerhaus im Westen des Bahnhofs diente. Das ab den 1990er Jahren nicht mehr genutzte Ladegleis wurde um 2015 abgebaut. Das Empfangsgebäude ist erhalten und wird weiterhin für den Bahnbetrieb genutzt.

#### Weidenbach

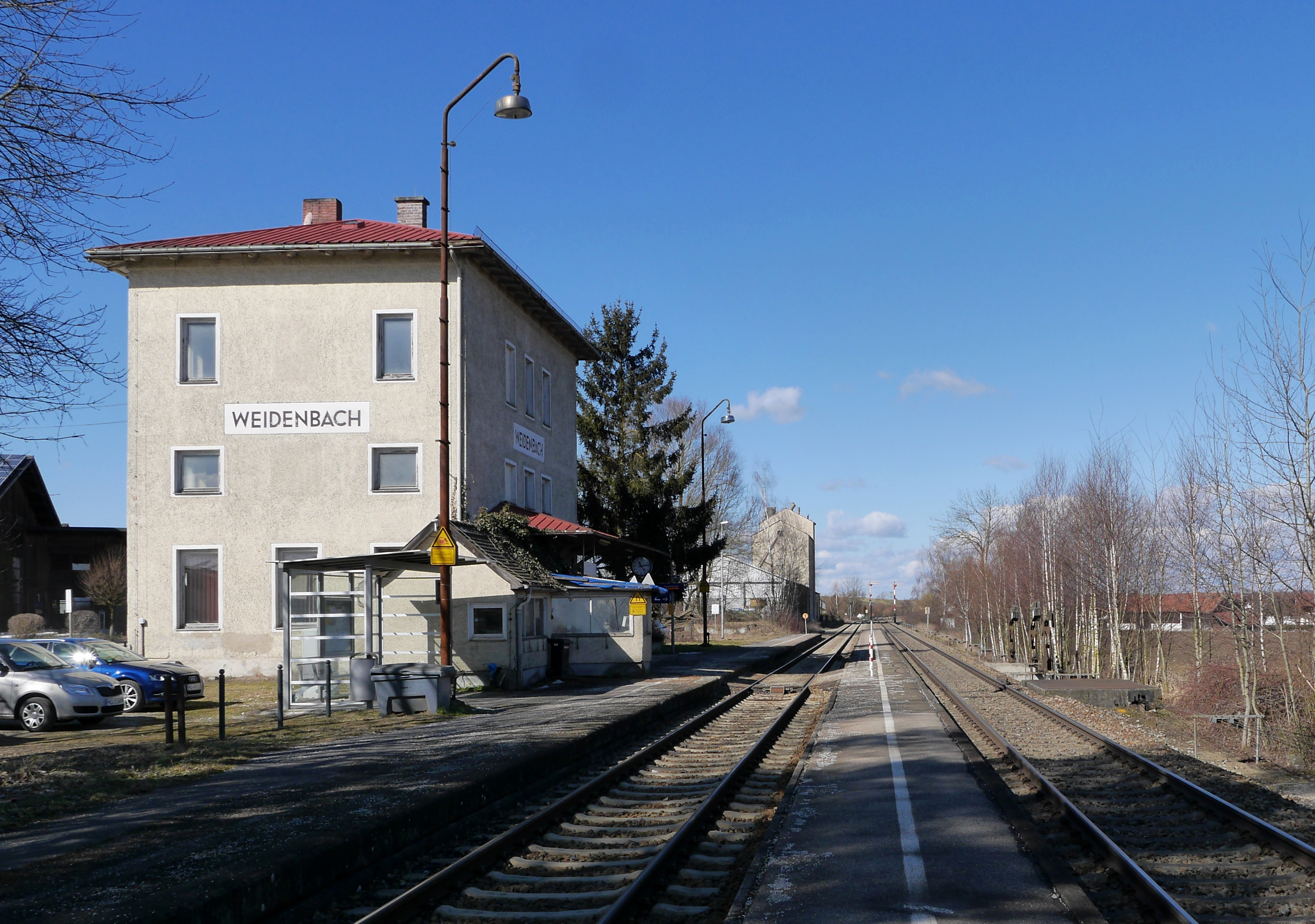
Bahnhof Weidenbach (2018)

Der Bahnhof Weidenbach (Lage) liegt im Osten des Ortes Weidenbach, zwei Kilometer nordwestlich von Heldenstein. Er wurde als Personenhaltstelle eröffnet und war zu Beginn nur mit einem einfachen Bahnsteig am Streckengleis, einem zweigeschossigen Haltstellgebäude der größeren Ausführung und einem Abortgebäude ausgestattet. Aufgrund des stark angestiegenen Verkehrsaufkommens bauten die Bayerischen Staatseisenbahnen die Station 1881 zum Bahnhof aus und errichteten ein Ausweichgleis mit Bahnsteig sowie ein Ladegleis mit Güterschuppen und Laderampe. 1893 vergrößerten die Bayerischen Staatseisenbahnen das zu klein gewordene Stationsgebäude durch eine Erweiterung nach Osten und ein drittes Obergeschoss.
1984 baute die Deutsche Bundesbahn das beidseitig angebundene Ladegleis bis auf ein kurzes Stück zurück, das noch als Gleisanschluss zu einem landwirtschaftlichen Lagerhaus diente. Seit dem Rückbau dieses Gleisanschlusses sind nur noch das durchgehende Hauptgleis mit Zwischenbahnsteig und das Ausweichgleis am Hausbahnsteig vorhanden. Der Bahnhof hat ein sehr geringes Fahrgastaufkommen und wird nur noch von einzelnen Zügen bedient. Das Empfangsgebäude und das Nebengebäude sind erhalten.

#### Ampfing
Der Bahnhof Ampfing (Lage) befindet sich mitten im Ampfinger Ortsgebiet südwestlich des Zentrums. Er war von Beginn an mit drei Hauptgleisen, einem Ausweichgleis am Hausbahnsteig, dem durchgehenden Hauptgleis mit Zwischenbahnsteig und einem weiteren Ausweichgleis ohne Bahnsteig, ausgestattet. An Hochbauten waren ein dreigeschossiges Empfangsgebäude, zwei Abortgebäude, ein Güterschuppen und zwei Wechselwärterhäuser an den Bahnübergängen am West- und Ostende der Station vorhanden. Im Westen des Bahnhofs befand sich die einseitig angebundene Ortsgüteranlage mit Stumpfgleisen zur Laderampe und zum Güterschuppen. In Ampfing gab es bis 1930 eine Bahnmeisterei, die zunächst in einem Anbau am Güterschuppen, ab 1896 östlich des Empfangsgebäudes untergebracht war.
1900 errichteten die Bayerischen Staatseisenbahnen zwischen dem Ladegleis und dem nördlichen Ausweichgleis ein Abstellgleis für Güterwagen. Später entstand am Ostende des Bahnhofs ein privater Gleisanschluss zu einer Imprägnieranstalt. Die Deutsche Bundesbahn richtete in den 1960er Jahren südlich der Hauptgleise einen Gleisanschluss zu einer Mineralölfirma ein. Mit dem zweigleisigen Streckenausbau zwischen Ampfing und Altmühldorf baute die Deutsche Bahn den Bahnhof bis Dezember 2010 vollständig um. Der Bahnhof erhielt an den Gleisen 1 und 2 zwei neue barrierefreie Außenbahnsteige; das bahnsteiglose Ausweichgleis 3 wurde abgebaut. Das Empfangsgebäude wird weiterhin genutzt und enthält eine Fahrkartenverkaufsstelle.

#### Mühldorf (Oberbay)
Der Bahnhof Mühldorf (Oberbay) (Lage) war als betrieblicher Mittelpunkt der Strecke von Beginn an mit umfangreichen Hochbauten, einer Wasserstation und einem Lokschuppen ausgestattet. Seit der Eröffnung der Hauptbahn nach Plattling 1875, der Hauptbahn nach Rosenheim 1876, der Lokalbahn nach Burghausen 1897 und der Hauptbahn nach Freilassing 1908 ist Mühldorf ein wichtiger Bahnknotenpunkt. Die bisherige Lokstation wurde 1926 zum selbstständigen Bahnbetriebswerk. Von 1939 bis 1942 erweiterte die Deutsche Reichsbahn den Bahnhof um einen großen Rangierbahnhof.

#### Töging (Inn)

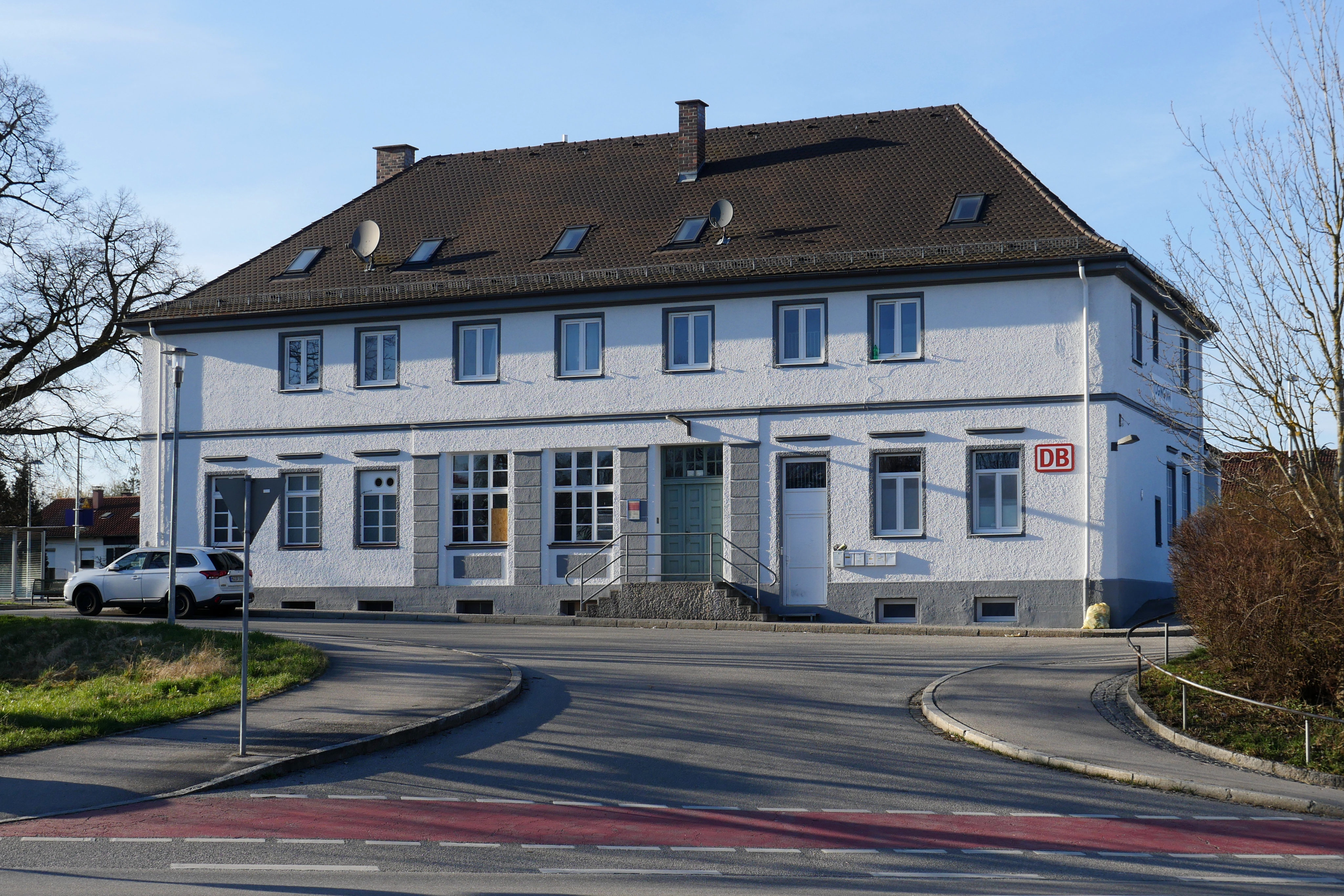
Empfangsgebäude des Bahnhofs Töging (2020)

Der Bahnhof Töging (Inn) (Lage) befindet sich im Osten der Stadt Töging am Inn. Er ging am 15. Oktober 1882 als Haltstelle an einem bestehenden Schrankenposten in Betrieb und war die erste neu eingerichtete Station nach der Streckeneröffnung. Als Stationsgebäude diente das Gebäude des Schrankenpostens, das dafür auf der Ostseite einen Anbau mit Dienst- und Warteraum erhielt. 1907 bauten die Bayerischen Staatseisenbahnen den Haltepunkt zum Bahnhof aus und statteten ihn mit einem Ausweichgleis und einem Stellwerk aus. Ab 1922/23 zweigte am Ostende des Bahnhofs eine Werksbahn der Innwerk, Bayerische Aluminium AG ab, für die am Bahnhof Töging umfangreiche Ausbauten stattfanden. Südlich der zwei bestehenden Hauptgleise richtete die Deutsche Reichsbahn im Osten zwei Übergabegleise für den Verkehr zur Werksbahn und im Westen eine beidseitig angebundene Ortsgüteranlage mit Laderampe und Güterschuppen ein; im Norden verlegte sie ein zweites Ausweichgleis mit Bahnsteig. Zudem errichtete sie westlich des bisherigen Stationsgebäudes bis 1923 ein neues zweigeschossiges Empfangsgebäude und ein Nebengebäude.
Das alte Stationsgebäude, das seit 1924 als Wohngebäude diente, wurde 1964 abgebrochen. Ab den 1970er Jahren baute die Deutsche Bundesbahn die Gleisanlagen in Töging schrittweise zurück. Ende 2013 wurde die Werksbahn gesperrt und 2021 die Anschlussweiche demontiert. Zum 1. Januar 2016 schloss die Deutsche Bahn die Güterverkehrsstelle Töging. Damit sind nur noch das durchgehende Hauptgleis am Hausbahnsteig und ein Ausweichgleis mit Zwischenbahnsteig in Betrieb. Das Empfangsgebäude von 1923 ist erhalten.

#### Neuötting
Der ehemalige Bahnhof und heutige Haltepunkt Neuötting (Lage) liegt im Ortsteil Eisenfelden der Gemeinde Winhöring, etwa 2,5 Kilometer nördlich der Altstadt von Neuötting. Von Mai bis Juni 1871 war er für einen Monat provisorische Endstation der Strecke aus München, danach Ausweich- und Wasserstation mit Sitz einer Bahnmeisterei. Von 1906 bis 1930 begann auf dem Bahnhofsvorplatz die Dampfstraßenbahn Neuötting–Altötting. 1980 wurde der Bahnhof zur Haltestelle und 2015 zum Haltepunkt zurückgebaut. Das leerstehende Empfangsgebäude steht unter Denkmalschutz.

#### Perach

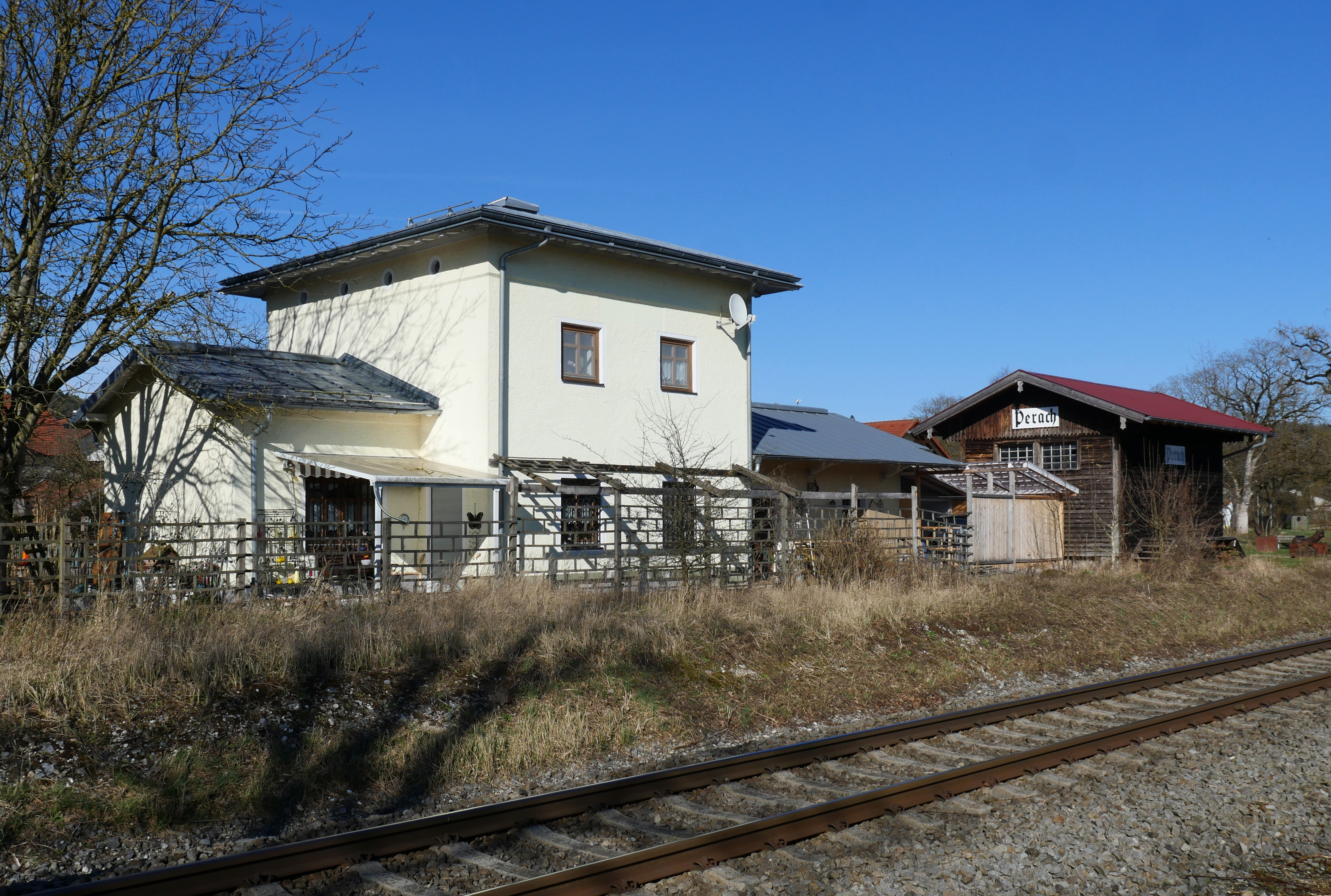
Empfangsgebäude und Güterschuppen des Bahnhofs Perach (2020)

Der Bahnhof Perach (Lage) im Süden der Gemeinde Perach war ursprünglich nicht vorgesehen und wurde nachträglich in die Streckenplanung eingefügt. Er war als einfache Personenhaltstelle zunächst mit einem zweigeschossigen Haltstellgebäude und einem Bahnsteig am Streckengleis ausgestattet. Ende der 1890er Jahre bauten die Bayerischen Staatseisenbahnen den Haltepunkt zum Bahnhof aus und errichteten ein Ausweichgleis mit Bahnsteig und einen hölzernen Güterschuppen. 1900 entstand südlich der Hauptgleise ein beidseitig angebundenes Abstellgleis, von dem im Osten ein Gleisanschluss zu einem Lagerhaus abzweigte.
Die Deutsche Bundesbahn wandelte den Bahnhof zum 1. Februar 1980 in eine unbesetzte Halte- und Ausweichanschlussstelle um; dabei baute sie das Ausweichgleis und Teile des Abstellgleises zurück. Es verblieben lediglich das durchgehende Hauptgleis und der Gleisanschluss zum Lagerhaus, der von Mühldorf aus bedient wurde. Am 1. Juni 1986 stellte die Deutsche Bundesbahn den Personenverkehr an der Haltestelle Perach ein. Der Güterverkehr an der verbliebenen Ausweichanschlussstelle endete 1991. Das Empfangsgebäude und der Güterschuppen sind erhalten und in Privatbesitz.

#### Marktl

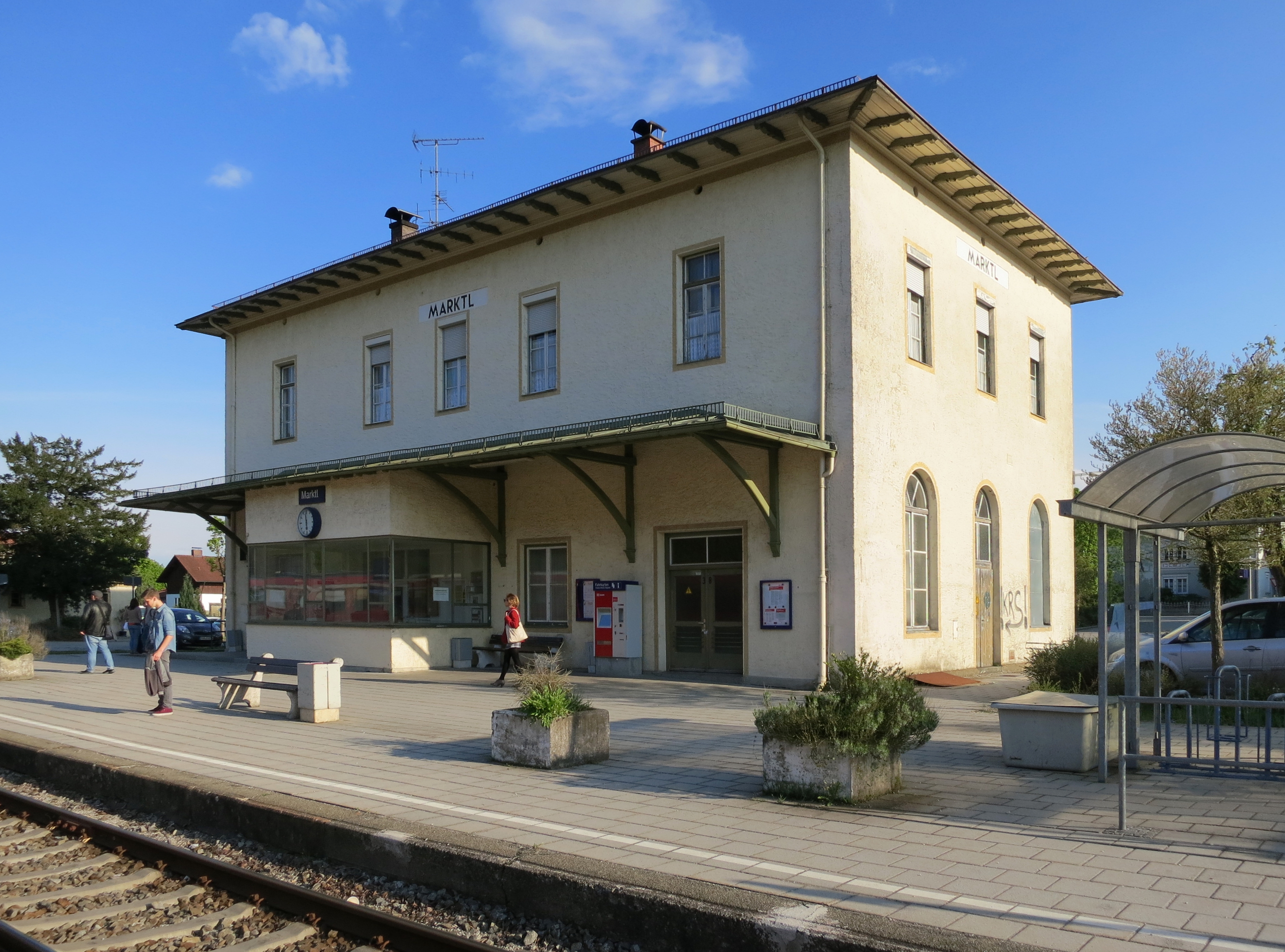
Empfangsgebäude des Bahnhofs Marktl (2014)

Der Bahnhof Marktl (Lage) liegt nordöstlich des Zentrums von Marktl auf der Gemeindegrenze zwischen Marktl und Stammham. Der Bahnhof war bei seiner Eröffnung mit einem zweigeschossigen Empfangsgebäude, einem Abortgebäude, einem Güterschuppen und zwei Wechselwärterhäusern an den Stationsenden ausgestattet. Die Gleisanlagen bestanden aus dem durchgehenden Hauptgleis am Hausbahnsteig, nördlich davon zwei bahnsteiglosen Ausweichgleisen und im Westen des Bahnhofs einem einseitig angebundenen Ladegleis am Güterschuppen mit einem Stumpfgleis zur Laderampe. Der Bahnhof Marktl hatte im Viehversand nach dem Bahnhof Simbach das zweitgrößte Verkehrsaufkommen entlang der Strecke. 1886 richteten die Bayerischen Staatseisenbahnen daher östlich des Empfangsgebäudes ein Stumpfgleis zur Viehverladung ein. 1900 wurde im Zuge der Zentralisierung die Lage des durchgehenden Hauptgleises und des südlichen Ausweichgleises getauscht; fortan lag das Ausweichgleis am Hausbahnsteig und das durchgehende Hauptgleis an einem neuen Zwischenbahnsteig. Zugleich banden die Bayerischen Staatseisenbahnen die Ortsgüteranlage beidseitig an und verlegten ein zusätzliches Abstellgleis zwischen Lade- und Ausweichgleis.
Anfang der 1930er Jahre entstanden im Westen des Bahnhofs zwei private Gleisanschlüsse, die an die Ortsgüteranlage angebunden waren. Die Deutsche Bundesbahn begann Ende der 1970er Jahre mit dem Rückbau der Nebengleise. 1991 stellte die Deutsche Bundesbahn die Güterverladung in Marktl ein. Inzwischen sind nur noch die drei Hauptgleise vorhanden, von denen zwei mit Bahnsteigen ausgestattet sind. 2020 errichtete die Deutsche Bahn anstelle des bisherigen Haus- und Zwischenbahnsteigs einen barrierefreien Mittelbahnsteig, der weiterhin über einen höhengleichen Zugang erreichbar ist. Das Empfangsgebäude und der Güterschuppen sind erhalten.

#### Buch (Inn)

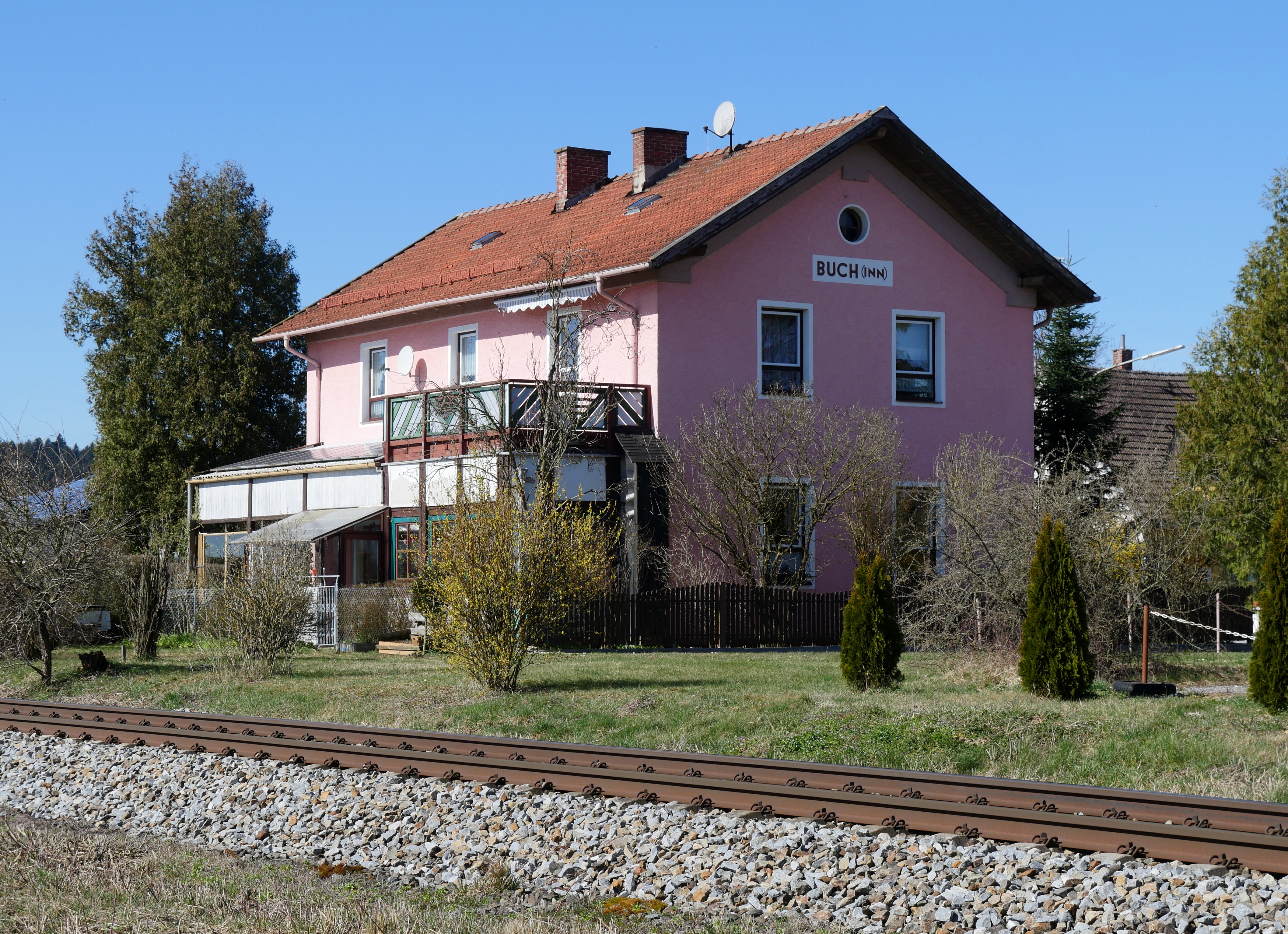
Empfangsgebäude von 1899 in Buch (2020)

Der Bahnhof Buch (Inn) (Lage) befand sich im Ortsteil Buch der Gemeinde Julbach. Er wurde als Personenhaltstelle mit Schrankenposten errichtet und war mit einem zweigeschossigen Haltstellgebäude der größeren Ausführung und einem Abortgebäude neben dem Streckengleis ausgestattet. 1899 bauten die Bayerischen Staatseisenbahnen den Haltepunkt zum Bahnhof mit Güterverkehr aus. Sie errichteten nördlich des durchgehenden Hauptgleises ein Ausweichgleis mit Bahnsteig und ein neues zweigeschossiges Empfangsgebäude. Das bisherige Haltstellgebäude diente weiterhin als Wohngebäude und Schrankenposten. Im oder nach dem Ersten Weltkrieg erhielt der Bahnhof östlich des Empfangsgebäudes eine beidseitig angebundene Ortsgüteranlage mit einem Güterschuppen, einer Laderampe und einer Ladestraße.
Zum 27. Mai 1979 stufte die Deutsche Bundesbahn den Bahnhof zu einer unbesetzten Halte- und Ausweichanschlussstelle zurück und baute das Ausweichgleis ab. Am 1. Juni 1986 gab sie den Personenverkehrshalt in Buch auf. 1991 wurde der Güterverkehr eingestellt und das Ladegleis in der Folge zurückgebaut. Die Empfangsgebäude von 1871 und 1899 sind als Wohnhäuser erhalten.

#### Julbach
Der Haltepunkt Julbach (Lage) im Südosten der Gemeinde Julbach ging am 20. Juni 1907 an der Stelle des Schrankenpostens 42 in Betrieb. Er war lediglich mit einem eingeschossigen Stationsgebäude in Holzbauweise westlich des Bahnübergangs ausgestattet. Später erhielt er noch einen hölzernen Güterschuppen östlich des Bahnübergangs. Am 30. September 1978 hob die Deutsche Bundesbahn den Schrankenposten auf; seitdem war der Haltepunkt nicht mehr besetzt. Zum 31. Mai 1987 wurde der Haltepunkt aufgelassen und die Gebäude wurden kurz darauf abgebrochen.
Auf Initiative der Gemeinde Julbach nahm die Südostbayernbahn am 30. Juni 2004 einen neuen Haltepunkt in Julbach in Betrieb, der aus einem barrierefreien Seitenbahnsteig westlich des Bahnübergangs besteht. Die Baukosten von etwa 400.000 Euro wurden zu drei Vierteln durch den Freistaat Bayern, zu einem Viertel durch die Gemeinde und die Südostbayernbahn getragen.

#### Simbach (Inn)
Der Bahnhof Simbach (Inn) (Lage) im Süden der Gemeinde Simbach am Inn wurde als Grenzbahnhof zwischen Bayern und Österreich errichtet. Der Bahnhof war mit großzügigen Gleisanlagen und Hochbauten, zwei Betriebswerkstätten und einer Wasserstation ausgestattet. Von 1910 bis 1969 war er Trennungsbahnhof, an dem die Lokalbahn nach Pocking und Kößlarn abzweigte. Mit dem Rückgang des grenzüberschreitenden Verkehrs und dem Wegfall der Grenzkontrollen verlor er an Bedeutung und ist nur noch Umsteigepunkt zwischen deutschen und österreichischen Regionalzügen.

### Hochbauten
Die Generaldirektion der Königlichen Verkehrsanstalten erstellte bis zum 30. Oktober 1867 ein erstes Programm für die Hochbauten an der Bahnstrecke München–Simbach, das sie 1868 noch einmal überarbeitete. In einer im September 1869 erstellten Kostenübersicht veranschlagte die Generaldirektion für die Hochbauten an den Zwischenstationen – ohne die Bahnhöfe Haidhausen und Simbach – Baukosten von 470.990 Gulden. Architekt war zunächst Friedrich Bürklein, später Jakob Graff. Alle Hochbauten der Strecke wurden in Sichtziegelbauweise ausgeführt. Die Empfangsgebäude waren überwiegend zwei- bis dreigeschossige Bauten mit flachen Walmdächern in unterschiedlichen Größen, die aufgrund ihrer Form als bayerische Würfel bezeichnet werden.
- Die in der ursprünglichen Planung noch nicht vorgesehenen Haltstellen Riem und Perach erhielten zweigeschossige quadratische Haltstellgebäude einfachster Bauart. Die Gebäude waren im Erdgeschoss mit einem Dienstraum und einem Warteraum ausgestattet; in einem kleinen Anbau befanden sich die Bahnhofstoiletten.[156]

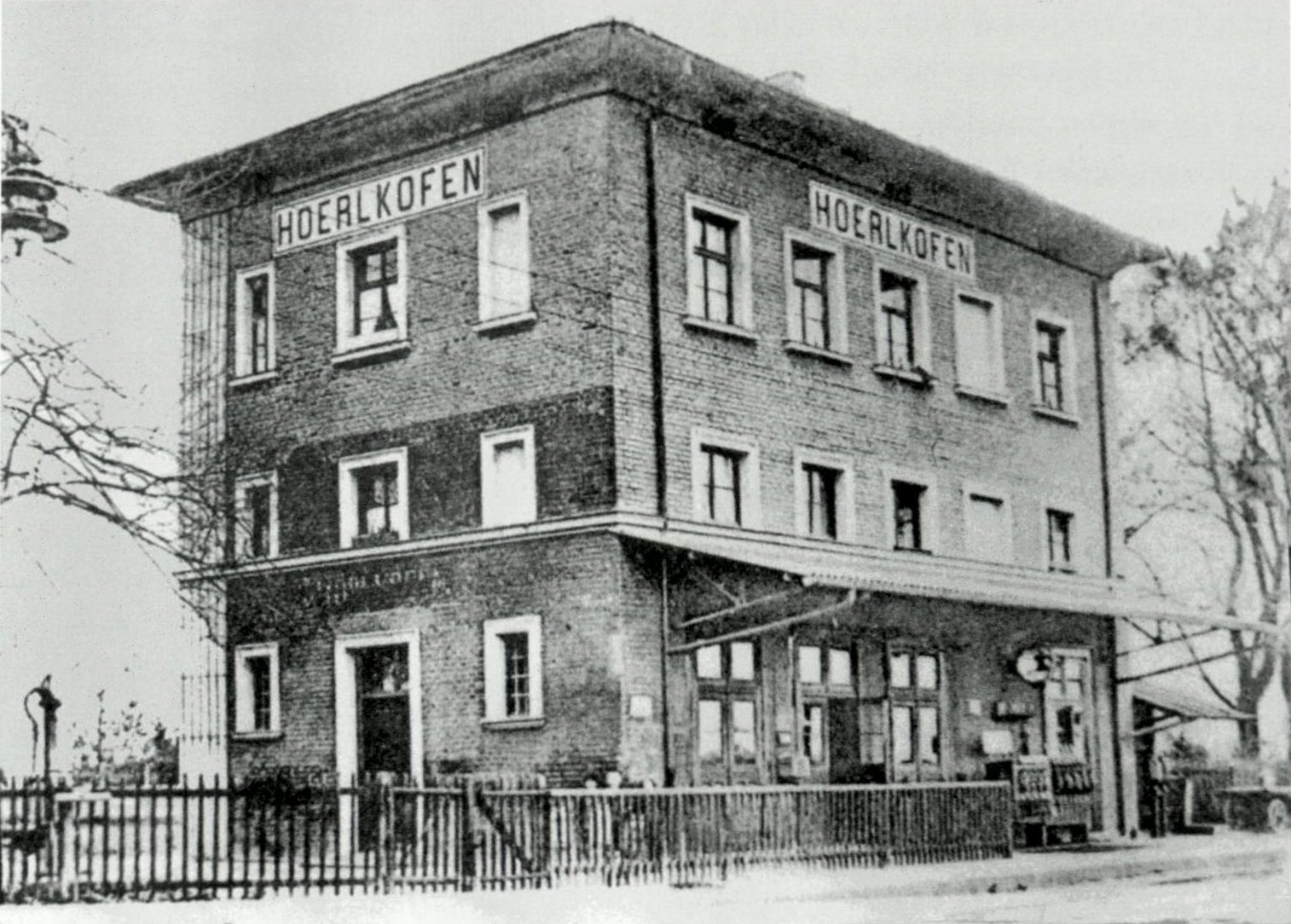
Empfangsgebäude von Hörlkofen nach der Aufstockung (um 1910). Die ursprünglichen Ausmaße sind im Mauerwerk noch erkennbar.

- An den übrigen Haltstellen in Poing, Hörlkofen, Weidenbach und Buch entstanden zweigeschossige Haltstellgebäude der größeren Ausführung mit einer Grundfläche von 9,00 m × 8,50 m. Neben Dienst- und Warteraum enthielten sie im Erdgeschoss noch eine Vorhalle.[172] Alle diese Gebäude erwiesen sich nach dem Ausbau der Haltstellen zu Bahnhöfen als zu klein. In Hörlkofen und Weidenbach wurden die Stationsgebäude 1893 erweitert und aufgestockt, in Poing und Buch 1893 und 1899 durch Neubauten ersetzt.[173]
- Die kleineren Bahnhöfe Feldkirchen und Walpertskirchen wurden mit zweigeschossigen Empfangsgebäuden auf einer Grundfläche von 14,20 m × 9,90 m ausgestattet. Der Bahnhof Schwindegg erhielt ein dreigeschossiges Gebäude mit gleichem Grundriss. Das Erdgeschoss bestand aus einer Vorhalle mit Fahrkartenschalter, einem Wartesaal erster und zweiter Klasse, einem Wartesaal dritter Klasse und einem Dienstraum; teilweise war zudem ein Zimmer für den Stationsdiener vorhanden.[174]

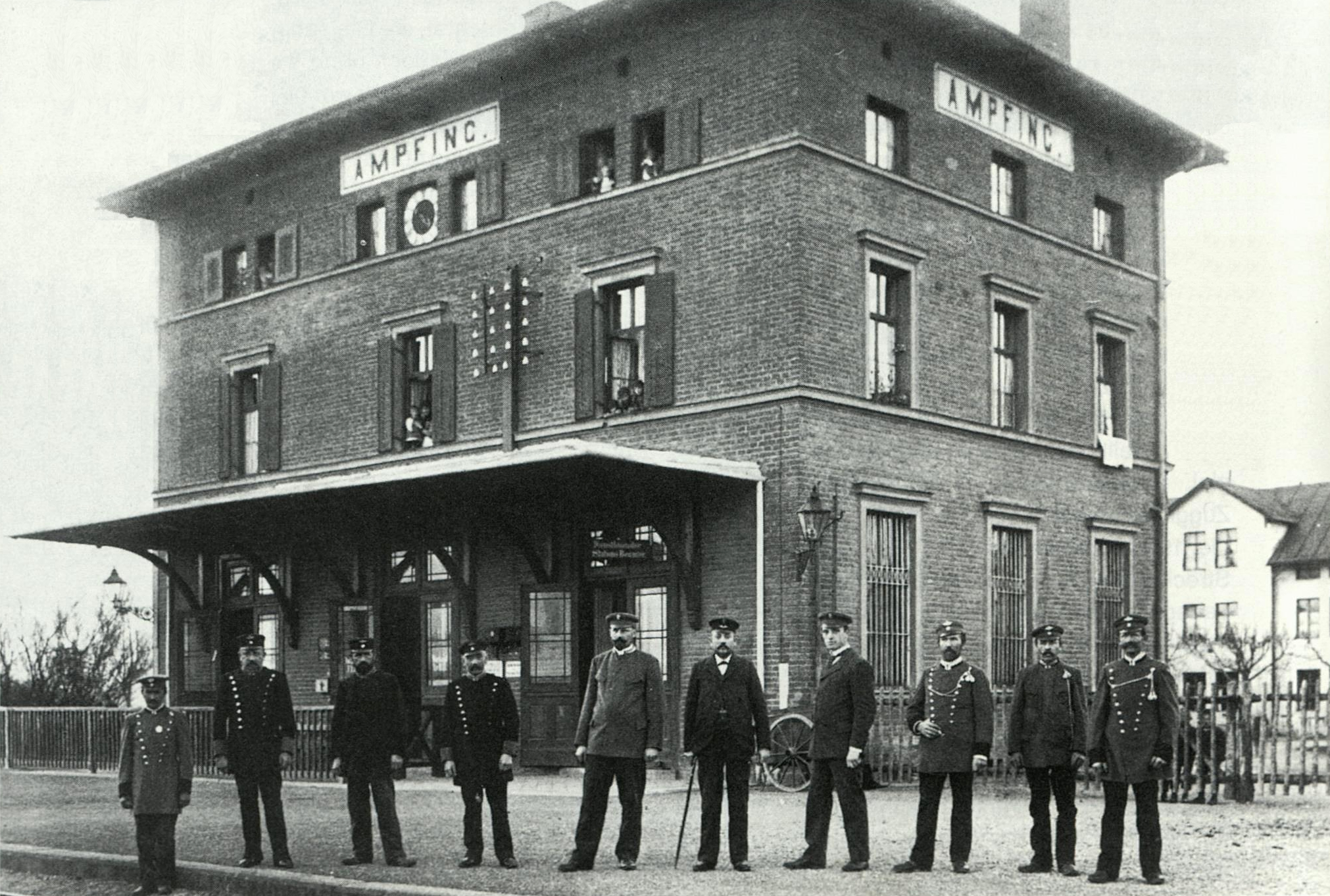
Dreigeschossiges Empfangsgebäude in Ampfing (1902)

- An den größeren Bahnhöfen Schwaben und Ampfing errichteten die Bayerischen Staatseisenbahnen dreigeschossige Empfangsgebäude mit einer Vorhalle, zwei Wartesälen und einem Dienstraum. Das Gebäude in Schwaben hatte eine Grundfläche von 15,50 m × 10,50 m, das Ampfinger Gebäude war etwas kleiner. Der Bahnhof Dorfen erhielt ein deutlich größeres Empfangsgebäude mit einer Grundfläche von 21,20 m × 12,00 m und fünf Fensterachsen.[175] Das Empfangsgebäude des Bahnhofs Marktl entsprach im Grundriss in etwa dem Gebäude von Dorfen, war aber abweichend nur zweigeschossig ausgeführt und im Erdgeschoss mit Rundbogenfenstern und -türen ausgestattet.[163]
- Die Bahnhöfe mit dem größten Verkehrsaufkommen in Haidhausen (heute München Ost), Mühldorf, Neuötting und Simbach erhielten große, individuell gestaltete Gebäude mit Seitenflügeln und Rundbogenelementen, die deutlich von den übrigen Empfangsgebäuden der Strecke abwichen.

In den Obergeschossen waren bei allen Empfangsgebäuden Dienstwohnungen für das Bahnpersonal untergebracht. Die Gebäude in Feldkirchen, Schwaben und Dorfen wurden später um eingeschossige Seitenflügel ergänzt; zudem erhielten einige Gebäude Stellwerksvorbauten auf der Gleisseite. In den 1930er Jahren wurde an den meisten Empfangsgebäuden das Ziegelmauerwerk verputzt. Mit Ausnahme von München Ost, Riem, Walpertskirchen und Mühldorf sind noch alle Stationsgebäude aus der Eröffnungszeit vorhanden.
Alle Bahnhöfe waren mit zwei Wechselwärterhäusern an den Einfahrweichen ausgestattet. Die Wärterhäuser waren eingeschossige Bauten mit Satteldach auf einer Grundfläche von 10,00 m × 6,20 m und enthielten die Wohnung des Wechselwärters sowie einen Raum für Ablösemänner. Baugleiche Gebäude entstanden an den Schrankenposten der Strecke.
An den Wasserstationen Schwaben, Dorfen, Mühldorf, Neuötting und Simbach errichteten die Bayerischen Staatseisenbahnen Wasserhäuser, die als dreigeschossige Bauten mit flachem Walmdach ausgeführt wurden. Sie enthielten im Erdgeschoss eine Dampfwasserpumpe, im Zwischengeschoss eine Dienstwohnung und im Obergeschoss zwei Wasserbehälter.

### Stellwerke und Sicherungstechnik
Nach der Inbetriebnahme der Strecke wurden die Weichen der Bahnhöfe zunächst vor Ort durch Wechselwärter gestellt. Ab 1875 statteten die Bayerischen Staatseisenbahnen die Bahnhöfe mit auf dem Hausbahnsteig aufgestellten Perronsignalen aus, die anzeigten, ob der Zug an der Station halten musste oder durchfahren durfte. Ab 1876 sicherten sie zudem die Bahnhofseinfahrten mit Einfahrsignalen, die als Bahnhofsabschlusstelegraphen bezeichnet und durch die Wechselwärter gestellt wurden.

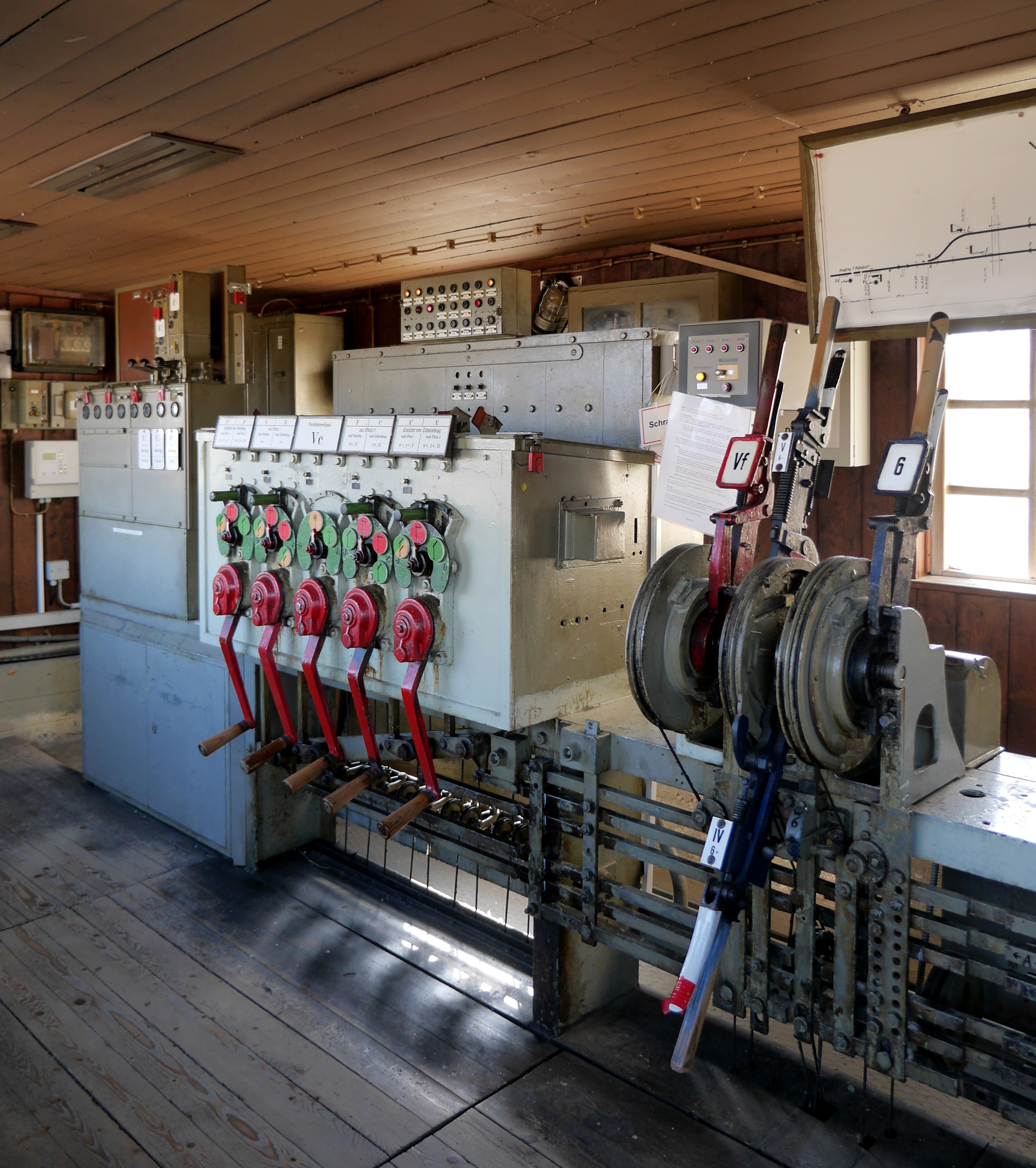
Mechanisches Stellwerk der Bauart Krauss mit Kurbelwerk in Weidenbach

1900 begannen die Bayerischen Staatseisenbahnen ein Programm zur Centralisirung der Weichen- und Signalbedienung entlang der Strecke, um die Sicherheit und Wirtschaftlichkeit des Bahnbetriebs zu erhöhen. Im Zuge dessen nahmen sie bis 1903 an allen Bahnhöfen zwischen München und Simbach mechanische Stellwerke der Bauart Krauss mit Kurbelwerk in Betrieb. In den kleineren Stationen wurde die gesamte Stellwerkstechnik in einem Befehlsstellwerk untergebracht, das sich im Empfangsgebäude oder im Freien auf dem Hausbahnsteig befand. Die Bahnhöfe Feldkirchen, Ampfing und Neuötting erhielten zusätzlich ein Wärterstellwerk gegenüber dem Empfangsgebäude, die Bahnhöfe Riem, Schwaben und Dorfen zwei Wärterstellwerke an den Bahnhofsenden. Für die Wärterstellwerke errichteten die Bayerischen Staatseisenbahnen zweigeschossige Stellwerkstürme mit Walmdach, die in Sichtziegelbauweise ausgeführt waren. Die bisherigen Einfahr- und Perronsignale wurden durch neue Einfahr- und Ausfahrsignale der bayerischen Bauart ersetzt. Nicht im Zentralisierungsprogramm enthalten war der Grenzbahnhof Simbach, dessen Weichen zunächst weiterhin vor Ort gestellt wurden.
Nach der Errichtung der Werksbahn zum Innwerk erhielt der Bahnhof Töging 1924 als erste Station der Strecke ein mechanisches Stellwerk der Einheitsbauart anstelle des bisherigen Krauss-Stellwerks. 1931 wurde der bis dahin nicht zentralisierte Bahnhof Simbach und 1959 der Bahnhof Thann-Matzbach ebenfalls mit Stellwerken der Einheitsbauart ausgestattet. Der Bahnhof Mühldorf erhielt im Zuge der Errichtung des Rangierbahnhofs bis 1943 neue elektromechanische Stellwerke.
Ab den 1960er Jahren ersetzte die Deutsche Bundesbahn an einigen Stationen die mechanischen Stellwerke und Formsignale durch neue Relaisstellwerke und Lichtsignale nach dem H/V-Signalsystem. 1965 nahm sie am Bahnhof Marktl, 1967 an den Bahnhöfen Feldkirchen und Ampfing und 1977 am Bahnhof Töging Drucktastenstellwerke der Siemens-Bauart Dr S2 in Betrieb. Der Bahnhof Markt Schwaben erhielt 1967 ein Spurplandrucktastenstellwerk der Siemens-Standardbauart Sp Dr S60. Im Bahnhof Simbach richtete die Deutsche Bundesbahn 1989 ein Spurplandrucktastenstellwerk der Lorenz-Bauart Sp Dr L30 ein, von dem fortan das Drucktastenstellwerk in Marktl ferngesteuert wurde. Damit war der Abschnitt Mühldorf–Simbach vollständig auf Lichtsignaltechnik umgestellt.
2000 stattete die Deutsche Bahn den Bahnhof Mühldorf mit einem elektronischen Stellwerk (ESTW) von Siemens und Lichtsignalen nach dem Ks-Signalsystem aus. 2004 ging im Bahnhof Dorfen ein weiteres ESTW von Siemens mit Ks-Signalen in Betrieb, das die letzten beiden mechanischen Wärterstellwerke der Strecke ersetzte. Im Zuge des zweigleisigen Ausbaus im Abschnitt Ampfing–Mühldorf nahm die Deutsche Bahn 2010 das Drucktastenstellwerk in Ampfing außer Betrieb und band den Bahnhof Ampfing an das ESTW Dorfen an.

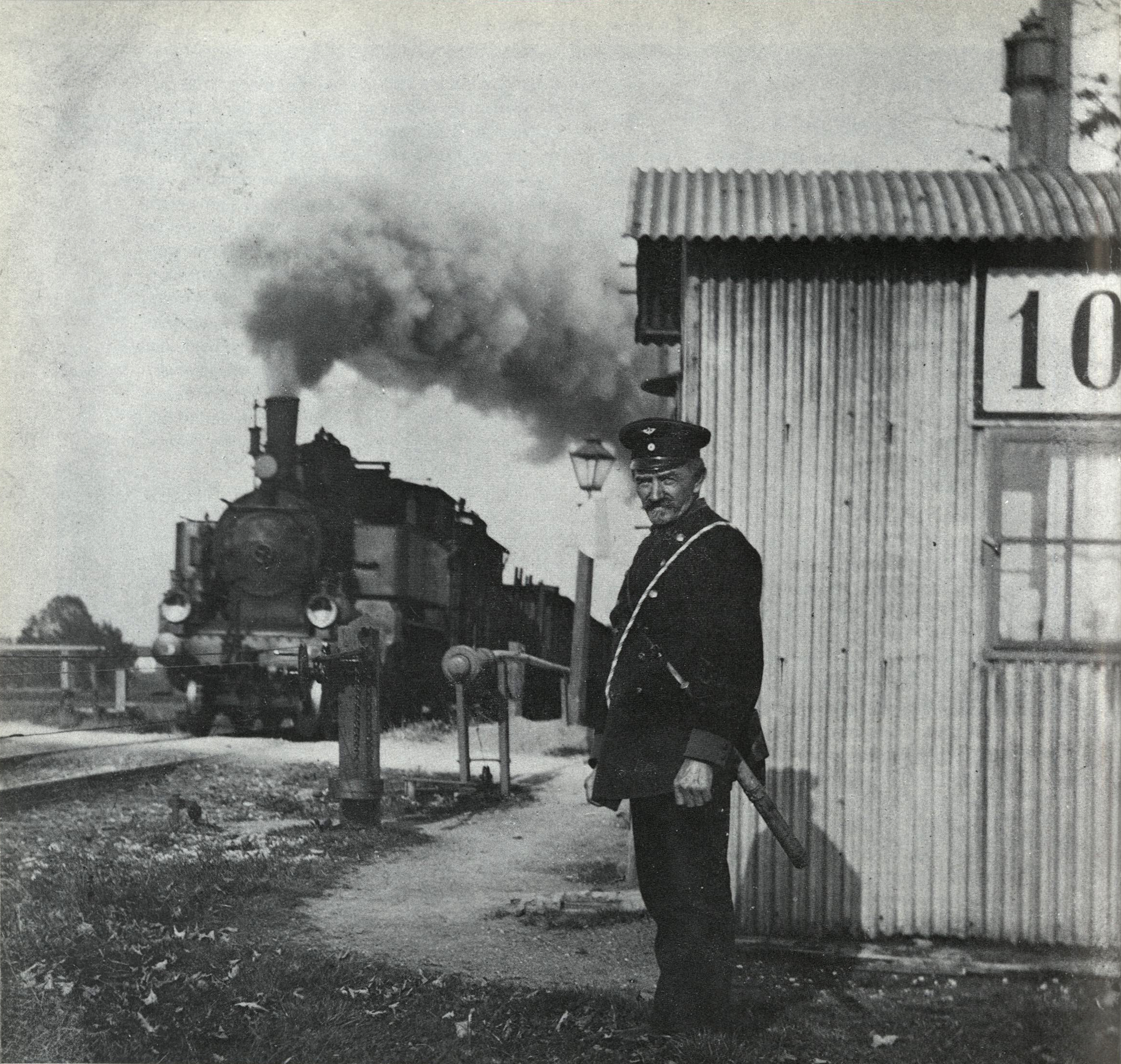
Schrankenwärter am Posten 10 nahe Hörlkofen. Den Bahnübergang quert gerade eine D XII mit einem Güterzug. (um 1918)

Zwischen Markt Schwaben und Ampfing sind in den Bahnhöfen Hörlkofen, Schwindegg und Weidenbach weiterhin die mechanischen Stellwerke der Bauart Krauss von 1900 und in Thann-Matzbach das mechanische Stellwerk der Einheitsbauart von 1959 in Betrieb. Diese vier Bahnhöfe sind noch mit Formsignalen ausgestattet und örtlich mit Fahrdienstleitern besetzt. Zwischen München und Markt Schwaben sowie in Töging, Marktl und Simbach sind Relaisstellwerke mit H/V-Signalen in Betrieb. Die Bahnhöfe Dorfen, Ampfing und Mühldorf sind mit elektronischer Stellwerkstechnik und Ks-Signalen ausgerüstet.
Ursprünglich gab es an der Strecke 44 Schrankenposten, an denen Schrankenwärter über Seilwinden die beschrankten Bahnübergänge bedienten. Ab den 1960er Jahren ersetzte die Deutsche Bundesbahn an vielen Bahnübergängen die wärterbedienten Schranken durch zugbediente Schranken oder Blinklichtanlagen, sodass sich die Zahl der Schrankenposten zunehmend reduzierte. Der letzte Schrankenposten auf freier Strecke in Wasentegernbach wurde 2017 aufgelassen. Die verbleibenden Bahnübergänge sind zugbedient, in Hörlkofen und Weidenbach durch die Fahrdienstleiter wärterbedient und in den Bahnhöfen München-Riem Pbf und Dorfen signalgesteuerte Anlagen.

### Kunstbauwerke
Die Bayerischen Staatseisenbahnen legten die Widerlager und Pfeiler der Brückenbauwerke bereits bei der Errichtung der Strecke für einen zweigleisigen Betrieb aus. Die Brücken über die Sempt bei Markt Schwaben und über die Isen bei Dorfen und Neuötting wurden als einfeldrige eiserne Fachwerkkonstruktionen mit lichten Weiten von bis zu 20 Metern ausgeführt. Die 63 Meter lange Brücke über die Schwillach zwischen Markt Schwaben und Hörlkofen entstand als zweifeldrige Fachwerkbrücke mit gemauertem Mittelpfeiler. Später wurden die Fachwerkbrücken aus der Zeit der Streckeneröffnung durch einfache Balkenbrücken mit Stahlträgern ersetzt.
Das größte Kunstbauwerk der Strecke ist die etwa 400 Meter lange Grenzbrücke über den Inn zwischen Simbach und Braunau. Sie wurde als Eisenfachwerkbrücke auf fünf Pfeilern mit Lichtweiten von knapp 60 Metern errichtet und quert den Fluss in einem Winkel von 60 Grad. Die im Zweiten Weltkrieg gesprengten Überbauten wurden zunächst durch eine Kriegsbrücke ersetzt; bis 1978 erhielt die Brücke neue Tragwerke mit Strebenfachwerk.
Westlich und östlich des Bahnhofs Mühldorf entstanden von 1922 bis 1923 zwei Brücken über den neu errichteten Innkanal. Die westliche Brücke wurde von den Strecken München–Simbach und Rosenheim–Mühldorf genutzt und war als zweigleisige Bogenbrücke mit drei versetzten Feldern von je 34 Metern Stützweite ausgeführt. Mit dem zweigleisigen Streckenausbau wurde sie bis 2015 durch eine dreigleisige Brücke mit identischen Stützweiten ersetzt. Die östliche Kanalbrücke ist eine 50 Meter lange, einfeldrige Fachwerkbrücke mit untenliegender Fahrbahn.

## Fahrzeugeinsatz

### Königlich Bayerische Staatseisenbahnen

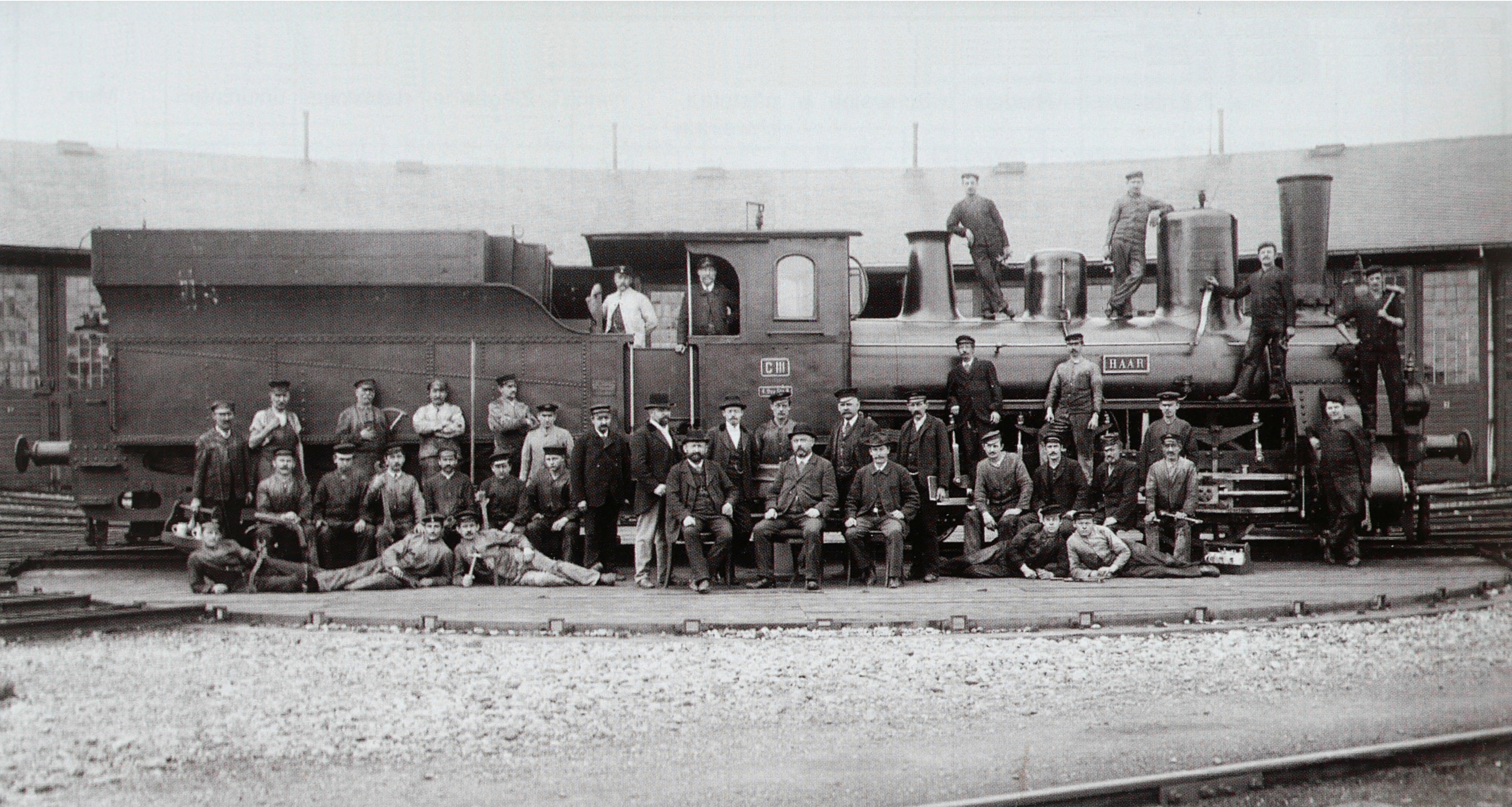
Güterzuglokomotive der Gattung C III in der Betriebswerkstätte Simbach

Für den Betrieb der Bahnstrecke München–Simbach baute die Lokomotivfabrik J. A. Maffei 1870 sieben Schlepptenderlokomotiven der Klasse B VI, die nach Stationen der Strecke die Namen Thalkirchen, Haidhausen, Schwaben, Schwindegg, Marktl, Neuötting und Poing erhielten. Die Lokomotiven der Klasse B VI kamen, ebenso wie die ältere Klasse B V, ab der Eröffnung vor den Personenzügen zum Einsatz und waren in der Betriebswerkstätte (Bw) Simbach stationiert. Die Güterzüge wurden mit dreifach gekuppelten Lokomotiven der Gattungen C II und C III der Bw Simbach bespannt. Vor den Schnellzügen setzten die Bayerischen Staatseisenbahnen wohl ab 1872 die neue Klasse B VIII und ab 1874 die ersten Schnellzuglokomotiven der Klasse B IX ein, die in der Bw München beheimatet waren. Vor dem Orient-Express kamen zwischen München und Simbach stets die neuesten Schnellzuglokomotiven der Bw München zum Einsatz, zunächst die Klasse B IX, ab 1889 die Gattung B X und ab 1892 die Gattung B XI, zuletzt bis 1897 kurzzeitig das Einzelstück der Gattung AA I.
Der 1897 aufgenommene Vorortverkehr zwischen München Ostbahnhof und Schwaben wurde durch die Bw München Ost mit Tenderlokomotiven der Gattung D IX durchgeführt. Vor den ab 1899 wieder eingeführten Schnell- und Eilzügen setzten die Bayerischen Staatseisenbahnen Lokomotiven der Gattung B XI ein. Ab 1906 kam die Gattung B XI zudem von der Bw Simbach aus vor den Personenzügen zum Einsatz und löste dort die seit der Eröffnung eingesetzte Gattung B VI ab. Im Güterzugdienst wurde die Gattung C III ab etwa 1900 durch die neuere Gattung C IV ersetzt, die in den Betriebswerkstätten München Ost und Simbach stationiert war. Später wurden einige Güter- und Viehzüge mit den schnelleren Lokomotiven der Gattung C VI bespannt.

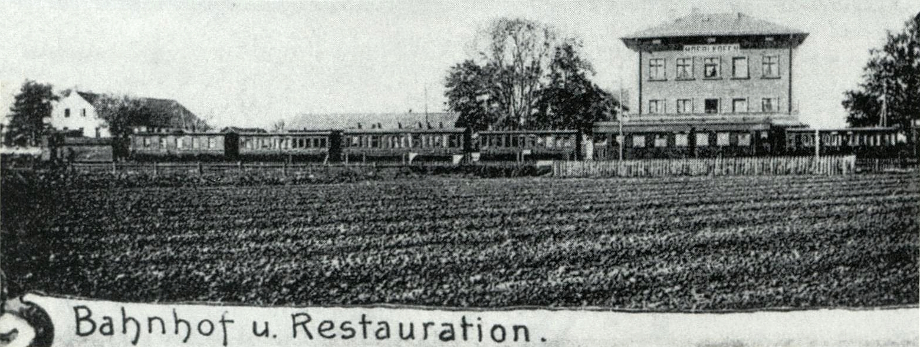
B VI mit Abteilwagen und einem dreiachsigen Durchgangswagen C3i in Hörlkofen (um 1905)

Die Personenzüge waren zu Beginn aus zweiachsigen Abteilwagen und Postwagen gebildet. Nach 1900 bestanden die Eilzüge aus dreiachsigen Abteil- und Durchgangswagen. In den Personenzügen kamen 1906 zwei- und dreiachsige Wagen sowie erste Drehgestell-Durchgangswagen der Bauart ABB zum Einsatz. Bis 1914 wurden die Abteilwagen fast vollständig durch Durchgangswagen der Bauarten C3i und B3i abgelöst.

### Deutsche Reichsbahn
Die Gruppenverwaltung Bayern der Deutschen Reichsbahn ersetzte in den 1920er Jahren die meisten alten bayerischen Gattungen auf der Hauptbahn durch neue Lokomotiven. Von Dezember 1924 bis Januar 1926 stellte sie die Eil- und Personenzüge zwischen München und Simbach auf Tenderlokomotiven der preußischen Baureihe 780–5 um, die sie im Betriebswerk Simbach stationierte. Die Güterzüge wurden ab 1925 von den Betriebswerken Simbach und München Ost aus mit Heißdampflokomotiven der Baureihe 5415–17 bespannt, ab Sommer 1928 kam von Simbach aus die Baureihe 5710–35 (Preußische G 10) zum Einsatz. Die Personenzüge bestanden um 1930 überwiegend aus dreiachsigen Durchgangswagen, zum Teil waren Postwagen, Expressgut- und Milchkurswagen eingestellt.
Im Vorortverkehr nach Schwaben begann 1922 der Einsatz von Tenderlokomotiven der Baureihe 700. Ab dem 2. November 1926 setzte die Deutsche Reichsbahn auf den Vorortzügen im Betriebswerk München Ost stationierte Akkumulatortriebwagen der Bauart Wittfeld und ab 1930 der Reichsbahn-Bauart ein, die bis 1930 die mit der Gattung D IX bespannten Wagenzüge im Vorortverkehr vollständig ablösten. Lediglich im Ausflugsverkehr an Wochenenden wurden die Vorortzüge weiterhin als Wagenzüge mit der Baureihe 700 geführt. Daneben kam die Baureihe 700 vom Betriebswerk Mühldorf aus vor in Mühldorf wendenden Personenzügen nach München Ost und Simbach zum Einsatz. Ab 1935 bespannte die Deutsche Reichsbahn einen Teil dieser Züge mit der Baureihe 64.
Das 1938 und 1939 verkehrende Eilzugpaar München–Bad Aussee wurde aus vierachsigen Eilzugwagen gebildet und mit Schnellzuglokomotiven der Baureihe 184–5 (Bayerische S 3/6) oder österreichischen Tenderlokomotiven der Baureihe 772 bespannt. Daneben kamen nach dem „Anschluss“ österreichische Dampflokomotiven der Reihen 429, 170, 270, 229 und 29 im Güterverkehr auf der Strecke zum Einsatz, die über Simbach hinaus durchgebunden wurden. Ab 1939 setzte die Deutsche Reichsbahn vor den Güterzügen vom Bw Simbach aus zudem Einheitsdampflokomotiven der Baureihe 50 ein. Im Dezember 1941 ersetzte sie die bisherigen Streckenlokomotiven des Betriebswerks Simbach vollständig durch die Baureihe 384 für den Personenverkehr und 5415–17 für den Güterverkehr. Im weiteren Kriegsverlauf wurden die Güterzüge ab 1943 durch Kriegslokomotiven der Baureihen 52 und 42, die Personenzüge ab 1944 durch die Baureihe 3810–40 (Preußische P 8) übernommen.
Bis 1948 wurden die Kriegslokomotiven vor den Güterzügen wieder durch in Mühldorf und Simbach stationierte Lokomotiven der Baureihe 5710–35 ersetzt. Vor einem Eilzugpaar München–Mühldorf kam von August 1946 bis Mai 1947 eine Schnellzuglokomotive der Baureihe 0310 zum Einsatz.

### Deutsche Bundesbahn

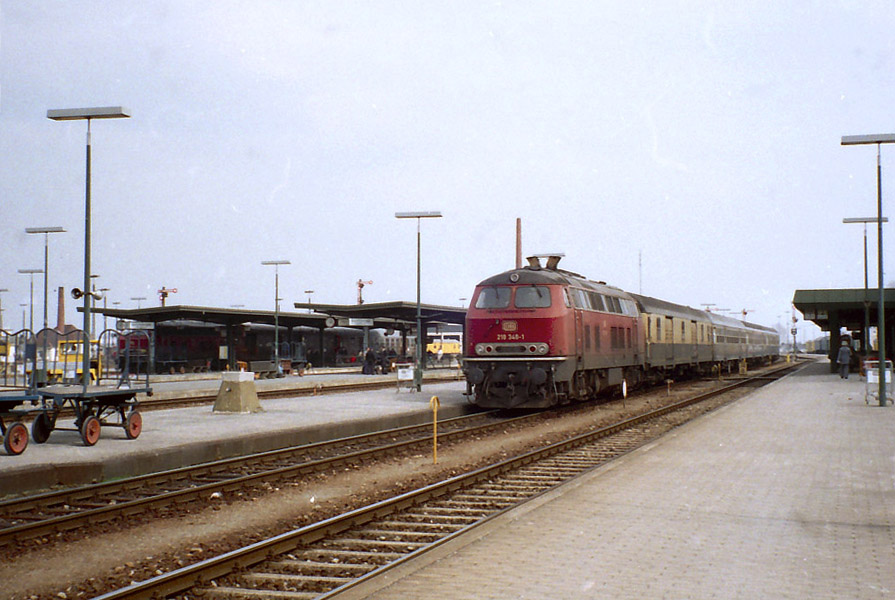
Diesellokomotive der Baureihe 218 mit einem Eilzug nach München im Bahnhof Mühldorf (1988)

Von 1951 bis 1956 setzte die Deutsche Bundesbahn Dieseltriebwagen der Baureihe VT 50 auf einer Eilzugverbindung von München nach Simbach und Passau mit Flügelung in Mühldorf ein. Ab 1955 kamen auf den Personenzügen zwischen Mühldorf und Simbach, vereinzelt auch bis München neue Uerdinger Schienenbusse der Baureihe VT 95 aus dem Bw Simbach zum Einsatz. Mit der Aufhebung des Betriebswerks Simbach im Mai 1959 gingen die lokbespannten Reisezugleistungen der Strecke mit Ausnahme des Vorortverkehrs auf das Bw Mühldorf über. Die Bespannung der Güterzüge übernahmen in den 1950er Jahren Lokomotiven der Baureihen 50 und 64, welche bis 1954 die Baureihe 5415–17 und bis 1960 die Baureihe 5710–35 ablösten.
Im Münchner Vorortverkehr und vor einzelnen Züge bis Dorfen setzte die Deutsche Bundesbahn neben den Akkumulatortriebwagen weiterhin Lokomotiven der Baureihen 64 und 700 ein, von 1950 bis 1953 zudem die Baureihe 780–5. Ab 1958 kamen auf den Vorortzügen neue Akkumulatortriebwagen der Baureihe ETA 150 zum Einsatz. Einige Leistungen des Vorortverkehrs und die Personenzüge zwischen Mühldorf und Simbach wurden ab 1960 mit Schienenbussen der Baureihe VT 98 durchgeführt.
Am 12. März 1965 begann der Einsatz von Großdiesellokomotiven der Baureihe V 160 im Reisezugdienst. Die Baureihe 3810–40 wurde vor den Personenzügen zwischen München und Mühldorf vollständig durch V 160 und Dampflokomotiven der Baureihe 01 abgelöst. Mit dem Einsatzende der Baureihe 01 kamen ab 1967 im Personenverkehr nur noch Diesellokomotiven zum Einsatz. 1965 endete der Einsatz der Baureihe 64 vor den Nahgüterzügen; ihre Leistungen übernahmen neue Diesellokomotiven der Baureihe V 100. Ab 1969 ersetzte die Deutsche Bundesbahn im Güterzugdienst die im Bw Mühldorf stationierten Einheitsdampflokomotiven der Baureihe 50 durch Diesellokomotiven der Baureihen 215 und 216, sodass 1970 der Planeinsatz von Dampflokomotiven auf der Strecke endete. Ab 1970 kamen Diesellokomotiven der Baureihe 218 zum Einsatz, die im Reise- und Güterzugdienst bis 1973 die Baureihe 216 und bis 1976 die Baureihe 215 ablösten.
Bis 1957 stellte die Deutsche Bundesbahn die Personenzüge größtenteils auf dreiachsige Umbauwagen um. In den Eilzügen liefen weiterhin vierachsige Eilzugwagen und vereinzelt noch bis in die 1960er Jahre dreiachsige bayerische Durchgangswagen. In den Vorortzügen kamen noch zweiachsige Einheitswagen der Ganzstahlbauart (Donnerbüchsen) zum Einsatz. Ab 1964 setzte die Deutsche Bundesbahn n-Wagen ein, die bis Mitte der 1970er Jahre alle älteren Reisezugwagen auf der Strecke ablösten.
Nach der Elektrifizierung des Abschnittes München–Markt Schwaben waren einige Vorortzüge ab 1970 kurzzeitig mit Elektrolokomotiven der Baureihe 144 bespannt. Mit Aufnahme des S-Bahn-Betriebs ging der Vorortverkehr 1972 vollständig auf die dreiteiligen Elektrotriebwagen der Baureihe 420 über, womit der Einsatz der Akkumulatortriebwagen endete. Im S-Bahn-Anschlussverkehr von Markt Schwaben nach Dorfen und Mühldorf kamen Diesellokomotiven der Baureihen 212 und 218 mit n-Wagen-Wendezügen sowie von 1978 bis 1991 Uerdinger Schienenbusse zum Einsatz.

### Deutsche Bahn
Ab November 1993 setzte die Deutsche Bundesbahn Görlitzer Doppelstockwagen in den Eilzügen München–Mühldorf ein, die zunächst mit Diesellokomotiven der Baureihe 217, dann mit der Baureihe 218 bespannt wurden. Zwischen Mühldorf und Simbach ersetzte die Deutsche Bahn 1994 die Schienenbusse durch neue zweiteilige Dieseltriebwagen der Baureihe 628.4, die sie im Betriebswerk Mühldorf stationierte. Von 1995 bis 1997 und noch einmal von 1998 bis zu dessen Einstellung 2002 übernahmen die neuen Triebwagen zudem den S-Bahn-Anschlussverkehr.
Zum 15. Dezember 2002 stellte die Deutsche Bahn den S-Bahn-Verkehr zwischen München und Markt Schwaben von der Baureihe 420 auf neue vierteilige Elektrotriebwagen der Baureihe 423 um. Seit Juni 2017 werden wieder einige S-Bahn-Leistungen auf der Strecke mit Triebwagen der Baureihe 420 geführt.

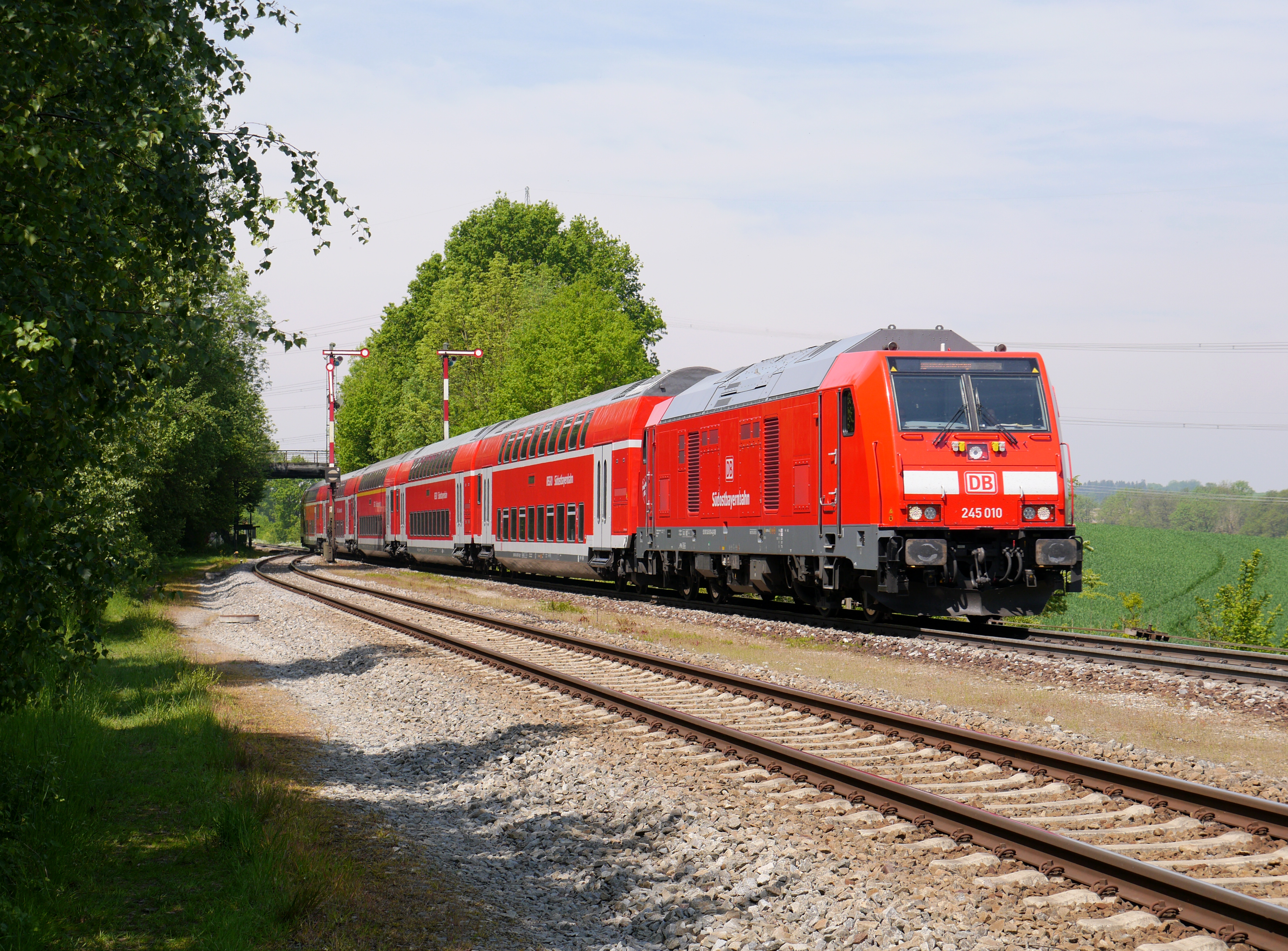
Diesellokomotive der Baureihe 245 mit Doppelstockwagen in Thann-Matzbach (2017)

Auf dem von 2008 bis 2012 verkehrenden Zugpaar München–Linz kamen Diesellokomotiven der Reihe 2016 mit Eurofima-Wagen der ÖBB zum Einsatz. Im Mai 2014 begann zwischen München und Mühldorf der Einsatz von Diesellokomotiven der Baureihe 245. Bis Dezember 2016 setzte die Südostbayernbahn noch n-Wagen in einzelnen Verstärkerzügen von München nach Simbach ein. Seitdem fahren auf den meisten Regionalbahnen München–Mühldorf und auf den zwei Regional-Express-Zugpaaren München–Simbach Lokomotiven der Baureihen 218 und 245 mit Doppelstockwagen; einzelne Leistungen werden mit Triebwagen der Baureihe 628 erbracht. Zwischen Mühldorf und Simbach kommen, abgesehen von den nach München durchgebundenen Zügen, Triebwagen der Baureihe 628 zum Einsatz.
Im Güterverkehr setzte die Deutsche Bahn in den 1990er Jahren vor Ganzzügen Doppeltraktionen der Baureihe 218, vor Übergabezügen Lokomotiven der Baureihen 360, 290, 211 und 218 ein. DB Cargo bespannte die Güterzüge auf der Strecke noch bis 2011 mit in Mühldorf stationierten Lokomotiven der Baureihen 217, 218 und 225 und bis Mitte der 2010er Jahre mit den Baureihen 232 und 233. Seit 2010 kommen vor den Ganzzügen stattdessen neue Diesellokomotiven der Baureihe 247 (Class 77) zum Einsatz. Die Übergabezüge im Raum München sind mit der Baureihe 294 bespannt.

## Verkehr

### Personenverkehr

#### 1871–1945

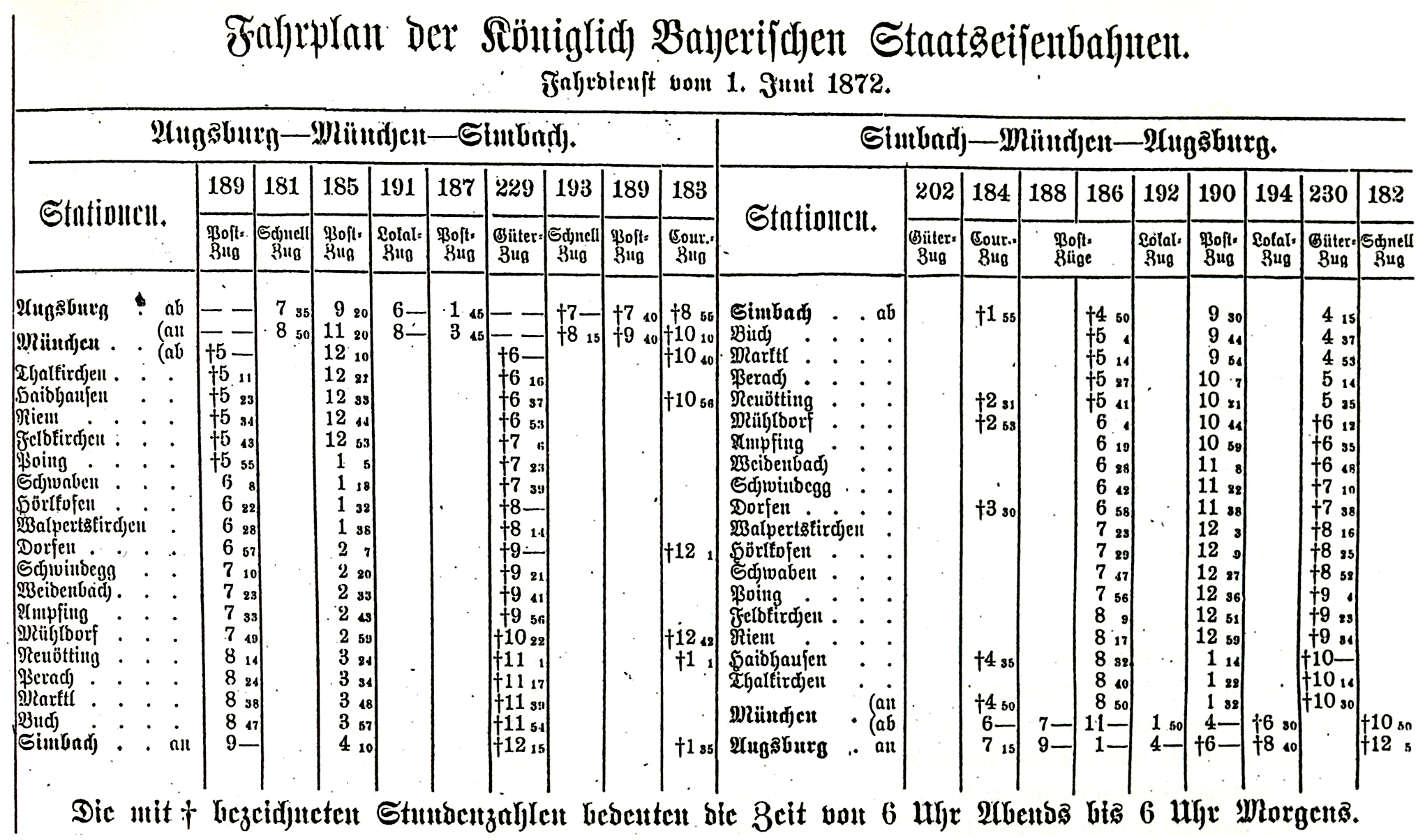
Erster regulärer Fahrplan vom 1. Juni 1872

Im ersten provisorischen Fahrplan setzten die Bayerischen Staatseisenbahnen ab dem 1. Mai 1871 täglich zwei Güterzugpaare mit Personenbeförderung zwischen München und Neuötting ein. Mit Eröffnung der gesamten Strecke verkehrten ab dem 1. Juni 1871 ein als Postzug geführtes Personenzugpaar sowie zwei Güterzugpaare mit Personenbeförderung von München nach Simbach. 1872 stellten die Bayerischen Staatseisenbahnen einen ersten regulären Fahrplan auf, der zwei Postzugpaare von Ulm über München nach Simbach und ein Güterzugpaar mit Personenbeförderung von München nach Simbach vorsah. Zudem fuhr mit dem Courierzug 183/184 ab 1872 ein Schnellzugpaar von Paris nach Wien über die Strecke. Dieses hielt zwischen München und Simbach lediglich in Haidhausen, Dorfen, Mühldorf und Neuötting, ab 1873 nur noch in Haidhausen und Mühldorf. Die an allen Stationen haltenden Postzüge benötigten für die Strecke München–Simbach vier Stunden, während der Courierzug sie in drei Stunden zurücklegte. Bereits nach wenigen Jahren trennten die Bayerischen Staatseisenbahnen den Reiseverkehr vom Güterverkehr und ersetzten den letzten Güterzug mit Personenbeförderung durch einen Postzug.
Ab dem 5. Juni 1883 führten die Bayerischen Staatseisenbahnen den neu eingerichteten Orient-Express von Paris nach Giurgiu über die Strecke München–Simbach. Der zunächst zweimal pro Woche, ab 1884 täglich fahrende Luxuszug ersetzte den bisherigen Courierzug Paris–Wien und durchfuhr die Strecke vom Münchner Centralbahnhof bis zum Grenzbahnhof Simbach nachts in nur 2:20 Stunden ohne Halt. Zum 1. Mai 1897 wurde der seit 1888 von Paris nach Konstantinopel fahrende Orient-Express von der Strecke München–Simbach auf die längere Linienführung über Rosenheim und Salzburg verlegt.

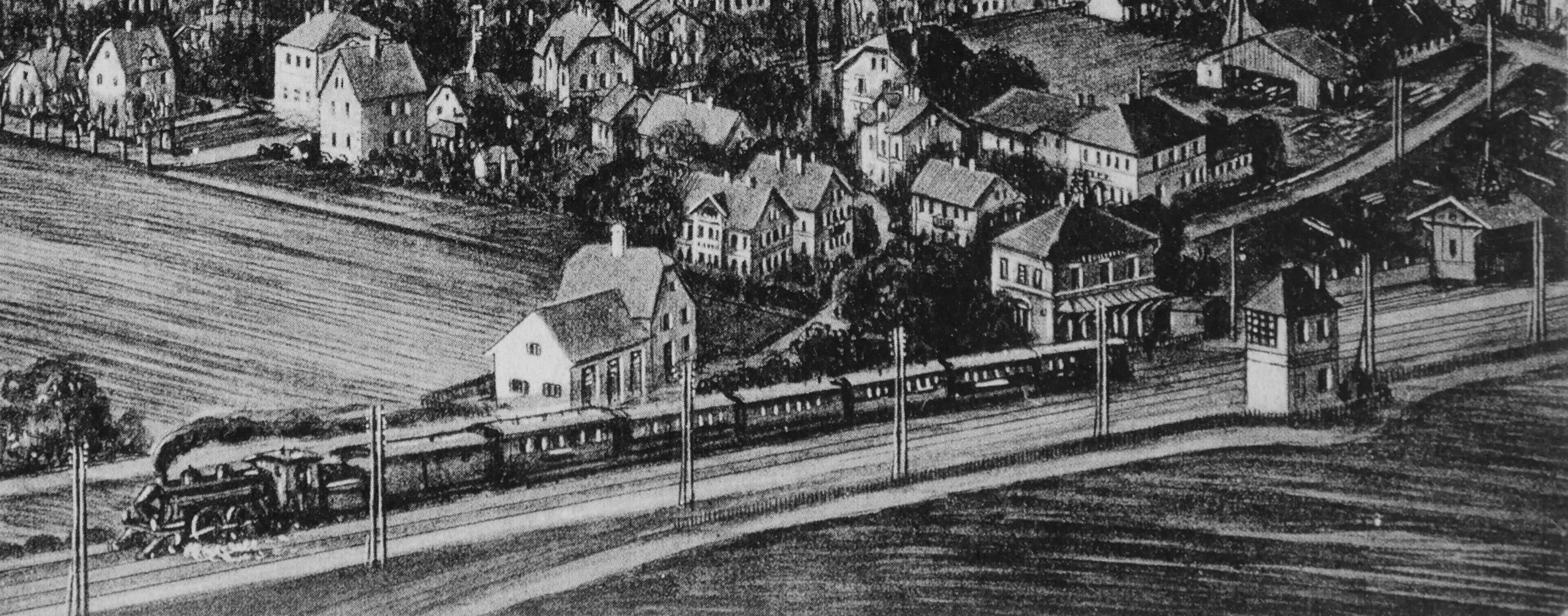
Personenzug im Bahnhof Feldkirchen (1911)

1891 setzten die Bayerischen Staatseisenbahnen zwischen München und Simbach vier, ab 1895 fünf Personenzugpaare mit Halt an allen Stationen ein. Nach Einführung des Vorortverkehrs mit zusätzlichen Stationen zwischen München Ostbahnhof und Schwaben hielten die über die ganze Strecke fahrenden Personenzüge weiterhin nur in Riem, Feldkirchen und Poing. Als Ersatz für den weggefallenen Orient-Express führten die Bayerischen Staatseisenbahnen 1899 wieder ein Schnellzugpaar von München nach Simbach ein, das mit bis zu 14 Unterwegshalten allerdings eine Fahrzeit von bis zu drei Stunden hatte. 1902 wurde es daher zum Eilzug und 1907 zum Personenzug zurückgestuft. Ersatzweise kam zum Winterfahrplan 1907 ein neues Eilzugpaar München–Mühldorf hinzu, das nur in München Ostbahnhof, Schwaben, Dorfen sowie in einer Richtung in Thann-Matzbach hielt; ab 1908 wurde es bis Simbach durchgebunden.
Mit der Eröffnung der Hauptbahn Mühldorf–Freilassing kehrte auf dem Abschnitt München–Mühldorf ab Juli 1909 der internationale Fernverkehr zurück. Die Bayerischen Staatseisenbahnen führten anstelle des Eilzuges zwei Schnellzugpaare von München über Mühldorf nach Salzburg mit Halt in München Ostbahnhof und Dorfen ein, in denen Kurswagen von Berlin, Köln und Paris nach Wien und Triest mitliefen. Mit Beginn des Ersten Weltkriegs stellten die Bayerischen Staatseisenbahnen die Schnellzüge ein und verringerten die Zahl der Personenzüge. Bis August 1918 reduzierte sich der Reiseverkehr auf drei Personenzugpaare an Werktagen und vier an Sonntagen.
Nach Ende des Krieges verkehrten wieder täglich fünf Personenzugpaare zwischen München und Simbach, die ab Beginn der 1920er Jahre durch zwei Eilzüge von München nach Mühldorf ergänzt wurden. Mit dem Sommerfahrplan 1923 führte die Deutsche Reichsbahn ein grenzüberschreitendes Tages-Schnellzugpaar von München über Simbach nach Wien ein, das sie jedoch zum folgenden Winterfahrplan wieder einstellte. Aufgrund des hohen Fahrgastaufkommens plante die Deutsche Reichsbahn ab Mitte der 1920er Jahre für die meisten Personenzüge und einzelne Eilzüge Vor- oder Nachzüge zur Entlastung zwischen München und Mühldorf ein.
Nach dem „Anschluss“ Österreichs setzte die Deutsche Reichsbahn in den Sommerfahrplänen 1938 und 1939 ein über Simbach durchgebundenes saisonales Eilzugpaar von München nach Bad Aussee ein, das nur in München Ost, Mühldorf, Neuötting und Simbach hielt. Daneben verkehrten auf der Strecke 1939 an Werktagen vier Personenzugpaare München Ost–Simbach, je zwei Personenzugpaare München Ost–Mühldorf und Mühldorf–Simbach sowie zwei Eilzugpaare München Hbf–Mühldorf. Für die Gesamtstrecke benötigten die Personenzüge etwa drei Stunden und bis Mühldorf 1,5 Stunden, während die schnellsten Eilzüge die Strecke München Ost–Mühldorf in einer Stunde zurücklegten. Der Beginn des Zweiten Weltkrieges beendete den Verkehr des saisonalen Eilzugpaares. Im weiteren Kriegsverlauf verringerte die Deutsche Reichsbahn das Angebot und stellte die Eilzüge ein; 1943 fuhren noch vier Personenzugpaare von München nach Simbach, zwei von München nach Mühldorf und eines von Mühldorf nach Simbach.

#### Seit 1945
In der Nachkriegszeit blieb das Zugangebot zunächst gering; im Januar 1946 verkehrten werktags zwei Zugpaare München–Simbach und je eines von Dorfen nach Mühldorf und von Mühldorf nach Simbach. Ab Juli 1946 gab es wieder ein Eilzugpaar München–Mühldorf. Bis 1949 stieg die Zahl der Reisezüge wieder deutlich an. Ab 1950 fuhr ein als Eiltriebwagen (Et) geführtes Zugpaar von München nach Simbach und Passau, das im Bahnhof Mühldorf geflügelt wurde. Daneben setzte die Deutsche Bundesbahn im Winterfahrplan 1951/52 zwei Eilzug- und vier bis fünf Personenzugpaare von München nach Simbach ein, die durch einzelne Züge auf den Teilstrecken München Ost–Dorfen, Dorfen–Mühldorf und Mühldorf–Simbach ergänzt wurden. Die Fahrzeit der Personenzüge lag auf der Gesamtstrecke zwischen 2:45 und 3:40 Stunden; die Eilzüge benötigten mit Zwischenhalten in München Ost, Markt Schwaben, Thann-Matzbach, Dorfen, Ampfing, Mühldorf und Neuötting etwa 2:20 Stunden.
Ab Mitte der 1950er Jahre wurden mit dem Einsatz von Schienenbussen zwischen Mühldorf und Simbach die meisten Zugläufe in Mühldorf gebrochen. Im Sommerfahrplan 1956 gab es täglich nur noch drei durchgehende Züge von München nach Simbach und einen Zug von Simbach nach München; bei den übrigen Verbindungen musste im Bahnhof Mühldorf umgestiegen werden. Im Mai 1966 stellte die Deutsche Bundesbahn die durchgehenden Reisezüge mit Ausnahme eines einzelnen Eilzuges an Sonntagen von Simbach nach München vollständig ein. Zwischen München und Mühldorf verkehrten im Winterfahrplan 1966/67 werktags sieben bis acht Personenzüge und drei Eilzüge, von denen einer ab Mühldorf weiter nach Passau fuhr. Zwischen Mühldorf und Simbach fuhren acht Personenzugpaare, die zum Teil ab Simbach nach Pocking durchgebunden waren.
Mit Einführung des S-Bahn-Betriebs bis Markt Schwaben stellte die Deutsche Bundesbahn zum Sommerfahrplan 1972 das Zugangebot zwischen München und Mühldorf um. Zwischen Markt Schwaben und Mühldorf führte sie einen S-Bahn-Anschlussverkehr mit sechs Zugpaaren ein, während nur drei durchgehende Nahverkehrszugpaare von München bis Mühldorf verblieben. Stattdessen gab es für den durchgehenden Zugverkehr München–Mühldorf nun sechs Eilzugpaare, die ab Mühldorf größtenteils nach Burghausen und Passau durchliefen. Dadurch waren die kleineren Stationen Hörlkofen, Walpertskirchen, Thann-Matzbach, Wasentegernbach, Schwindegg und Weidenbach von München aus zu den meisten Zeiten nur noch mit Umstieg in Markt Schwaben zu erreichen. Zwischen Mühldorf und Simbach verkehrten 1972 zehn Zugpaare an Werktagen und sechs bis sieben an Sonntagen.
Zur Anbindung der Rottaler Thermalbäder führte die Deutsche Bundesbahn im Mai 1978 wieder zwei durchgehende Eilzüge von München nach Simbach und einen Eilzug in der Gegenrichtung ein, von denen am Bahnhof Simbach Anschluss zu einem Bahnbus nach Bad Birnbach bestand. Zum 31. Mai 1981 richtete sie einen direkten Kurswagen zwischen München und Linz ein, der im Eilzug München–Simbach mitlief, und stellte damit erstmals seit 1939 wieder eine grenzüberschreitende Verbindung über Simbach her. Ab Juni 1991 lief der Kurswagen nur noch bis Wels und wurde schließlich im Mai 1994 eingestellt.
Im Winterfahrplan 1991/92 fuhren die Eilzüge zwischen München und Mühldorf mit werktags 15 bis 16 Zugpaaren in einem angenäherten Stundentakt. Sechs Eilzugpaare waren bis Simbach durchgebunden und bildeten im Abschnitt Mühldorf–Simbach zusammen mit vier Nahverkehrszugpaaren einen angenäherten Zwei-Stunden-Takt. Im nur werktags fahrenden S-Bahn-Anschlussverkehr verkehrten von Markt Schwaben aus vier Züge nach Mühldorf, zwei bis Dorfen und einer bis Thann-Matzbach. Mit dem Linienstern Mühldorf führte die Deutsche Bahn zum 29. Mai 1994 einen Taktknoten am Bahnhof Mühldorf und einen festen Stundentakt auf den Linien München–Mühldorf und Mühldorf–Simbach ein. Die DB RegioNetz Verkehrs GmbH gab im Dezember 2002 den S-Bahn-Anschlussverkehr auf und ersetzte ihn durch im Stundentakt verkehrende durchgehende Regionalbahnen zwischen München und Mühldorf mit Halt an den meisten Zwischenstationen.
Ab dem 14. Dezember 2008 boten die Deutsche Bahn und die Österreichischen Bundesbahnen erneut durchgehenden Reisezugverkehr zwischen Bayern und Oberösterreich an. Ein Regional-Express-Zugpaar verkehrte mit wenigen Zwischenhalten morgens von Linz nach München und abends in der Gegenrichtung. Zwischen Mühldorf und Linz wurde ferner ein Zugpaar mit Halt an den meisten Stationen eingerichtet, das eine morgendliche Direktverbindung nach Österreich und eine abendliche Rückfahrgelegenheit bot. Am 8. Dezember 2012 wurde das Zugpaar München–Linz und am 15. Dezember 2013 auch das Zugpaar Mühldorf–Linz wieder eingestellt.

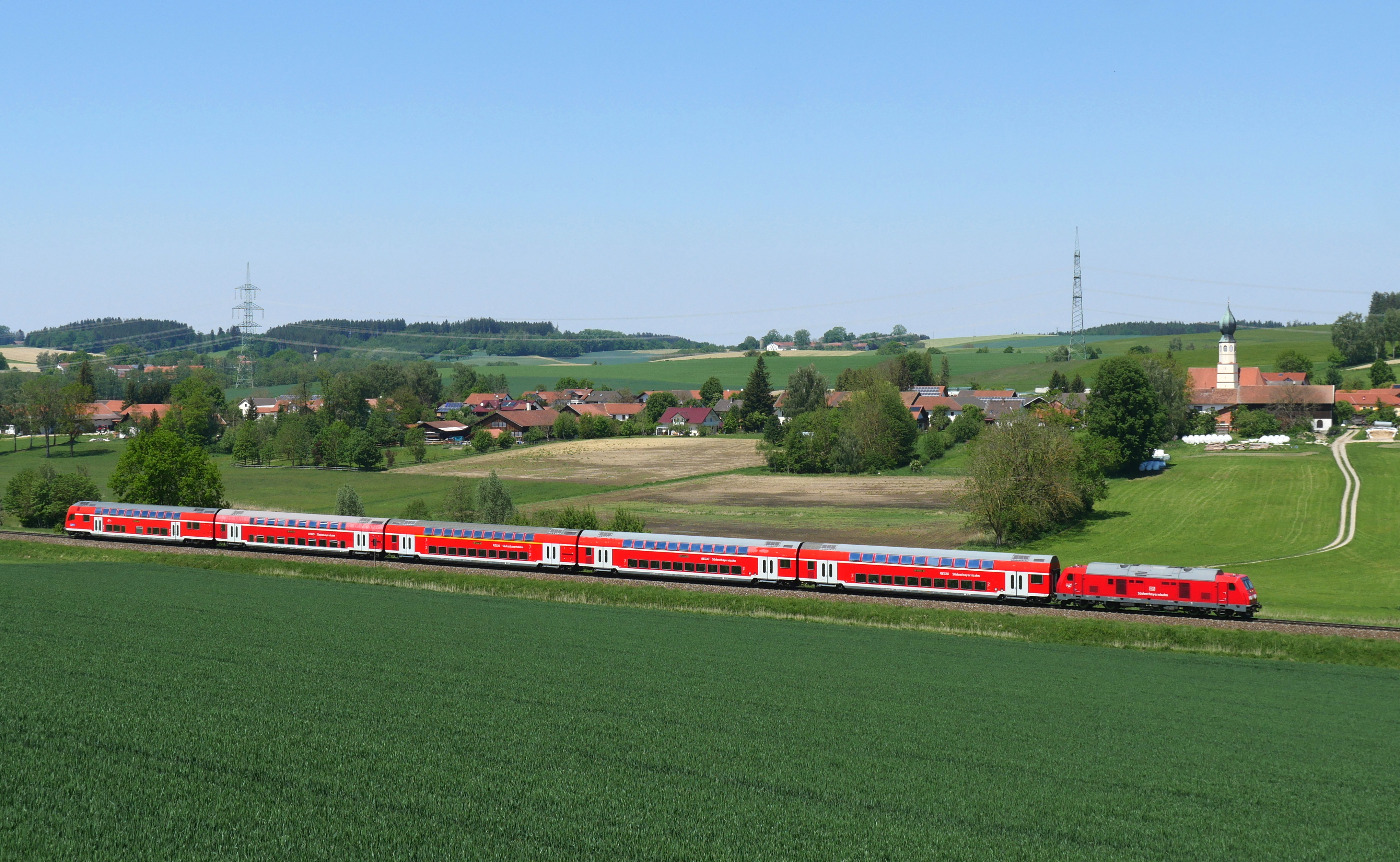
Lokomotive der Baureihe 245 mit Regionalbahn Mühldorf–München bei Niedergeislbach (2020)

2025 setzt die DB RegioNetz Verkehrs GmbH zwischen München Hbf und Mühldorf Regionalbahn-Züge der Linie RB 40 im Stundentakt ein, die für die Strecke eine Fahrzeit von etwa 70 Minuten benötigen. Der Haltepunkt Walpertskirchen wird dabei nur etwa alle zwei Stunden und die Bahnhöfe Thann-Matzbach und Weidenbach nur von einzelnen Zügen bedient. Auf dem Abschnitt Mühldorf–Simbach fahren im Stundentakt Regionalbahn-Züge der Linie RB 41 mit einer Fahrzeit von etwa 35 Minuten. Für den Pendlerverkehr verkehren an Werktagen morgens zwei Regional-Express-Züge der Linie RE 4 umsteigefrei von Simbach nach München und nachmittags zurück von München nach Simbach. Durch zusätzliche Verstärkerzüge zwischen München Ost und Mühldorf wird auf diesem Abschnitt in den Hauptverkehrszeiten ein 20- bis 30-Minuten-Takt hergestellt.
Der Streckenabschnitt München–Markt Schwaben ist seit 1972, der Abschnitt Markt Schwaben–Dorfen seit 2025 in den Münchner Verkehrs- und Tarifverbund (MVV) integriert. Auf dem Abschnitt Julbach–Simbach gilt der Tarif der Verkehrsgemeinschaft Rottal-Inn. Zwischen Schwindegg und Simbach bietet die Südostbayernbahn eine kostenfreie Fahrradmitnahme an, für die die Landkreise Ausgleichszahlungen leisten.

#### Vorort- und S-Bahn-Verkehr
Ab dem 1. Mai 1897 verkehrten zwischen München Ostbahnhof und Schwaben sieben Zugpaare im Vorortverkehr, die alle Stationen in diesem Abschnitt bedienten. Im Bahnhof Schwaben bestand Anschluss an die Züge der Zweigstrecke Schwaben–Erding. Bis 1914 erhöhte sich das Angebot auf neun Zugpaare München Ost–Schwaben, von denen eines ab 1910 über Schwaben hinaus direkt nach Erding weiterfuhr. Zusätzliche Züge verkehrten zwischen München Ost und Feldkirchen. Während des Ersten Weltkriegs reduzierte sich die Zahl der Vorortzüge.
Die Deutsche Reichsbahn band ab Anfang der 1920er Jahre alle Vorortzüge umsteigefrei von München Ost über Schwaben nach Erding durch. 1925 gab es fünf Zugpaare München Ost–Erding, die durch vier Zugpaare München Ost–Feldkirchen ergänzt wurden. Mit dem zunehmenden Pendlerverkehr erweiterte die Deutsche Reichsbahn die Zahl der Vorortzüge in den 1930er Jahren; 1939 setzte sie neun Zugpaare von München Ost nach Erding, fünf Zugpaare bis Markt Schwaben, zwei bis Feldkirchen und fünf bis München-Riem ein. Im Zweiten Weltkrieg ging der Vorortverkehr zwischen München Ost und Markt Schwaben bis 1943 auf zehn Zugpaare zurück.
Im Winterfahrplan 1951/52 verkehrten zwischen München Ost und Markt Schwaben 17 Vorortzugpaare, von denen zwölf weiter bis Erding fuhren. Zudem gab es nun sechs Zugpaare von München Ost nach Feldkirchen und drei bis München-Riem. Dieses Angebot blieb bis Anfang der 1970er Jahre in etwa konstant; lediglich die in Feldkirchen und Riem wendenden Züge fielen weg.

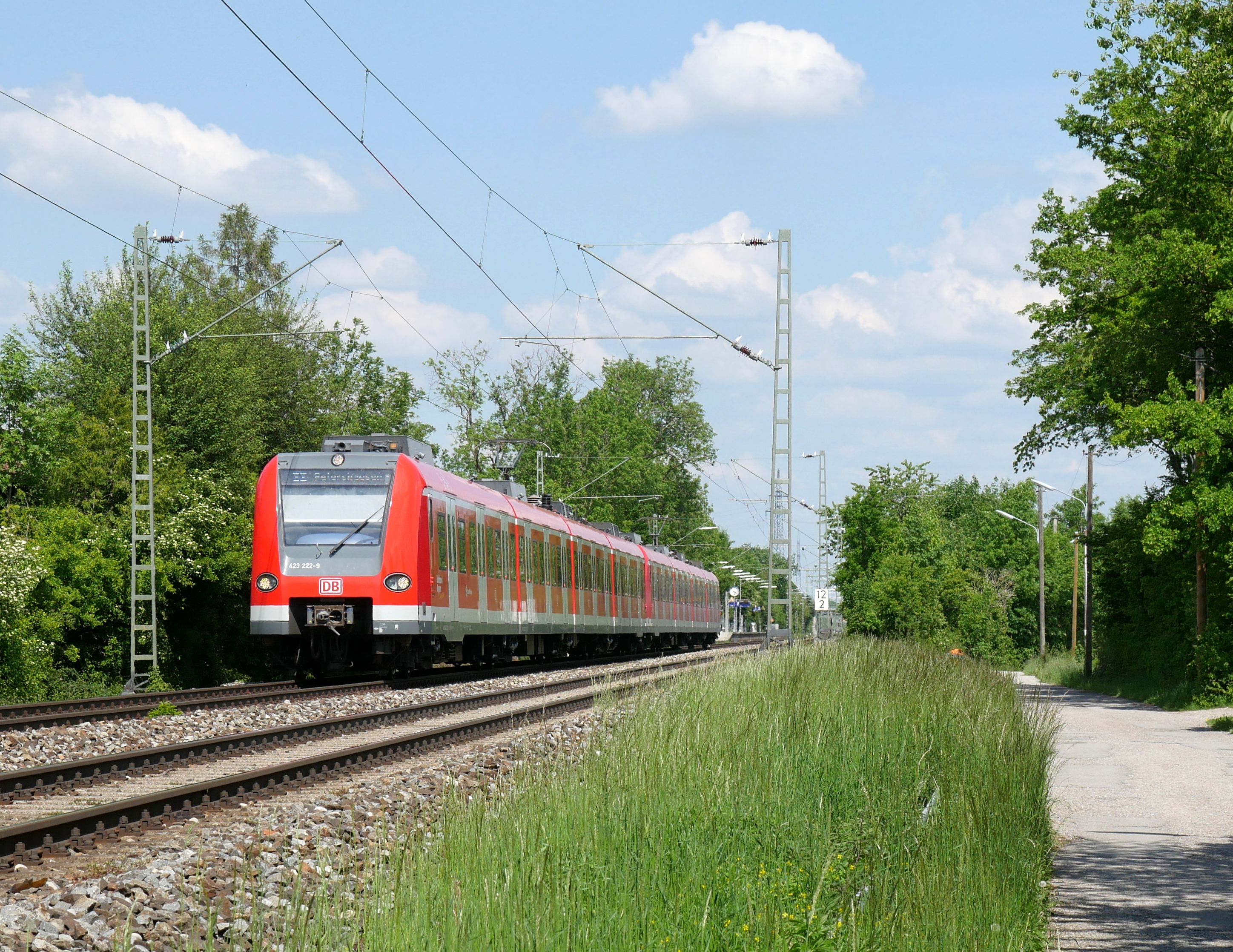
S-Bahn-Triebwagen der Baureihe 423 auf der S 2 in Heimstetten (2020)

Mit Inbetriebnahme der S-Bahn München verkehrte im Abschnitt München Ost–Markt Schwaben ab dem 28. Mai 1972 die Linie S 6 im 40-Minuten-Takt von Tutzing bzw. Gauting über die S-Bahn-Stammstrecke nach Erding. In der morgendlichen und abendlichen Hauptverkehrszeit stellten zusätzliche Verstärkerzüge bis Markt Schwaben einen 20-Minuten-Takt her. Zum 2. Juni 1996 führte die Deutsche Bahn auf der S 6 bis Markt Schwaben einen ganztägigen 20-Minuten-Takt ein.
Infolge eines Linientausches fährt auf der Strecke seit dem 12. Dezember 2004 die Linie S 2 von Petershausen nach Erding. Seit Dezember 2007 setzt die Deutsche Bahn morgens zusätzliche Express-S-Bahnen von Erding nach Dachau ein, die zwischen Markt Schwaben und München Leuchtenbergring nur in München-Riem halten. Seit der Elektrifizierung der Strecke Dachau–Altomünster 2014 verkehrt ein Teil der Züge der S 2 von Altomünster nach Erding.

### Güterverkehr
Im ersten Betriebsjahr wickelten die Bayerischen Staatseisenbahnen den gesamten Güterverkehr zwischen München und Simbach mit zwei Güterzugpaaren mit Personenbeförderung ab. Ab 1872 gab es auf der Strecke Güterzüge ohne Personenbeförderung. Dabei unterschieden die Bayerischen Staatseisenbahnen zwischen Sammelgüterzügen mit längeren Aufenthalten zur Verladung von Stückgut und schnelleren Güterzügen, die an den Zwischenstationen nur Wagen absetzten und aufnahmen. Ab 1880 begannen alle schnelleren Güterzüge im Bahnhof München Ost, während die Sammelgüterzüge weiterhin bis zum Münchner Centralbahnhof fuhren. Infolge des starken Anstiegs des Güterverkehrsaufkommens verkehrten 1880 bereits acht planmäßige Güterzüge, die durch sechs bei Bedarf verkehrende Züge ergänzt wurden.
Neben dem Stückgut- und Wagenladungsverkehr war die Strecke für den Viehversand von Bedeutung, insbesondere im Import von Rindern aus Österreich-Ungarn für den Schlachthof am Bahnhof München Süd. 1895 führten die Bayerischen Staatseisenbahnen daher eigene Viehzüge von Simbach nach München Süd ein. 1896 fertigten die Bayerischen Staatseisenbahnen am Grenzbahnhof Simbach 25.414 Rinder ab; bis 1902 erhöhte sich die Zahl auf 61.778 Rinder. Im innerbayerischen Viehversand hatten zudem die Zwischenbahnhöfe Dorfen, Mühldorf, Neuötting und Marktl ein hohes Aufkommen. Ebenfalls von Bedeutung war der Milchtransport nach München, der mit in die Reisezüge eingestellten Milchkurswagen durchgeführt wurde. Mit über 4,6 Millionen Liter Milch hatte die Strecke 1912 das drittgrößte Aufkommen der auf München zuführenden Bahnstrecken.
Ab etwa 1900 setzten die Bayerischen Staatseisenbahnen erste Durchgangsgüterzüge ein, die die Strecke München–Simbach im Gegensatz zu den Nah- und Stückgüterzügen ohne Rangier- und Verladearbeiten an den Zwischenstationen zurücklegten. Mit Beginn des Ersten Weltkriegs stellten die Bayerischen Staatseisenbahnen die meisten Durchgangsgüterzüge ein, um die Strecke für Militärtransporte nutzen zu können. Im weiteren Kriegsverlauf kam es zu einer starken Zunahme des Güterverkehrs durch Rüstungsbetriebe: Auf dem Streckenabschnitt München–Mühldorf wurden vor allem Kalkstickstoff aus den Werken Trostberg, Schalchen und Hart an der Alz der Bayerischen Stickstoffwerke und Aceton aus den Wacker-Werken in Burghausen transportiert.

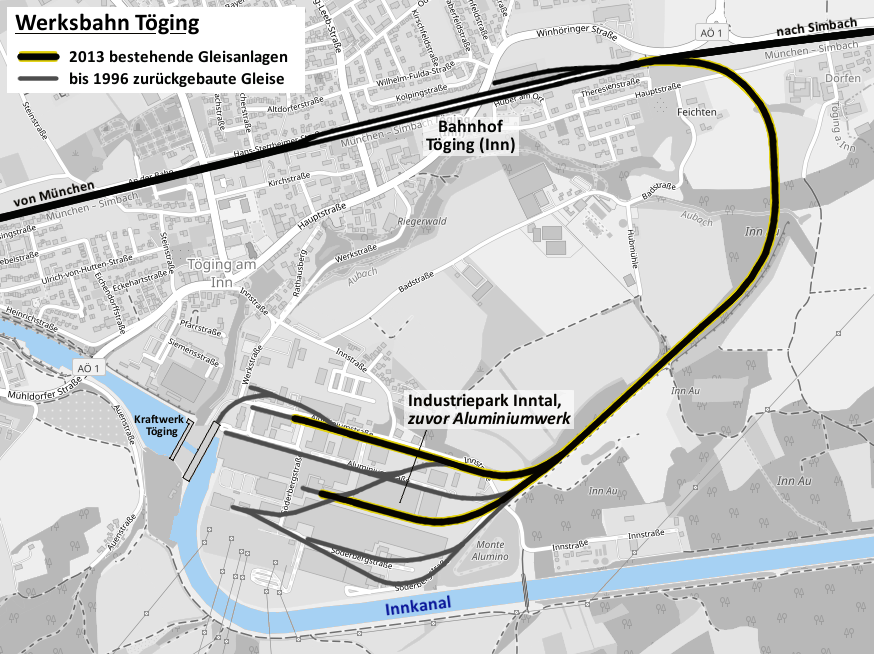
Karte der Werksbahn Töging

Ab 1923 war die Aluminiumhütte der Innwerk AG, später der Vereinigten Aluminium-Werke (VAW), über eine neu errichtete Werksbahn an den Bahnhof Töging angeschlossen. Mit Ganzzügen wurden jährlich bis zu 120.000 Tonnen Aluminiumoxid angeliefert und bis zu 55.000 Tonnen Aluminium und Aluminiumlegierungen abtransportiert. Die Traktion auf der Werksbahn ab dem Bahnhof Töging übernahmen die VAW mit einer werkseigenen Rangierdampflokomotive.
Ab Anfang der 1920er Jahre war der neue Rangierbahnhof München Ost Ausgangspunkt der meisten Güterzüge auf der Strecke. Einzelne Nah- und Stückgüterzüge verkehrten nun nicht mehr über die gesamte Strecke, sondern nur noch bis Feldkirchen, Markt Schwaben und Mühldorf. Um die bisher in Reisezügen beförderten Eilgut-, Vieh- und Milchkurswagen abzulösen, führte die Deutsche Reichsbahn 1924 Naheilgüterzüge mit Halt an allen Stationen ein. Mit der Einführung von Leichten Güterzügen im Stückgut-Schnellverkehr zwischen München-Laim Rbf und Simbach konnte die Deutsche Reichsbahn die Transportgeschwindigkeiten ab 1930 deutlich erhöhen.
Ab Beginn des Zweiten Weltkriegs wurde die Strecke verstärkt für Rüstungstransporte aus den Chemiewerken in Töging, Trostberg, Hart an der Alz und Gendorf genutzt. 1944 richtete die Deutsche Reichsbahn zwischen Ampfing und Mühldorf einen Gleisanschluss zur Bedienung des Militärflugplatzes Mettenheim ein, der direkt nach Kriegsende wieder demontiert wurde.
Die Deutsche Bundesbahn verlegte Anfang der 1950er Jahre die Nahgüterzüge und Leichten Güterzüge überwiegend in die Nachtstunden, um die Reisezüge möglichst wenig zu behindern. Bis in die 1960er Jahre hatte die Strecke noch ein hohes Aufkommen im Vieh- und Stückgutverkehr, bevor dieser zugunsten des Straßengüterverkehrs zunehmend zurückging. Anfang der 1960er stellte die Deutsche Bundesbahn die Viehzüge und Mitte der 1960er den Stückgut-Schnellverkehr ein. In den 1970er Jahren ersetzte sie die durchgehenden Nahgüterzüge mit Halt an allen Stationen durch Übergabezüge, die von München Ost und Mühldorf aus einzelne Abschnitte der Strecke sowie die abzweigenden Nebenbahnen Thann-Matzbach–Haag und Dorfen–Velden bedienten.
Unterdessen stieg ab den 1950er Jahren der Güterverkehr zu den Betrieben im Bayerischen Chemiedreieck, insbesondere zu den Werken in Trostberg, Gendorf und den Wacker-Werken stark an. Ab den 1970er Jahren verkehrten daher zunehmend Ganzzüge von München über Mühldorf nach Trostberg und Burghausen. 1984 führte die Deutsche Bundesbahn bereits 18 Ganzzüge über den Streckenabschnitt München–Mühldorf, die von den Chemiewerken nach Hamburg, Dormagen, Fürstenhausen, Ludwigshafen, Mannheim, Würzburg und Ingolstadt fuhren. Zudem verkehrten Bauxit-Züge zum Gleisanschluss des Aluminiumwerks Töging und grenzüberschreitend zum Aluminiumwerk Ranshofen bei Braunau. Daneben gab es insgesamt 18 Nahgüterzüge, die überwiegend von München nach Mühldorf, Feldkirchen und Erding liefen, sowie 35 Übergabezüge zur Bedienung der Gleisanschlüsse und Ortsgüteranlagen.

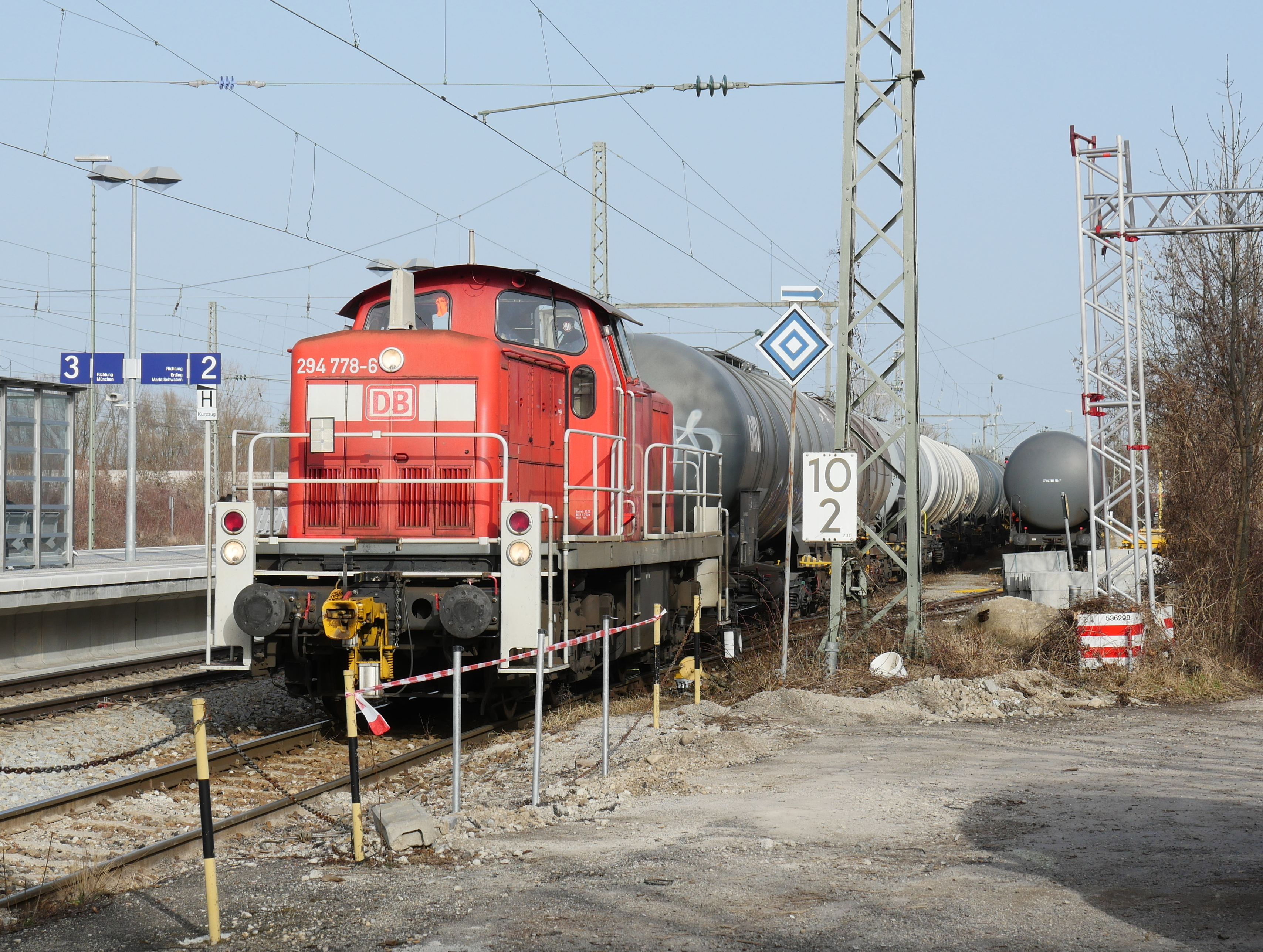
Diesellokomotive der Baureihe 294 mit Kesselwagen beim Rangieren im Bahnhof Feldkirchen (2021)

Ab den 1980er Jahren stellte die Deutsche Bundesbahn den Wagenladungsverkehr an vielen Zwischenstationen der Strecke ein; bis Ende der 1990er wurden die meisten Ortsgüteranlagen aufgelassen. Noch bis April 2011 setzte DB Cargo ein werktägliches Übergabezugpaar zwischen Mühldorf und Simbach ein; mit seiner Einstellung endete die Bedienung des Bahnhofs Simbach im Güterverkehr. Seit Auflösung der Güterverkehrsstelle Töging (Inn) 2016 führt DB Cargo nur mehr München-Riem, München-Riem Ubf, Feldkirchen (b München), Heimstetten und Mühldorf (Oberbay) als Tarifpunkte des Wagenladungsverkehrs. Ortsgüteranlagen werden durch DB InfraGO in München-Riem und Mühldorf sowie – wenngleich nicht durch DB Cargo bedient – in Simbach vorgehalten.
Mit der Schließung des Aluminiumwerks Töging endete 1996 der Verkehr von schweren Aluminiumoxid-Ganzzügen über die Werksbahn Töging. Nachfolgebetriebe im Industriepark Inntal, vor allem die Firma Aleris Recycling, wurden anschließend noch bedarfsweise von Übergabezügen bedient. Ende 2013 wurde das Anschlussgleis aufgrund von Schäden am Oberbau gesperrt; zum 1. Januar 2016 strich DB Cargo den Bahnhof Töging (Inn) entsprechend als Güterverkehrsstelle.
Den Güterverkehr betreibt 2020 neben vereinzelten privaten Anbietern die DB-Tochter DB Cargo. Vor allem der Ganzzugverkehr aus dem Bayerischen Chemiedreieck sorgt für ein erhebliches Güterverkehrsaufkommen. Insgesamt ist der Streckenabschnitt Markt Schwaben–Ampfing damit eine der am stärksten befahrenen eingleisigen Strecken Deutschlands: 2011 wurden mit etwa drei Millionen Tonnen mehr als ein Prozent der deutschlandweit auf der Schiene transportierten Menge an Gütern über diese eingleisige, nicht elektrifizierte Strecke abgewickelt. Im Abschnitt Mühldorf–Simbach verkehren werktäglich einige grenzüberschreitende Kesselwagen-Ganzzüge von DB Cargo, die die Chemiewerke in Burghausen mit Österreich und der Slowakei verbinden. In Simbach übernehmen die Österreichischen Bundesbahnen diese Züge.

## Kursbuchstrecken
In den ersten Betriebsjahren war die Strecke München–Simbach in den Kursbüchern zunächst als Teil der durchgehenden Verbindung Ulm–Simbach verzeichnet; ab den 1880er Jahren bildete sie eine eigenständige Kursbuchstrecke. Im Reichs-Kursbuch trug sie lange die Nummer 302; im neuen Nummernsystem des Deutschen Kursbuchs erhielt sie die Nummer 427. Ab 1970 war die Zweigstrecke Mühldorf–Burghausen in die Kursbuchtabelle der Strecke München–Simbach integriert, die 1972 die neue Nummer 940 erhielt. 1992 teilte die Deutsche Bundesbahn die Abschnitte München–Mühldorf, Mühldorf–Simbach und die Strecke Mühldorf–Burghausen in drei getrennte Kursbuchstrecken auf. Seitdem ist der Westabschnitt im Kursbuch unter der Nummer 940, der Ostabschnitt unter der Nummer 941 verzeichnet.
| Zeitraum  | Nummer  | Strecke                                                 |
| --------- | ------- | ------------------------------------------------------- |
| 1880      | 245     | Ulm – München – Simbach                                 |
| 1890–1905 | 303a    | München – Simbach                                       |
| 1914–1935 | 302     | München – Simbach (Inn)                                 |
| 1935–1970 | 427     | München – Mühldorf (Oberbay) – Simbach (Inn)            |
| 1970–1972 | 427     | München – Mühldorf – Simbach / – Altötting – Burghausen |
| 1972–1992 | 940     | München – Mühldorf – Simbach / – Altötting – Burghausen |
| seit 1992 | 940 941 | München – Mühldorf Mühldorf – Simbach                   |

Der Vorortverkehr von München Ost nach Schwaben war im Reichs-Kursbuch unter einer eigenen Kursbuchstrecke mit der Nummer 313a verzeichnet. Im Deutschen Kursbuch gab es ab den 1930er Jahren eine durchgehende Kursbuchstrecke München Ost–Erding unter Einbeziehung der Strecke Markt Schwaben–Erding. Seit Betriebsaufnahme der S-Bahn 1972 richtet sich die Kursbuchstrecke nach der auf der Strecke verkehrenden S-Bahn-Linie.
| Zeitraum  | Nummer | Strecke                                               |
| --------- | ------ | ----------------------------------------------------- |
| 1905–1939 | 313a   | München – (Markt) Schwaben                            |
| 1935–1949 | 427a   | München Ost – Markt Schwaben – Erding                 |
| 1949–1958 | 427b   | München Ost – Markt Schwaben – Erding                 |
| 1958–1972 | 427a   | München Ost – Markt Schwaben – Erding                 |
| 1972–1992 | 996    | Tutzing – Gauting – München – Markt Schwaben – Erding |
| 1992–2004 | 999.6  | Tutzing – Gauting – München – Markt Schwaben – Erding |
| 2004–2014 | 999.2  | Petershausen – München – Erding                       |
| seit 2014 | 999.2  | Petershausen / Altomünster – München – Erding         |